# 1862

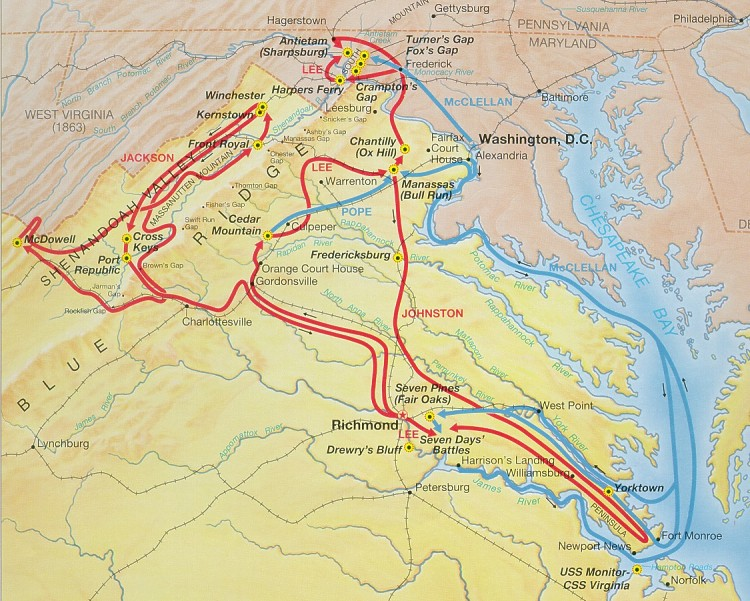
Östlicher Kriegsschauplatz 1862, blau: Feldzüge der Union, rot: Feldzüge der Konföderation

Portal Geschichte | Portal Biografien | Aktuelle Ereignisse | Jahreskalender | Tagesartikel

◄ |
18. Jahrhundert |
19. Jahrhundert
| 20. Jahrhundert | ►

◄ |
1830er |
1840er |
1850er |
1860er
| 1870er | 1880er | 1890er | ►

◄◄ |
◄ |
1858 |
1859 |
1860 |
1861 |
1862
| 1863 | 1864 | 1865 | 1866 | ► | ►►
Staatsoberhäupter · Wahlen · Nekrolog · Kunstjahr · Literaturjahr · Musikjahr   · Sportjahr
| Januar | Januar | Januar | Januar | Januar | Januar | Januar | Januar |
| Kw     | Mo     | Di     | Mi     | Do     | Fr     | Sa     | So     |
| ------ | ------ | ------ | ------ | ------ | ------ | ------ | ------ |
| 1      |        |        | 1      | 2      | 3      | 4      | 5      |
| 2      | 6      | 7      | 8      | 9      | 10     | 11     | 12     |
| 3      | 13     | 14     | 15     | 16     | 17     | 18     | 19     |
| 4      | 20     | 21     | 22     | 23     | 24     | 25     | 26     |
| 5      | 27     | 28     | 29     | 30     | 31     |        |        |

| Februar | Februar | Februar | Februar | Februar | Februar | Februar | Februar |
| Kw      | Mo      | Di      | Mi      | Do      | Fr      | Sa      | So      |
| ------- | ------- | ------- | ------- | ------- | ------- | ------- | ------- |
| 5       |         |         |         |         |         | 1       | 2       |
| 6       | 3       | 4       | 5       | 6       | 7       | 8       | 9       |
| 7       | 10      | 11      | 12      | 13      | 14      | 15      | 16      |
| 8       | 17      | 18      | 19      | 20      | 21      | 22      | 23      |
| 9       | 24      | 25      | 26      | 27      | 28      |         |         |

| März | März | März | März | März | März | März | März |
| Kw   | Mo   | Di   | Mi   | Do   | Fr   | Sa   | So   |
| ---- | ---- | ---- | ---- | ---- | ---- | ---- | ---- |
| 9    |      |      |      |      |      | 1    | 2    |
| 10   | 3    | 4    | 5    | 6    | 7    | 8    | 9    |
| 11   | 10   | 11   | 12   | 13   | 14   | 15   | 16   |
| 12   | 17   | 18   | 19   | 20   | 21   | 22   | 23   |
| 1    | 24   | 25   | 26   | 27   | 28   | 29   | 30   |
| 14   | 31   |      |      |      |      |      |      |

| April | April | April | April | April | April | April | April |
| Kw    | Mo    | Di    | Mi    | Do    | Fr    | Sa    | So    |
| ----- | ----- | ----- | ----- | ----- | ----- | ----- | ----- |
| 14    |       | 1     | 2     | 3     | 4     | 5     | 6     |
| 15    | 7     | 8     | 9     | 10    | 11    | 12    | 13    |
| 16    | 14    | 15    | 16    | 17    | 18    | 19    | 20    |
| 17    | 21    | 22    | 23    | 24    | 25    | 26    | 27    |
| 18    | 28    | 29    | 30    |       |       |       |       |

| Mai | Mai | Mai | Mai | Mai | Mai | Mai | Mai |
| Kw  | Mo  | Di  | Mi  | Do  | Fr  | Sa  | So  |
| --- | --- | --- | --- | --- | --- | --- | --- |
| 18  |     |     |     | 1   | 2   | 3   | 4   |
| 19  | 5   | 6   | 7   | 8   | 9   | 10  | 11  |
| 20  | 12  | 13  | 14  | 15  | 16  | 17  | 18  |
| 21  | 19  | 20  | 21  | 22  | 23  | 24  | 25  |
| 22  | 26  | 27  | 28  | 29  | 30  | 31  |     |

| Juni | Juni | Juni | Juni | Juni | Juni | Juni | Juni |
| Kw   | Mo   | Di   | Mi   | Do   | Fr   | Sa   | So   |
| ---- | ---- | ---- | ---- | ---- | ---- | ---- | ---- |
| 22   |      |      |      |      |      |      | 1    |
| 23   | 2    | 3    | 4    | 5    | 6    | 7    | 8    |
| 24   | 9    | 10   | 11   | 12   | 13   | 14   | 15   |
| 25   | 16   | 17   | 18   | 19   | 20   | 21   | 22   |
| 26   | 23   | 24   | 25   | 26   | 27   | 28   | 29   |
| 27   | 30   |      |      |      |      |      |      |

| Juli | Juli | Juli | Juli | Juli | Juli | Juli | Juli |
| Kw   | Mo   | Di   | Mi   | Do   | Fr   | Sa   | So   |
| ---- | ---- | ---- | ---- | ---- | ---- | ---- | ---- |
| 27   |      | 1    | 2    | 3    | 4    | 5    | 6    |
| 2    | 7    | 8    | 9    | 10   | 11   | 12   | 13   |
| 29   | 14   | 15   | 16   | 17   | 18   | 19   | 20   |
| 30   | 21   | 22   | 23   | 24   | 25   | 26   | 27   |
| 31   | 28   | 29   | 30   | 31   |      |      |      |

| August | August | August | August | August | August | August | August |
| Kw     | Mo     | Di     | Mi     | Do     | Fr     | Sa     | So     |
| ------ | ------ | ------ | ------ | ------ | ------ | ------ | ------ |
| 31     |        |        |        |        | 1      | 2      | 3      |
| 32     | 4      | 5      | 6      | 7      | 8      | 9      | 10     |
| 33     | 11     | 12     | 13     | 14     | 15     | 16     | 17     |
| 34     | 18     | 19     | 20     | 21     | 22     | 23     | 24     |
| 35     | 25     | 26     | 27     | 28     | 29     | 30     | 31     |

| September | September | September | September | September | September | September | September |
| Kw        | Mo        | Di        | Mi        | Do        | Fr        | Sa        | So        |
| --------- | --------- | --------- | --------- | --------- | --------- | --------- | --------- |
| 36        | 1         | 2         | 3         | 4         | 5         | 6         | 7         |
| 37        | 8         | 9         | 10        | 11        | 12        | 13        | 14        |
| 38        | 15        | 16        | 17        | 18        | 19        | 20        | 21        |
| 39        | 22        | 23        | 24        | 25        | 26        | 27        | 28        |
| 40        | 29        | 30        |           |           |           |           |           |

| Oktober | Oktober | Oktober | Oktober | Oktober | Oktober | Oktober | Oktober |
| Kw      | Mo      | Di      | Mi      | Do      | Fr      | Sa      | So      |
| ------- | ------- | ------- | ------- | ------- | ------- | ------- | ------- |
| 40      |         |         | 1       | 2       | 3       | 4       | 5       |
| 41      | 6       | 7       | 8       | 9       | 10      | 11      | 12      |
| 42      | 13      | 14      | 15      | 16      | 17      | 18      | 19      |
| 43      | 20      | 21      | 22      | 23      | 24      | 25      | 26      |
| 44      | 27      | 28      | 29      | 30      | 31      |         |         |

| November | November | November | November | November | November | November | November |
| Kw       | Mo       | Di       | Mi       | Do       | Fr       | Sa       | So       |
| -------- | -------- | -------- | -------- | -------- | -------- | -------- | -------- |
| 44       |          |          |          |          |          | 1        | 2        |
| 45       | 3        | 4        | 5        | 6        | 7        | 8        | 9        |
| 46       | 10       | 11       | 12       | 13       | 14       | 15       | 16       |
| 47       | 17       | 18       | 19       | 20       | 21       | 22       | 23       |
| 48       | 24       | 25       | 26       | 27       | 28       | 29       | 30       |

| Dezember | Dezember | Dezember | Dezember | Dezember | Dezember | Dezember | Dezember |
| Kw       | Mo       | Di       | Mi       | Do       | Fr       | Sa       | So       |
| -------- | -------- | -------- | -------- | -------- | -------- | -------- | -------- |
| 49       | 1        | 2        | 3        | 4        | 5        | 6        | 7        |
| 50       | 8        | 9        | 10       | 11       | 12       | 13       | 14       |
| 51       | 15       | 16       | 17       | 18       | 19       | 20       | 21       |
| 52       | 22       | 23       | 24       | 25       | 26       | 27       | 28       |
| 1        | 29       | 30       | 31       |          |          |          |          |

| Januar | Januar | Januar | Januar | Januar | Januar | Januar | Januar |
| Kw     | Mo     | Di     | Mi     | Do     | Fr     | Sa     | So     |
| ------ | ------ | ------ | ------ | ------ | ------ | ------ | ------ |
| 1      |        |        | 1      | 2      | 3      | 4      | 5      |
| 2      | 6      | 7      | 8      | 9      | 10     | 11     | 12     |
| 3      | 13     | 14     | 15     | 16     | 17     | 18     | 19     |
| 4      | 20     | 21     | 22     | 23     | 24     | 25     | 26     |
| 5      | 27     | 28     | 29     | 30     | 31     |        |        |

| Februar | Februar | Februar | Februar | Februar | Februar | Februar | Februar |
| Kw      | Mo      | Di      | Mi      | Do      | Fr      | Sa      | So      |
| ------- | ------- | ------- | ------- | ------- | ------- | ------- | ------- |
| 5       |         |         |         |         |         | 1       | 2       |
| 6       | 3       | 4       | 5       | 6       | 7       | 8       | 9       |
| 7       | 10      | 11      | 12      | 13      | 14      | 15      | 16      |
| 8       | 17      | 18      | 19      | 20      | 21      | 22      | 23      |
| 9       | 24      | 25      | 26      | 27      | 28      |         |         |

| März | März | März | März | März | März | März | März |
| Kw   | Mo   | Di   | Mi   | Do   | Fr   | Sa   | So   |
| ---- | ---- | ---- | ---- | ---- | ---- | ---- | ---- |
| 9    |      |      |      |      |      | 1    | 2    |
| 10   | 3    | 4    | 5    | 6    | 7    | 8    | 9    |
| 11   | 10   | 11   | 12   | 13   | 14   | 15   | 16   |
| 12   | 17   | 18   | 19   | 20   | 21   | 22   | 23   |
| 1    | 24   | 25   | 26   | 27   | 28   | 29   | 30   |
| 14   | 31   |      |      |      |      |      |      |

| April | April | April | April | April | April | April | April |
| Kw    | Mo    | Di    | Mi    | Do    | Fr    | Sa    | So    |
| ----- | ----- | ----- | ----- | ----- | ----- | ----- | ----- |
| 14    |       | 1     | 2     | 3     | 4     | 5     | 6     |
| 15    | 7     | 8     | 9     | 10    | 11    | 12    | 13    |
| 16    | 14    | 15    | 16    | 17    | 18    | 19    | 20    |
| 17    | 21    | 22    | 23    | 24    | 25    | 26    | 27    |
| 18    | 28    | 29    | 30    |       |       |       |       |

| Mai | Mai | Mai | Mai | Mai | Mai | Mai | Mai |
| Kw  | Mo  | Di  | Mi  | Do  | Fr  | Sa  | So  |
| --- | --- | --- | --- | --- | --- | --- | --- |
| 18  |     |     |     | 1   | 2   | 3   | 4   |
| 19  | 5   | 6   | 7   | 8   | 9   | 10  | 11  |
| 20  | 12  | 13  | 14  | 15  | 16  | 17  | 18  |
| 21  | 19  | 20  | 21  | 22  | 23  | 24  | 25  |
| 22  | 26  | 27  | 28  | 29  | 30  | 31  |     |

| Juni | Juni | Juni | Juni | Juni | Juni | Juni | Juni |
| Kw   | Mo   | Di   | Mi   | Do   | Fr   | Sa   | So   |
| ---- | ---- | ---- | ---- | ---- | ---- | ---- | ---- |
| 22   |      |      |      |      |      |      | 1    |
| 23   | 2    | 3    | 4    | 5    | 6    | 7    | 8    |
| 24   | 9    | 10   | 11   | 12   | 13   | 14   | 15   |
| 25   | 16   | 17   | 18   | 19   | 20   | 21   | 22   |
| 26   | 23   | 24   | 25   | 26   | 27   | 28   | 29   |
| 27   | 30   |      |      |      |      |      |      |

| Juli | Juli | Juli | Juli | Juli | Juli | Juli | Juli |
| Kw   | Mo   | Di   | Mi   | Do   | Fr   | Sa   | So   |
| ---- | ---- | ---- | ---- | ---- | ---- | ---- | ---- |
| 27   |      | 1    | 2    | 3    | 4    | 5    | 6    |
| 2    | 7    | 8    | 9    | 10   | 11   | 12   | 13   |
| 29   | 14   | 15   | 16   | 17   | 18   | 19   | 20   |
| 30   | 21   | 22   | 23   | 24   | 25   | 26   | 27   |
| 31   | 28   | 29   | 30   | 31   |      |      |      |

| August | August | August | August | August | August | August | August |
| Kw     | Mo     | Di     | Mi     | Do     | Fr     | Sa     | So     |
| ------ | ------ | ------ | ------ | ------ | ------ | ------ | ------ |
| 31     |        |        |        |        | 1      | 2      | 3      |
| 32     | 4      | 5      | 6      | 7      | 8      | 9      | 10     |
| 33     | 11     | 12     | 13     | 14     | 15     | 16     | 17     |
| 34     | 18     | 19     | 20     | 21     | 22     | 23     | 24     |
| 35     | 25     | 26     | 27     | 28     | 29     | 30     | 31     |

| September | September | September | September | September | September | September | September |
| Kw        | Mo        | Di        | Mi        | Do        | Fr        | Sa        | So        |
| --------- | --------- | --------- | --------- | --------- | --------- | --------- | --------- |
| 36        | 1         | 2         | 3         | 4         | 5         | 6         | 7         |
| 37        | 8         | 9         | 10        | 11        | 12        | 13        | 14        |
| 38        | 15        | 16        | 17        | 18        | 19        | 20        | 21        |
| 39        | 22        | 23        | 24        | 25        | 26        | 27        | 28        |
| 40        | 29        | 30        |           |           |           |           |           |

| Oktober | Oktober | Oktober | Oktober | Oktober | Oktober | Oktober | Oktober |
| Kw      | Mo      | Di      | Mi      | Do      | Fr      | Sa      | So      |
| ------- | ------- | ------- | ------- | ------- | ------- | ------- | ------- |
| 40      |         |         | 1       | 2       | 3       | 4       | 5       |
| 41      | 6       | 7       | 8       | 9       | 10      | 11      | 12      |
| 42      | 13      | 14      | 15      | 16      | 17      | 18      | 19      |
| 43      | 20      | 21      | 22      | 23      | 24      | 25      | 26      |
| 44      | 27      | 28      | 29      | 30      | 31      |         |         |

| November | November | November | November | November | November | November | November |
| Kw       | Mo       | Di       | Mi       | Do       | Fr       | Sa       | So       |
| -------- | -------- | -------- | -------- | -------- | -------- | -------- | -------- |
| 44       |          |          |          |          |          | 1        | 2        |
| 45       | 3        | 4        | 5        | 6        | 7        | 8        | 9        |
| 46       | 10       | 11       | 12       | 13       | 14       | 15       | 16       |
| 47       | 17       | 18       | 19       | 20       | 21       | 22       | 23       |
| 48       | 24       | 25       | 26       | 27       | 28       | 29       | 30       |

| Dezember | Dezember | Dezember | Dezember | Dezember | Dezember | Dezember | Dezember |
| Kw       | Mo       | Di       | Mi       | Do       | Fr       | Sa       | So       |
| -------- | -------- | -------- | -------- | -------- | -------- | -------- | -------- |
| 49       | 1        | 2        | 3        | 4        | 5        | 6        | 7        |
| 50       | 8        | 9        | 10       | 11       | 12       | 13       | 14       |
| 51       | 15       | 16       | 17       | 18       | 19       | 20       | 21       |
| 52       | 22       | 23       | 24       | 25       | 26       | 27       | 28       |
| 1        | 29       | 30       | 31       |          |          |          |          |

Spätestens im Jahr 1862 zeichnet sich für die Konfliktparteien endgültig ab, dass sich der amerikanische Sezessionskrieg zu einem langen und für beide Seiten verlustreichen Krieg ausweitet. Ein Marsch von Unionstruppen auf Richmond, Virginia, kann erst wenige Kilometer vor der konföderierten Hauptstadt gestoppt werden, und auch die Unions-Hauptstadt Washington sieht sich im Lauf des Jahres kurzzeitig mit feindlichen Einheiten in unmittelbarer Umgebung konfrontiert.
Der Sezessionskrieg ist einer der ersten, die photographisch dokumentiert werden, und die ungeschönten Bilder von toten Soldaten sind neben den mangelnden militärischen Erfolgen ein Grund, weshalb Abraham Lincoln zunehmend die Unterstützung für „seinen“ Krieg in der Union verliert und im Lauf des Jahres gleich mehrere Oberbefehlshaber seiner Armee austauschen muss. Selbst bisher formal neutrale europäische Staaten liebäugeln immer offener mit der diplomatischen Anerkennung der Konföderation. Die Schlacht am Antietam wird schließlich zum blutigsten Tag der amerikanischen Geschichte. Sie endet unentschieden, kann aber von der Union als taktischer Sieg verkauft werden, weil der neue konföderierte Oberbefehlshaber Robert E. Lee sich aus dem Staatsgebiet der Union zurückziehen muss. Das schafft Lincoln die Gelegenheit für die bereits vorbereitete Emanzipationsproklamation, mit der er die Sklaverei in denjenigen Südstaaten für abgeschafft erklärt, die sich mit der Union im Krieg befinden.
In seinen westlichen Territorien kämpft die Union gleichzeitig mit einem durch Misswirtschaft ausgelösten Sioux-Aufstand, der nur unter Mühen und blutig nach mehreren Monaten niedergeschlagen werden kann.
Im benachbarten Mexiko nutzt der französische Kaiser Napoleon III. die Tatsache, dass die USA anderweitig beschäftigt sind, für seine Militärintervention und erobert im Lauf des Jahres große Teile des Landes, auch wenn die Niederlage in der Schlacht bei Puebla einen kurzen Rückschlag bedeutet und auch die mit Frankreich verbündeten Mächte Spanien und Großbritannien ihre Unterstützung zurückziehen.
In Preußen wird Otto von Bismarck zum Ministerpräsidenten ernannt. Als ihm das liberal dominierte Abgeordnetenhaus trotz seiner Blut und Eisen-Rede die Unterstützung für eine Heeresreform verweigert, löst er es kurzerhand auf und verkündet ein „budgetloses Regiment“, womit der Preußische Verfassungskonflikt endgültig eskaliert.

## Ereignisse
| Chronologie                                                                                             | Chronologie                                                                            |
| --- | -------------------------------------------------------------------------------------- |
| 1. Januar                                                                                               | Schweiz: Jakob Stämpfli wird zum dritten Mal Bundespräsident.                          |
| 11. Januar                                                                                              | Honduras: Präsident José Santos Guardiola wird ermordet.                               |
| 12.–15. Februar                                                                                         | Sezessionskrieg: Schlacht um Fort Donelson                                             |
| 18. Februar                                                                                             | Der 1. Kongress der Konföderierten Staaten von Amerika nimmt seine Tätigkeit auf.      |
| 7./8. März                                                                                              | Sezessionskrieg: Schlacht am Pea Ridge                                                 |
| 8./9. März                                                                                              | Sezessionskrieg: Schlacht von Hampton Roads                                            |
| 12. März                                                                                                | Die Pockenepidemie an der Pazifikküste Nordamerikas 1862 beginnt.                      |
| 23. März                                                                                                | Jacksons Shenandoah-Feldzug 1862 beginnt.                                              |
| 26./28. März                                                                                            | Sezessionskrieg: Schlacht am Glorieta-Pass                                             |
| 29. März                                                                                                | Sezessionskrieg: Gefecht an der Stanwix Station                                        |
| 6./7. April                                                                                             | Sezessionskrieg: Schlacht von Shiloh                                                   |
| 12. April                                                                                               | Sezessionskrieg: Andrews-Überfall                                                      |
| 28. April                                                                                               | Sezessionskrieg: David Glasgow Farragut erobert New Orleans.                           |
| 5. Mai                                                                                                  | Sezessionskrieg: Schlacht von Williamsburg                                             |
| 5. Mai                                                                                                  | Französische Intervention in Mexiko: Schlacht bei Puebla                               |
| 6. Mai                                                                                                  | Wahlen zum preußischen Abgeordnetenhaus                                                |
| 15. Mai                                                                                                 | Sezessionskrieg: Erstes Gefecht an Drewrys Bluff                                       |
| 20. Mai                                                                                                 | Abraham Lincoln unterschreibt den Homestead Act.                                       |
| 21. Mai                                                                                                 | Japan: Teradaya-Vorfall                                                                |
| 29./30. Mai                                                                                             | Sezessionskrieg: Erste Schlacht um Corinth                                             |
| 31. Mai/1. Juni                                                                                         | Sezessionskrieg: Schlacht von Seven Pines                                              |
| 20. Juni                                                                                                | Rumänien: Ministerpräsident Barbu Catargiu wird ermordet.                              |
| 25. Juni–1. Juli                                                                                        | Sezessionskrieg: Sieben-Tage-Schlacht                                                  |
| 9. August                                                                                               | Sezessionskrieg: Schlacht am Cedar Mountain                                            |
| 10. August                                                                                              | Sezessionskrieg: Massaker am Nueces River 1862                                         |
| 17. August                                                                                              | Der Sioux-Aufstand in Minnesota beginnt.                                               |
| 24. August                                                                                              | Die italienische Lira wird alleiniges Zahlungsmittel in Italien.                       |
| 28.–30. August                                                                                          | Sezessionskrieg: Zweite Schlacht am Bull Run                                           |
| 10. September                                                                                           | Francisco Solano López wird Präsident von Paraguay.                                    |
| 12.–15. September                                                                                       | Sezessionskrieg: Schlacht um Harpers Ferry                                             |
| 14. September                                                                                           | Japan: Namamugi-Zwischenfall                                                           |
| 14. September                                                                                           | Sezessionskrieg: Schlacht am South Mountain                                            |
| 17. September                                                                                           | Sezessionskrieg: Schlacht am Antietam                                                  |
| 22. September                                                                                           | Abraham Lincoln verkündet die Emanzipationsproklamation.                               |
| 23. September                                                                                           | Preußischer Verfassungskonflikt: Otto von Bismarck wird preußischer Ministerpräsident. |
| 26. September                                                                                           | Liechtenstein erhält seine erste Verfassung.                                           |
| 30. September                                                                                           | Otto von Bismarck hält seine Blut und Eisen-Rede.                                      |
| 3./4. Oktober                                                                                           | Sezessionskrieg: Zweite Schlacht um Corinth                                            |
| 5. Oktober                                                                                              | Bartolomé Mitre wird Präsident von Argentinien.                                        |
| 5. Oktober                                                                                              | Sezessionskrieg: Gefecht an Hatchies Bridge                                            |
| 8. Oktober                                                                                              | Sezessionskrieg: Schlacht bei Perryville                                               |
| 13. Oktober                                                                                             | Otto von Bismarck löst das preußische Abgeordnetenhaus auf.                            |
| 24. Oktober                                                                                             | König Otto von Griechenland wird abgesetzt.                                            |
| 2. November                                                                                             | Der erste Vicksburg-Feldzug beginnt.                                                   |
| 11.–15. Dezember                                                                                        | Sezessionskrieg: Schlacht von Fredericksburg                                           |
| 26. Dezember                                                                                            | 38 Dakota werden nach dem Sioux-Aufstand in Mankato öffentlich gehenkt.                |
| Andauernde Ereignisse                                                                                   |                                                                                        |
| Französische Intervention in Mexiko (seit 1861)                                                         |                                                                                        |
| Sezessionskrieg in Nordamerika (seit 1861)                                                              |                                                                                        |
| Preußischer Verfassungskonflikt (seit 1860) und Ende der Neuen Ära                                      |                                                                                        |
| Föderaler Krieg in Venezuela (seit 1859)                                                                |                                                                                        |
| Rotativismo in Portugal (seit 1856)                                                                     |                                                                                        |
| Nian-Aufstand (seit 1853) und Taiping-Aufstand (seit 1850) gegen die Qing-Dynastie in China (seit 1644) |                                                                                        |
| Bakumatsu (seit 1853) der Edo-Zeit in Japan (seit 1603)                                                 |                                                                                        |
| Zweites Kaiserreich in Frankreich (seit 1852)                                                           |                                                                                        |
| Gründerzeit in Deutschland und Österreich (seit etwa 1840)                                              |                                                                                        |
| Tanzimat-Reformen im Osmanischen Reich (seit 1839)                                                      |                                                                                        |
| Viktorianisches Zeitalter in Großbritannien (seit 1837)                                                 |                                                                                        |

### Politik und Weltgeschehen

#### Vereinigte Staaten/Konföderierte Staaten von Amerika

##### Politische und strategische Entwicklungen im Sezessionskrieg

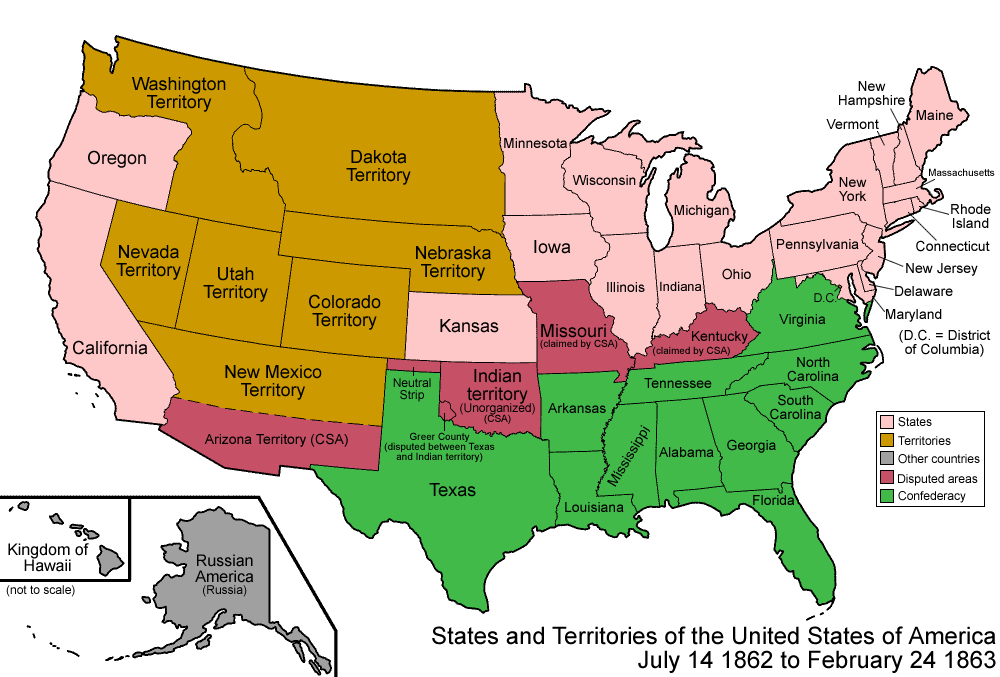
Vereinigte Staaten 1862/63

- 14. Januar: Der Republikaner Simon Cameron wird als Kriegsminister der Union abberufen und durch den Demokraten Edwin M. Stanton ersetzt.
- 27. Januar: Präsident Abraham Lincoln befiehlt in seiner Order No. 1 im Amerikanischen Bürgerkrieg, dass alle Armeen der Union auf allen Kriegsschauplätzen am 22. Februar offensiv werden sollen.
- 18. Februar: Der 1. Kongress der Konföderierten Staaten von Amerika nimmt in Richmond, Virginia, seine Tätigkeit auf. Er löst den nur aus einer Kammer bestehenden Provisorischen Konföderiertenkongress ab. Die Abgeordneten der beiden Häuser des Kongresses wurden bei den Wahlen im November des Vorjahres ermittelt.
- 11. März: George B. McClellan wird von Präsident Lincoln wegen mangelnder Erfolge als Commanding General of the United States Army abgesetzt. Sein Nachfolger wird am 23. Juli Generalmajor Henry Wager Halleck.
- 22. September: Abraham Lincoln verkündet mit der Emanzipationsproklamation das Ende der Sklaverei in den Südstaaten der USA, die sich mit der Union im Krieg befinden, mit Wirkung ab 1. Januar 1863. Die endgültige Abschaffung der Sklaverei in den Vereinigten Staaten erfolgt erst im Dezember 1865 durch den 13. Zusatzartikel zur Verfassung der Vereinigten Staaten.
- November: Die Demokraten gehen siegreich aus den Kongresswahlen hervor.

##### Östlicher Kriegsschauplatz
Angriffe der Union auf konföderierte Seehäfen
- 11. März: St. Augustine, Florida, wird von der Union eingenommen.
- 14. März: Die Hafenstadt New Bern in North Carolina wird von einer Armee der Nordstaaten eingenommen und besetzt.
- 11. April: Nach rund 30-stündiger Beschießung ergibt sich das konföderierte Fort Pulaski in Georgia den Angreifern der Union. Damit ist Savannah für Blockadebrecher nicht mehr erreichbar.
- Mai: Pensacola, Florida, wird erobert.

Jacksons Shenandoah-Feldzug
- März bis Juni: Jacksons Shenandoah-Feldzug 1862 im westlichen Virginia wird vor allem durch die Taktik und die Ortskenntnis General Stonewall Jacksons und die Karten von Jedediah Hotchkiss ein Erfolg:

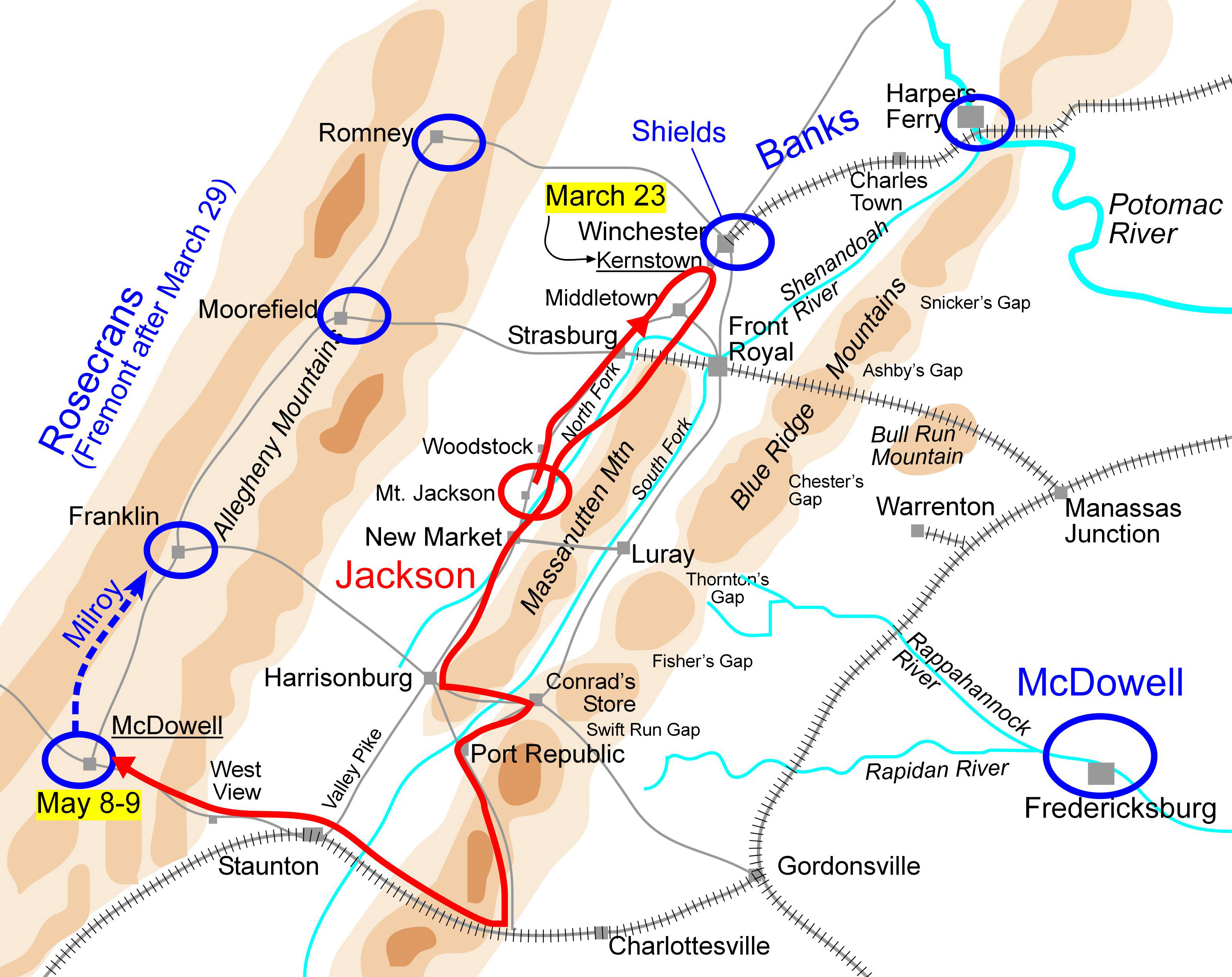
Shenandoah-Feldzug: Kernstown – McDowell

- 23. März: Das Gefecht bei Kernstown ist das einzige, das General Jackson während des Feldzugs verliert. Er kann jedoch eine erhebliche Anzahl an Unionseinheiten an sich binden, und dadurch andere konföderierte Armeen entlasten.
- 8. Mai: Beim Gefecht bei McDowell wehrt Jackson mehrere Angriffe der Nordstaatenarmee unter Robert H. Milroy ab.

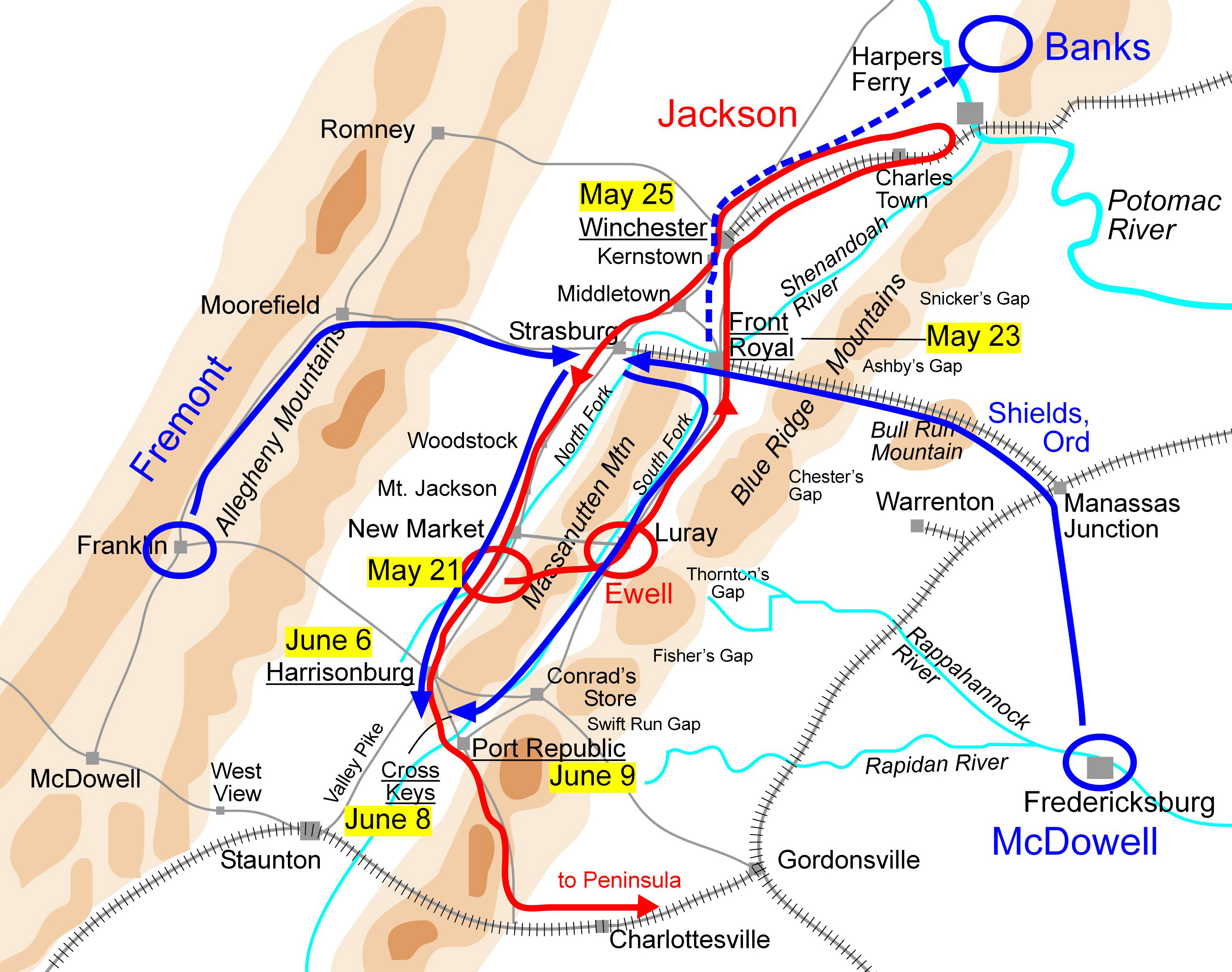
Shenandoah-Feldzug: Front Royal – Winchester – Cross Keys – Port Republic

- 23. Mai: Beim Gefecht bei Front Royal müssen sich 900 Nordstaatler nach kurzem heftigem Kampf ergeben. Die Unionstruppen unter General Nathaniel Prentiss Banks werden dadurch gezwungen, nach Winchester auszuweichen.
- 25. Mai: Die Konföderierten siegen in der ersten Schlacht von Winchester. General Banks weicht daraufhin mit seinen Truppen über den Potomac nach Maryland aus. Die Verfolgung der geschlagenen Truppen bleibt jedoch ineffizient. Zum einen sind die konföderierten Truppen erschöpft, zum anderen gibt es wieder einmal Kompetenzstreitigkeiten zwischen Ewell und Jackson. Erst am 27. Mai beginnt Jackson mit der Verfolgung der Unionstruppen und erreicht am 29. Mai den Raum um Harpers Ferry. Nach der Niederlage entscheidet Unionspräsident Lincoln, dass ein Sieg über Jacksons Truppen oberste Priorität hat und entsendet entgegen dem Rat seiner Generäle zwei weitere Divisionen ins Shenandoahtal, womit er den Plänen von General Robert E. Lee in die Hände spielt.
- 8. Juni: Die Schlacht bei Cross Keys und
- 9. Juni: die Schlacht bei Port Republic entscheiden den Shendandoah-Feldzug zugunsten der Konföderation. Die Unionsarmee verlässt das für Virginia strategisch bedeutsame Shenandoahtal.

Halbinsel-Feldzug

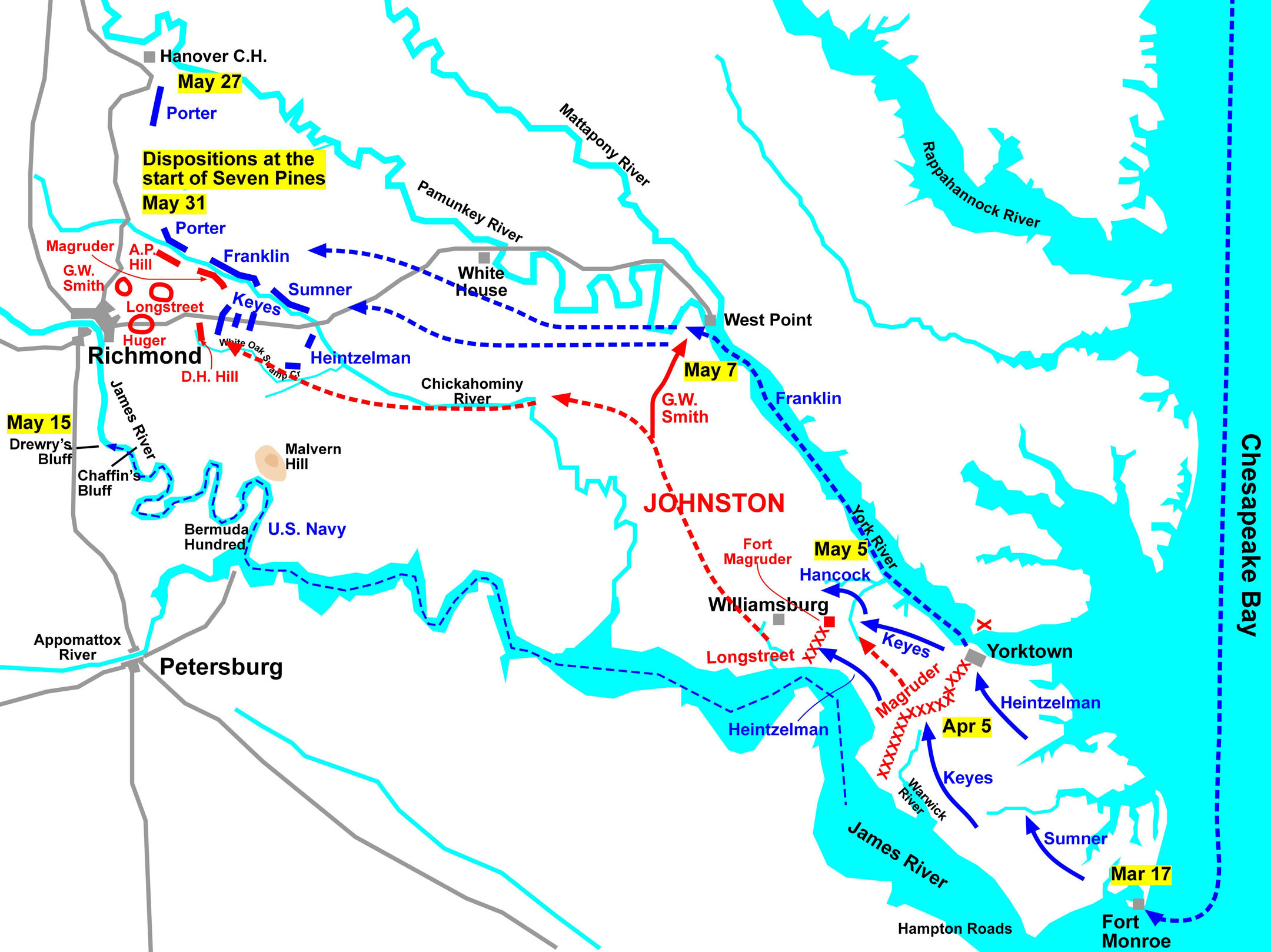
Der Halbinsel-Feldzug bis Mai

- März bis Juli: Nach anfänglichen Erfolgen im sogenannten Halbinsel-Feldzug wird die Unionsarmee unter der Führung von George B. McClellan vor der konföderierten Hauptstadt Richmond zurückgeschlagen.
- 8. März: Die Army of Northeastern Virginia wird auf Befehl Präsident Lincolns in Army of the Potomac umbenannt.

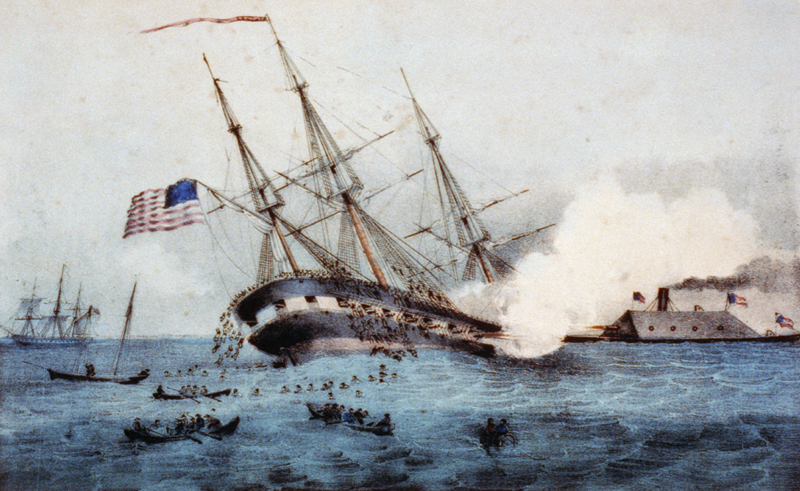
Der Untergang der von der CSS Virginia gerammten USS Cumberland

- 8. März: Am ersten Tag der Schlacht von Hampton Roads versenkt und zerstört das konföderierte Panzerschiff Virginia unter dem Kommando von Franklin Buchanan mehrere hölzerne Kriegsschiffe der US-Marine.

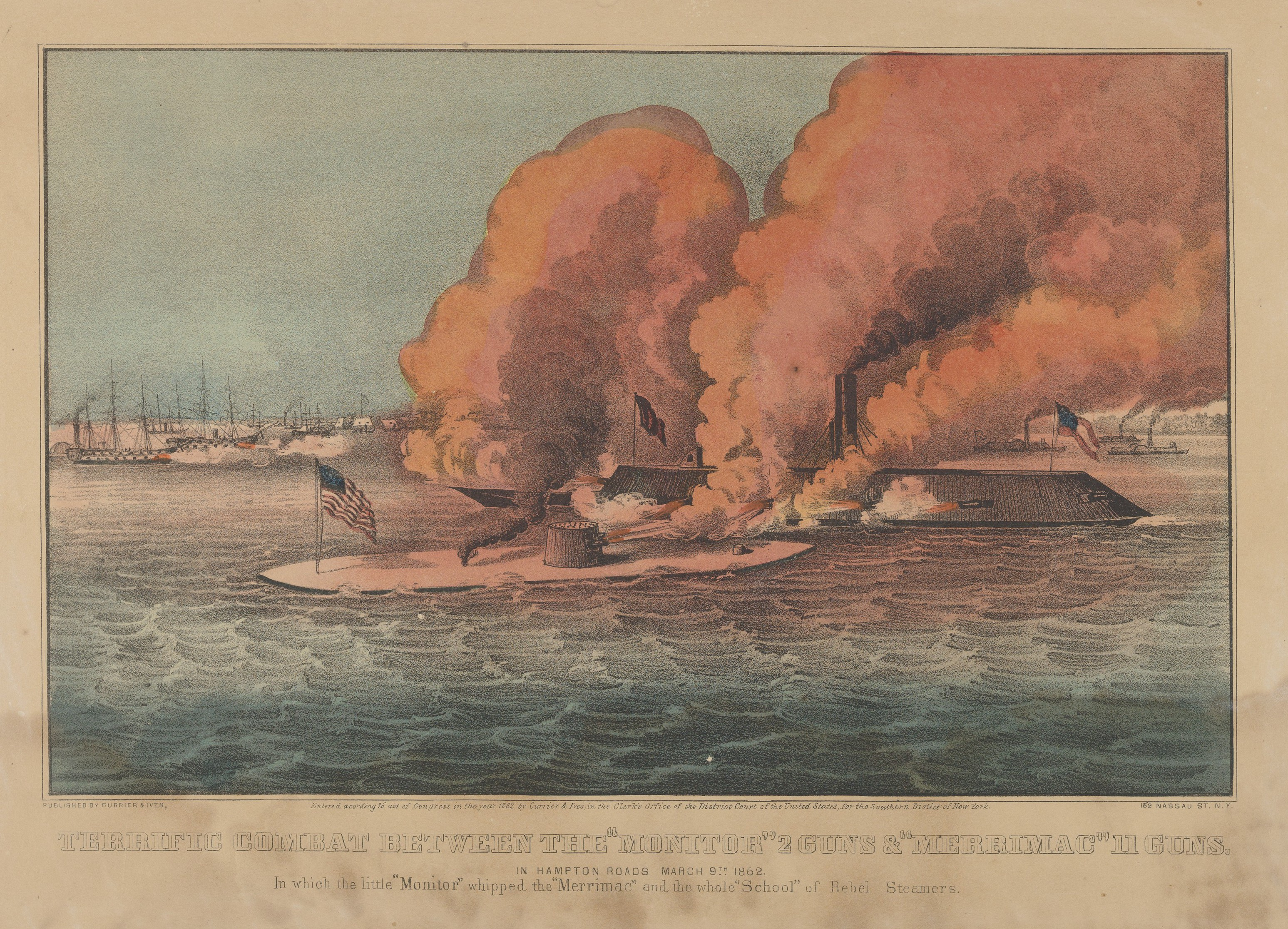
Schlacht der Panzerschiffe

- 9. März: Am zweiten Tag der Schlacht von Hampton Roads kommt es zwischen der Virginia und der Monitor zum ersten Duell zweier gepanzerter Kriegsschiffe, dieses endet unentschieden, doch muss sich die Virginia schließlich zurückziehen.
- 5. April: Die Potomac-Armee unter George B. McClellan beginnt mit dem Marsch auf Richmond. Die Schlacht um Yorktown endet am 4. Mai ohne Entscheidung.

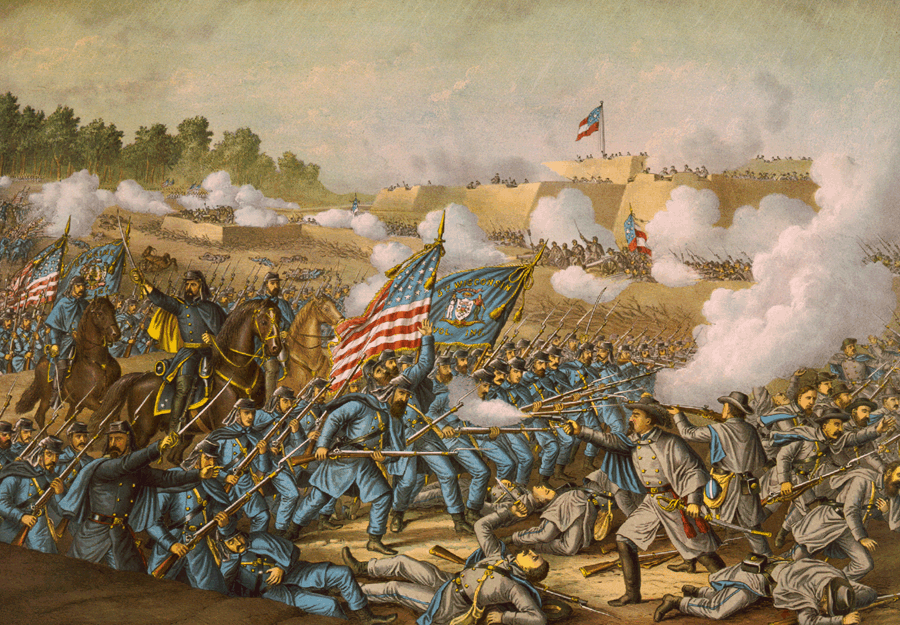
Schlacht von Williamsburg von Kurz & Allison (1893)

- 5. Mai: Die Armee der Nordstaaten bleibt in der Schlacht von Williamsburg gegenüber einer Nachhut konföderierter Truppen Sieger.
- 7. Mai: Das Gefecht bei Elthams Landing endet ohne Entscheidung.
- 11. Mai: Die CSS Virginia wird wegen des Vormarschs der Unionsarmee im Halbinsel-Feldzug nach dem Fall von Yorktown selbstversenkt.
- 15. Mai: Die Panzerschiffe der Union werden im Ersten Gefecht an Drewrys Bluff im James River von den Konföderierten durch schweren Beschuss zum Abdrehen gezwungen und können ihren Vormarsch auf Richmond nicht fortsetzen. Die nur bedingt seetaugliche USS Monitor geht schließlich am 31. Dezember im Sturm vor Cape Hatteras, North Carolina, unter, wobei 16 Besatzungsmitglieder ums Leben kommen.
- 27. Mai: Die Union siegt im Gefecht bei Hanover Courthouse.

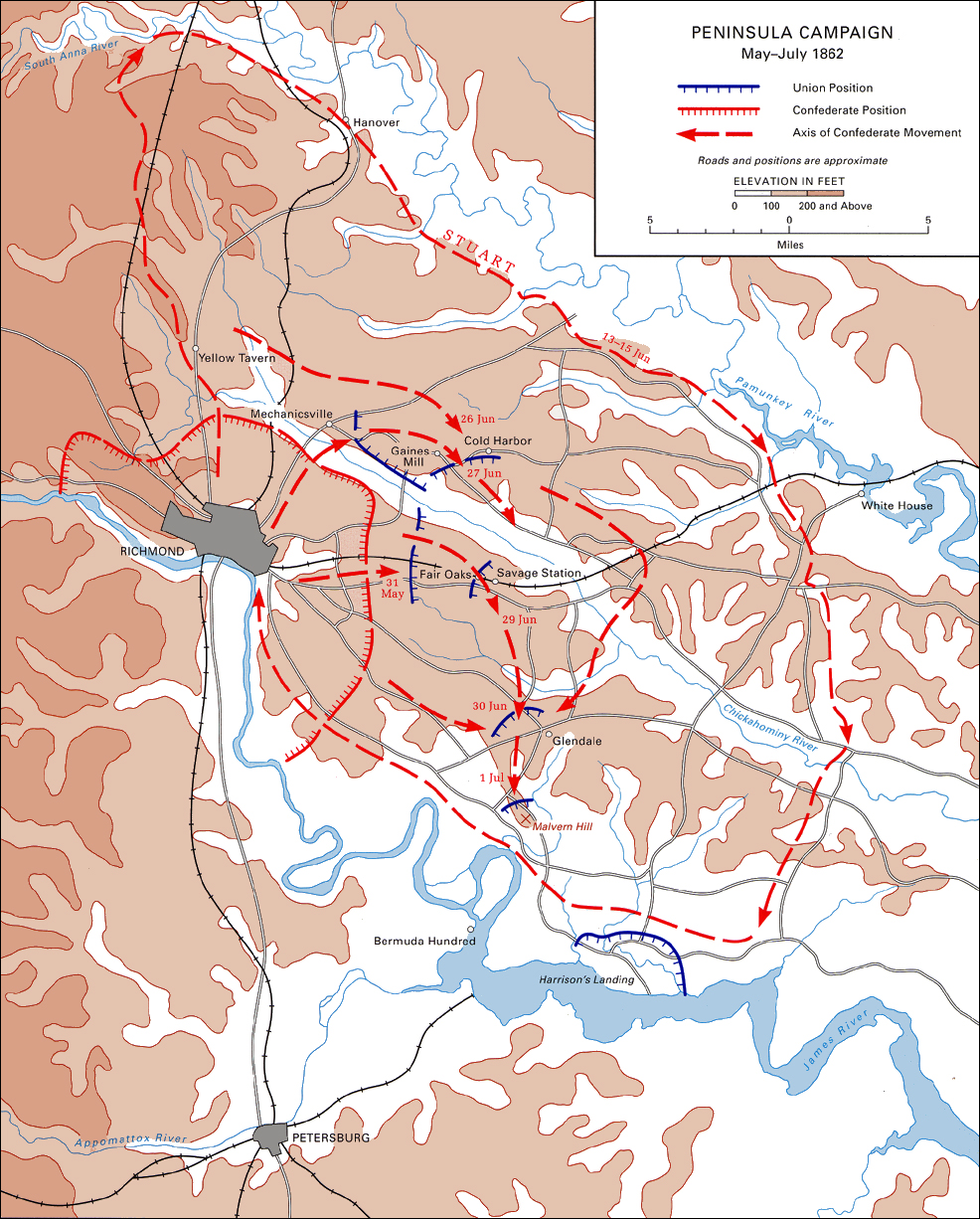
Karte des Halbinsel-Feldzugs von Mai bis zur Sieben-Tage-Schlacht
rot: konföderierte Truppen
blau: Unionstruppen

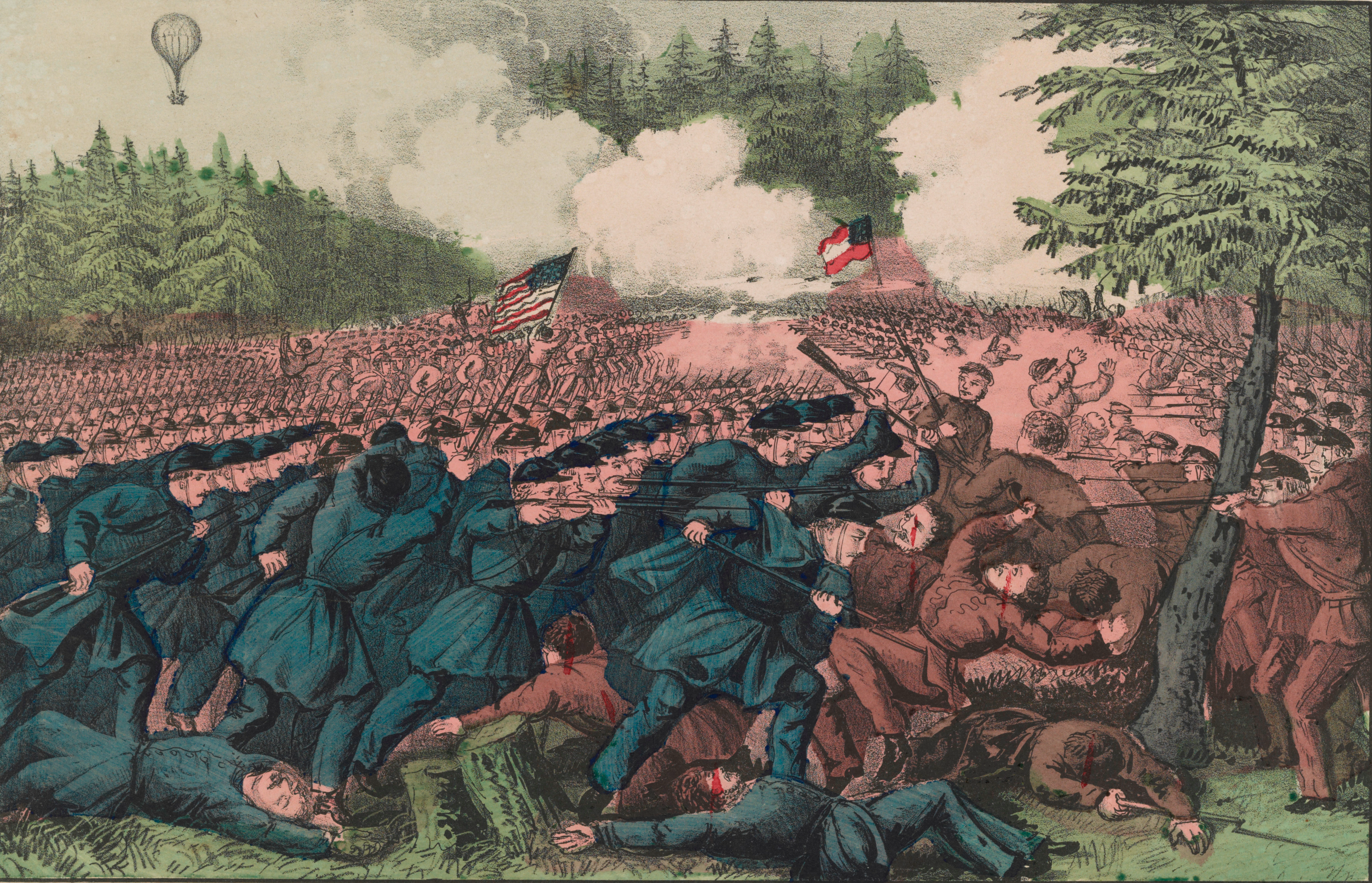
Schlacht von Seven Pines oder Fair Oaks von Currier & Ives

- 1. Juni: Der seit dem Vortag geführte Angriff konföderierter Truppen in der Schlacht von Seven Pines auf Stellungen der Potomac-Armee der Nordstaaten endet unentschieden. Die Nord-Virginia-Armee bricht ihren Kampf ab. Daraufhin übernimmt General Robert Edward Lee den Oberbefehl über die Südstaatentruppen.
- 25. Juni: Mit der Schlacht am Oak Grove beginnt eine Serie von kriegerischen Auseinandersetzungen zwischen der Union und den Südstaaten, die als Sieben-Tage-Schlacht bezeichnet wird.
- 26. Juni: Die Schlacht bei Mechanicsville endet mit einer schweren Niederlage der Konföderierten.
- 27. Juni: Die Schlacht bei Gaines Mill, die dritte Schlacht der Sieben-Tage-Schlacht, endet mit einem Sieg der Konföderierten unter Robert E. Lee.
- 30. Juni: Die unentschiedene Schlacht bei Glendale fordert schwere Verluste auf beiden Seiten. Rund 7.500 Menschen kommen ums Leben oder werden verletzt.
- 1. Juli: Trotz des Sieges der Union in der letzten Schlacht, der Schlacht am Malvern Hill, enden die Kämpfe der Sieben-Tage-Schlacht im Sezessionskrieg mit einem Erfolg für die Südstaaten-Armee. Die Hauptstadt Richmond, Virginia, konnte – vor allem auf Grund der zögerlichen Haltung des Befehlshabers McClellan – nicht eingenommen werden, doch wird dies mit einem Blutzoll von über 20.600 gegenüber rund 15.800 Soldaten der anderen Seite für die Konföderierten schwer erkauft.

Nord-Virginia-Feldzug und Maryland-Feldzug

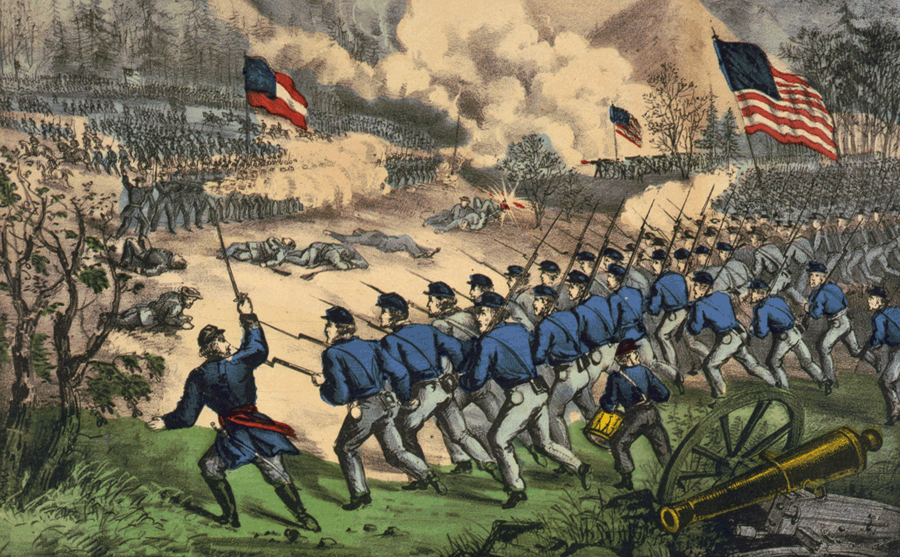
Schlacht am Cedar Mountain von Currier & Ives

- 9. August: In der Schlacht am Cedar Mountain besiegen die Konföderierten unter General „Stonewall“ Jackson die Unionstruppen und können dadurch die Kriegshandlungen in den Norden Virginias verlagern.

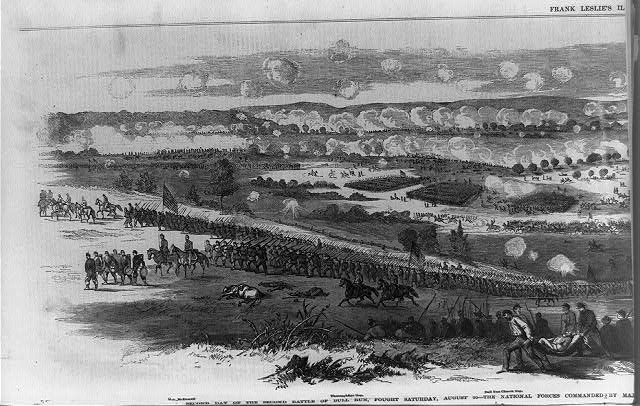
Zweite Schlacht am Bull Run

- 28. bis 30. August: Die Konföderierten erringen in der Zweiten Schlacht am Bull Run in der Nähe von Manassas Junction einen Sieg. In der Folge marschiert die konföderierte Nord-Virginia-Armee in Maryland ein.
- 1. September: Nur 20 Kilometer von Washington entfernt liefert sich die Nachhut der Unionstruppen mit Jacksons nachsetzender Nord-Virginia-Armee ein Gefecht bei Chantilly, das ohne Sieger endet.
- 2. September: John Pope, Befehlshaber der Unionstruppen am Bull Run, wird seines Kommandos enthoben. Er wird zur Bekämpfung des Sioux-Aufstandes nach Westen geschickt.
- 9. September: General Lee erlässt die Special Order 191, mit der er seine Armee in mehrere Teile aufspaltet. Der Sonderbefehl fällt am 13. September in die Hände der Union.

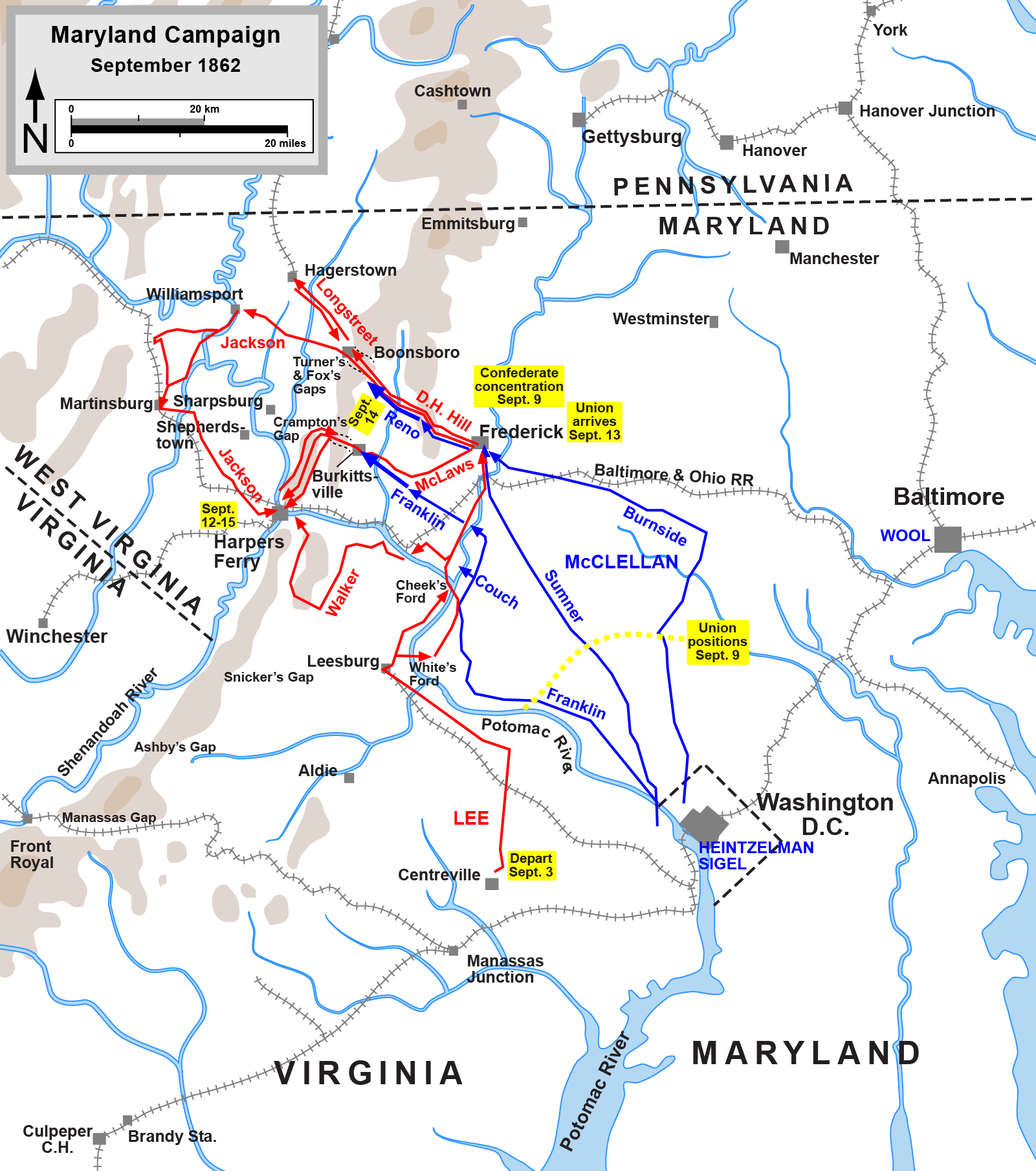
Der Maryland-Feldzug vor Antietam

- 12. bis 15. September: Um den Rücken für den Marylandfeldzug frei zu haben, greift ein Teil der Nord-Virginia-Armee auf Befehl von General Lee die Garnison in Harpers Ferry in Virginia an und erobert die Stadt in einer viertägigen Schlacht.
- 14. September: In der Schlacht am South Mountain stehen sich drei Korps der Potomac-Armee unter Generalmajor George B. McClellan und zwei Divisionen der Nord-Virginia-Armee der Konföderation unter Robert E. Lee gegenüber. McClellan kann die Schlacht zugunsten der Union entscheiden und verhindert damit einen Angriff auf die Hauptstadt Washington, D.C. und einen Einfall der Konföderierten in Pennsylvania. McClellans zögerliche Verfolgung der Konföderierten und die Kapitulation der Besatzung von Harpers Ferry erlauben es General Lee jedoch, seine Armee bei Sharpsburg erneut zu versammeln und sich in nahezu voller Stärke am Antietam Creek zur Schlacht zu stellen.

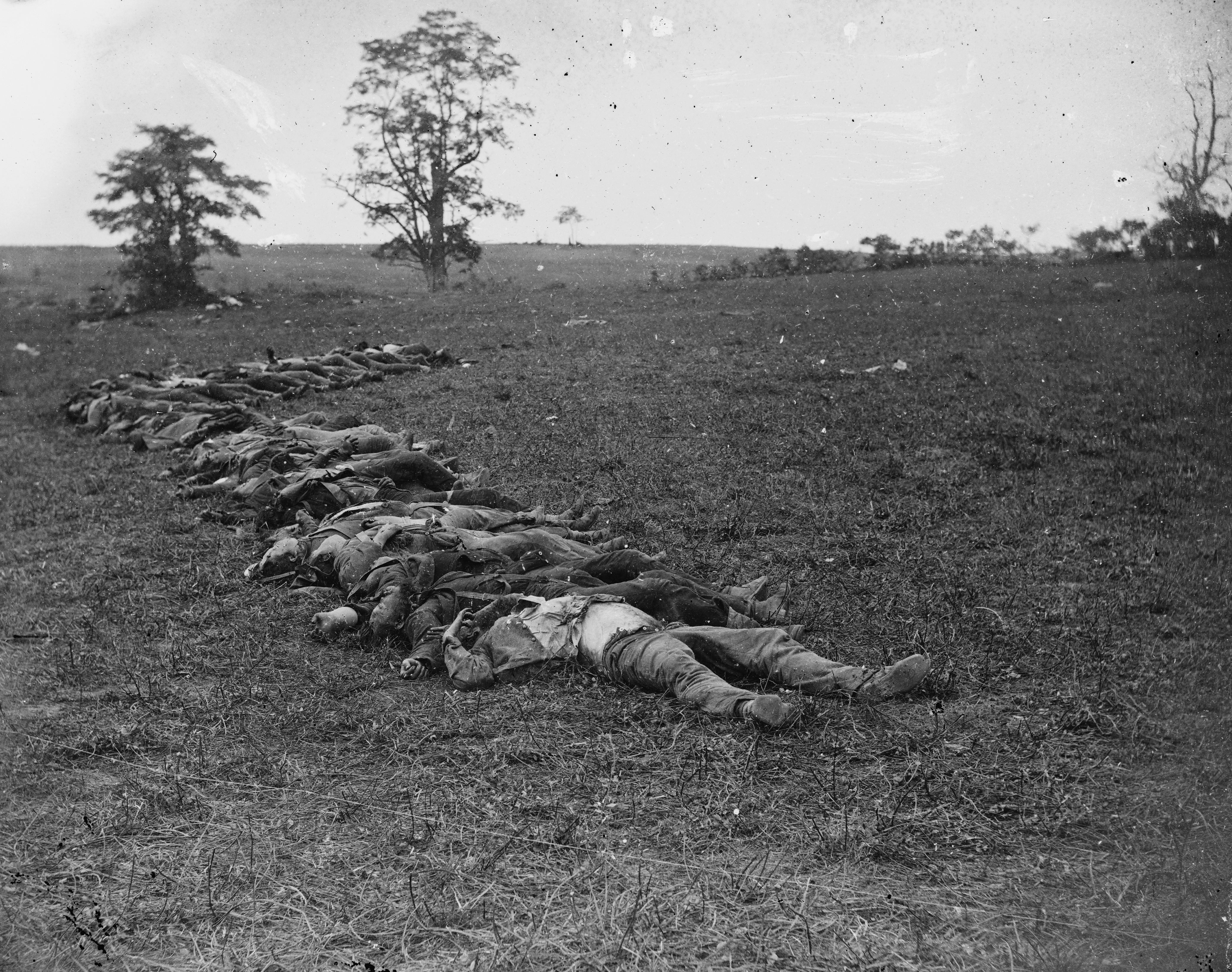
Am Antietam gefallene Soldaten, Photo von Alexander Gardner

- 17. September: Die Schlacht am Antietam wird der „blutigste Tag der amerikanischen Geschichte“. Die Schlacht endet unentschieden, doch die Nord-Virginia-Armee muss sich wegen der großen Verluste nach Virginia zurückziehen, auch wenn
- 19./20. September: das letztlich bedeutungslose Gefecht bei Shepherdstown mit einem konföderierten Sieg endet.
- 22. September: Unionstruppen besetzen neuerlich Harpers Ferry.
- 9. November: Ambrose Burnside löst den in Ungnade gefallenen George B. McClellan als Oberbefehlshaber der Potomac-Armee der Union ab.
- 25. November: General Fitz-John Porter, dem General Pope die Schuld an der Niederlage am Bull Run gibt, wird vor ein Kriegsgericht gestellt.

Fredericksburg-Feldzug
- 11. bis 15. Dezember: Die Konföderierten fügen den Nordstaaten in der Schlacht von Fredericksburg bei vergleichsweise geringen eigenen Ausfällen hohe Verluste zu und sorgen damit für ein frühes Ende von General Ambrose Burnsides Feldzug nach Richmond.

##### Westlicher Kriegsschauplatz

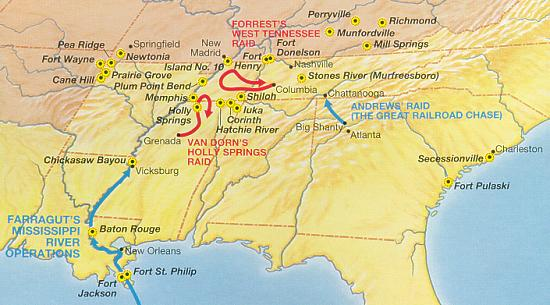
Westl. Kriegsschauplatz 1862

- Januar: Fort Knox wird unter dem Namen Fort Duffield in Dienst gestellt.
- 17. Dezember: General Ulysses S. Grant erlässt die General Order No. 11, mit der allen Juden befohlen wird, Mississippi, Kentucky und Tennessee binnen 24 Stunden zu verlassen. Diese antisemitische Vertreibung geht auf den verbreiteten Verdacht zurück, Juden würden sich in den genannten Gebieten am Schmuggel mit den Südstaaten beteiligen und stünden grundsätzlich auf deren Seite. Der Befehl ist der Endpunkt in einer ganzen Reihe von Versuchen Grants, die Juden aus dem von seinen Truppen besetzten Gebiet zu vertreiben.

Vorstoß der Union entlang des Cumberland und des Tennessee
- 6. Februar: Die Schlacht um Fort Henry endet mit einem Sieg der Unionstruppen unter General Ulysses S. Grant, die daraufhin auf Fort Donelson marschieren.

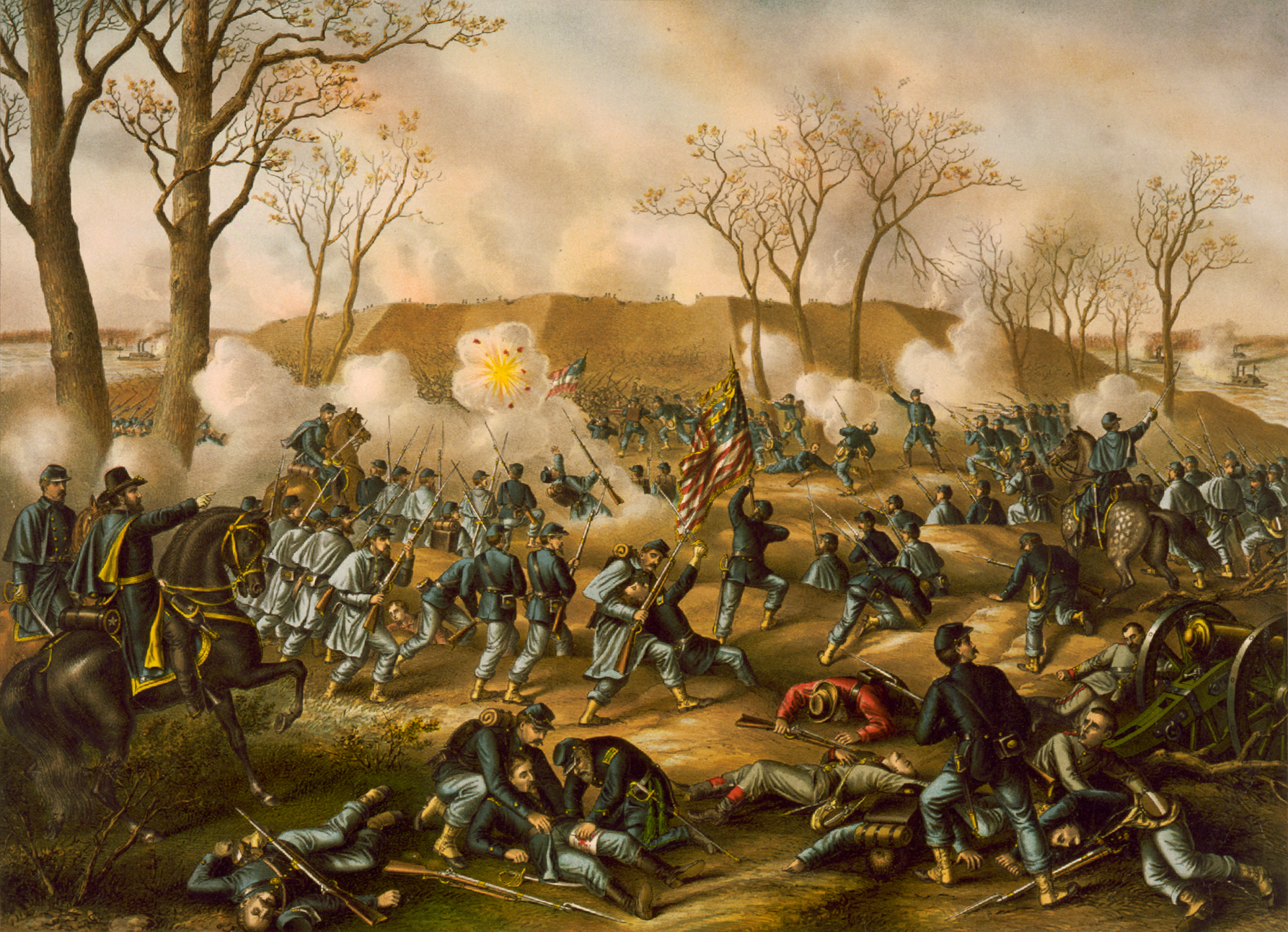
Schlacht um Fort Donelson, künstlerische Darstellung von Kurz and Allison, 1887

- 12. bis 16. Februar: Mit der bedingungslosen Kapitulation der Konföderierten unter Simon Bolivar Buckner endet die Schlacht um Fort Donelson. Die Einnahme des Forts ermöglicht in der Folge einen Vorstoß der Union unter General Grant entlang des Cumberland und des Tennessee River. Die Konföderierten müssen große Teile von Kentucky und Tennessee aufgeben.
- 23. Februar: Nashville, Tennessee, fällt als erste konföderierte Hauptstadt in die Hände der Union und bleibt bis zum Ende des Krieges unter deren Kontrolle.

Schlacht von Shiloh, Gemälde von Thure de Thulstrup

- 6./7. April: Die zweitägige Schlacht von Shiloh entscheiden die Truppen der Nordstaaten unter General Ulysses S. Grant für sich. Sie setzen in der bis dahin verlustreichsten Schlacht des Krieges den sich zurückziehenden konföderierten Armeeeinheiten unter Pierre Gustave Toutant Beauregard erschöpft nicht nach.
- 29./30. Mai: In der ersten Schlacht um Corinth nehmen Unionseinheiten unter Henry Wager Halleck den von Beauregards Truppen gehaltenen strategisch bedeutsamen Eisenbahnknotenpunkt Corinth, Mississippi, ein.

Iuka-Corinth-Feldzug
- 19. September: Die Schlacht bei Iuka endet mit einem Sieg der Union.

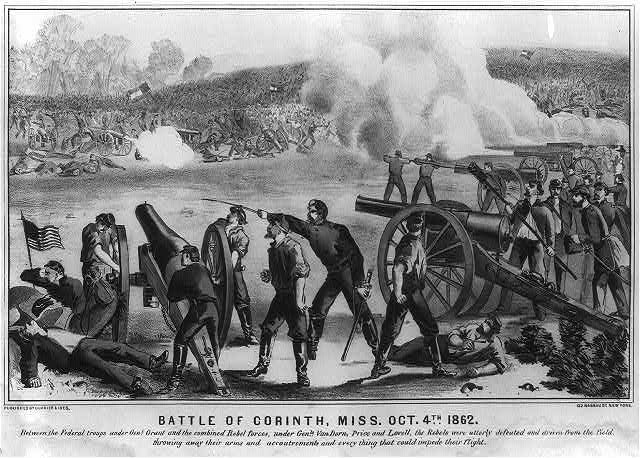
Schlacht von Corinth

- 3. Oktober: Die Zweite Schlacht um Corinth beginnt.
- 4. Oktober: In der zweiten Schlacht um Corinth erleiden die konföderierten Truppen beim am Tag zuvor begonnenen Versuch, die Stadt einzunehmen, eine Niederlage gegen die Armee der Nordstaaten.
- 5. Oktober: Auch das Gefecht an Hatchies Bridge endet mit einem Sieg der Union, die konföderierte West-Tennessee-Armee unter Generalmajor Earl Van Dorn kann jedoch wie am Vortag erfolgreich der Gefangennahme durch die Truppen der Union ausweichen.

Manöver entlang des Mississippi
- Januar: Die Konföderierten unter Pierre Gustave Toutant Beauregard besetzen Island No. 10 im Mississippi River.
- 14. März: Die unionistische Mississippi-Flottille beginnt mit der Beschießung der Insel.
- 7. April: Nachdem es zwei Panzerschiffen der Union gelungen ist, die Insel zu passieren, erobern Unionstruppen unter John Pope Island No. 10.

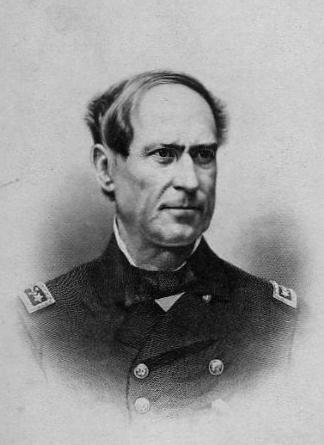
David Glasgow Farragut

- 28. April: Der Unions-Admiral David Glasgow Farragut nimmt mit seiner Flottille die konföderierte Stadt New Orleans ein und marschiert weiter den Mississippi River aufwärts bis Vicksburg (Mississippi). Unterwegs werden Anfang Mai kampflos die Städte Baton Rouge und Natchez eingenommen. Der erste Versuch einer Einnahme Vicksburgs scheitert allerdings im Mai.
- 6. Juni: In der Schlacht von Memphis wird Memphis, Tennessee, von der Army of the Tennessee der Nordstaaten unter Ulysses S. Grant eingenommen und bis zum Ende des Krieges behauptet. Einen bedeutenden Beitrag zum Sieg leistet die United States Ram Fleet. General Grant schlägt in der Folge in Memphis Hauptquartier auf.
- 2. November: General Grant rückt mit seinen Truppen auf Vicksburg vor, das jetzt die letzte von der Konföderation gehaltene Stadt am Mississippi ist. Bis Ende des Jahres gelingt es jedoch nicht, die belagerte Stadt einzunehmen. Der erste Vicksburg-Feldzug dauert bis zum März des folgenden Jahres.

Weitere Schlachten und Feldzüge im Westen

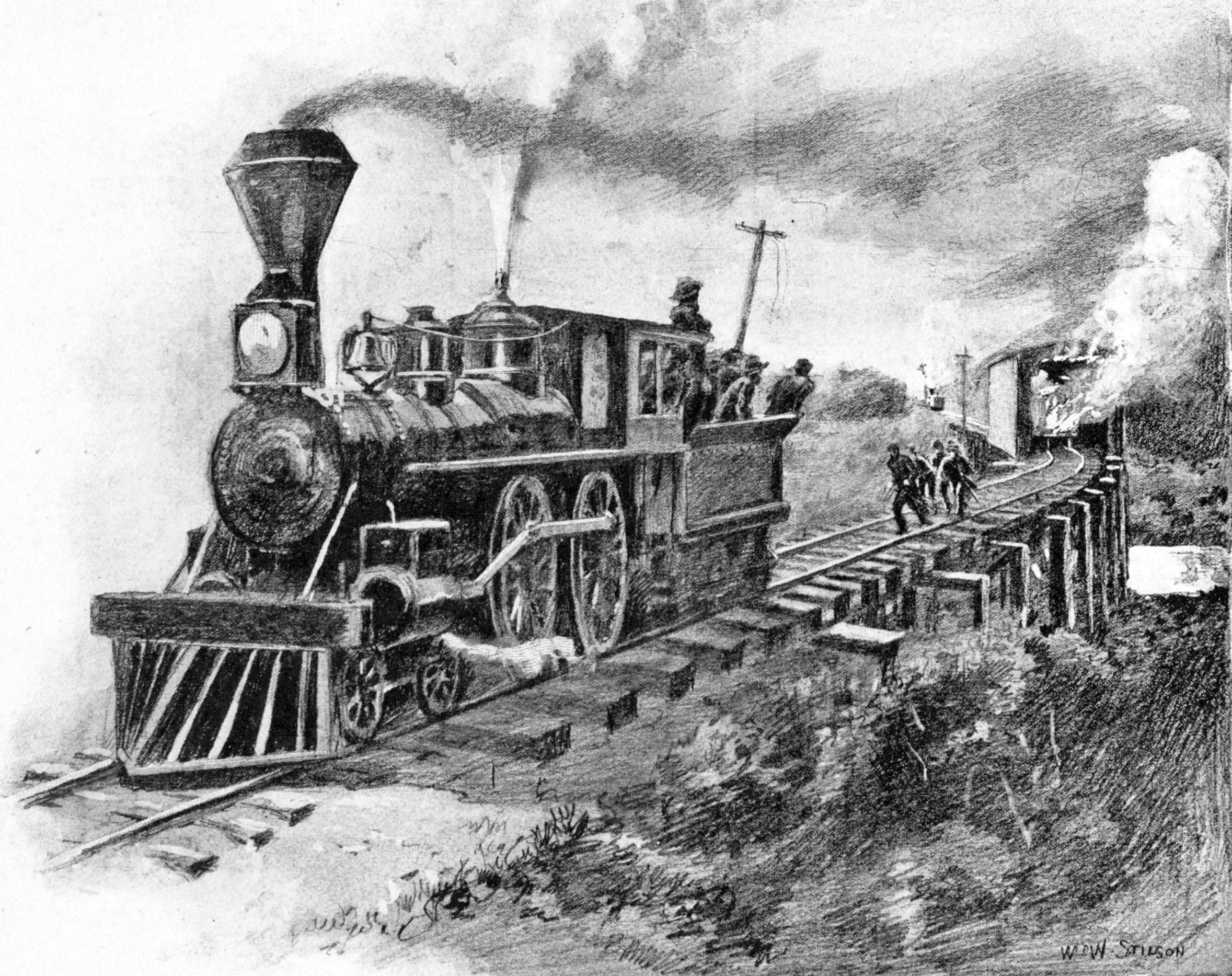
Der Andrews-Überfall

- 12. April: Beim Andrews-Überfall kapern Soldaten der Nordstaaten einen Eisenbahnzug der Western and Atlantic Railroad, um die Verbindung zu der von der Unionsarmee belagerten Stadt Chattanooga in Tennessee zu unterbrechen. Die Aktion bildet 1926 das Sujet für Buster Keatons Film Der General.
- 8. Oktober: Die Schlacht bei Perryville, die letzte Schlacht der konföderierten Heartland-Offensive, bringt letztlich keiner Seite einen Vorteil. Die Konföderierten ziehen sich in der Folge endgültig aus Kentucky zurück.
- 31. Dezember: Die Schlacht am Stones River beginnt.

##### Kriegsschauplatz Trans-Mississippi

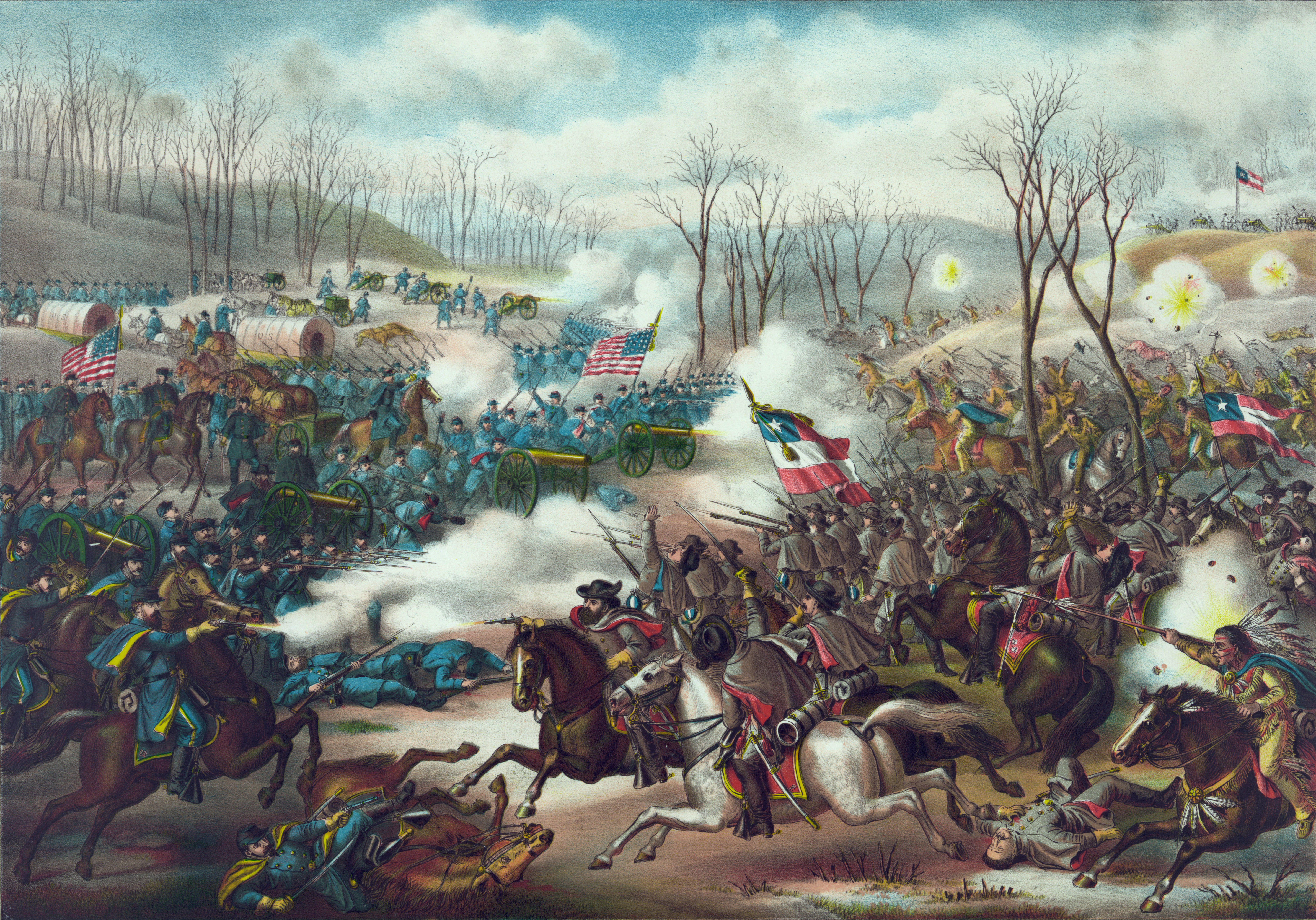
Battle of Pea Ridge, Ark., Kurz and Allison

- 7./8. März: In der Schlacht am Pea Ridge werden die Südstaaten unter General Earl Van Dorn von den Nordstaaten unter General Samuel Curtis in Arkansas geschlagen. Die Konföderierten müssen den Norden von Arkansas aufgeben und sind nicht mehr in der Lage, Missouri zu bedrohen. Van Dorn wird mit seinen Truppen zur Verstärkung östlich des Mississippi verlegt.

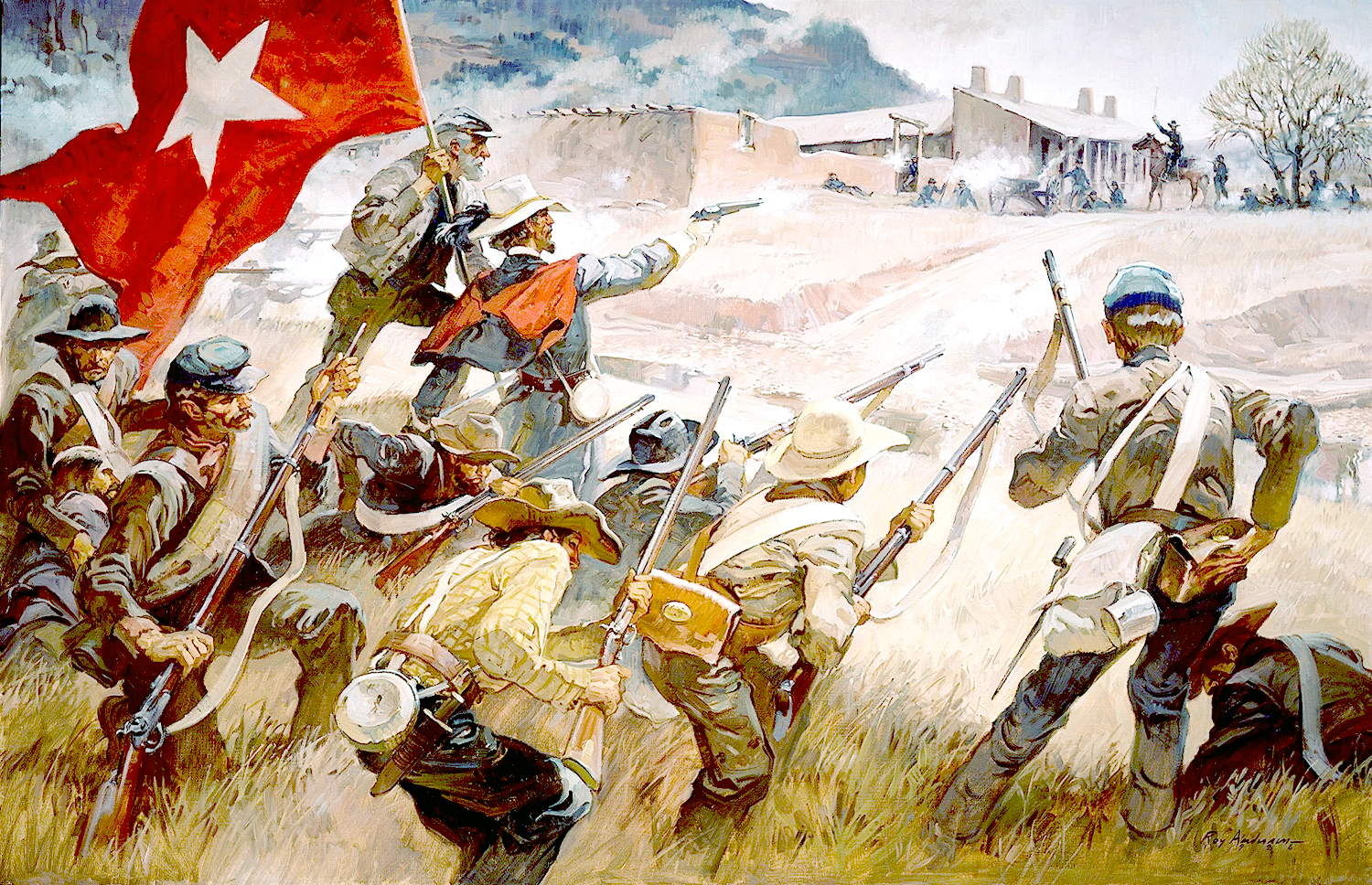
Die Schlacht am Glorieta-Pass

- 26. bis 28. März: In der Schlacht am Glorieta-Pass unterbinden Unionstruppen der Nordstaaten das Vordringen konföderierter Kräfte in den Südwesten im Rahmen des New-Mexico-Feldzuges.

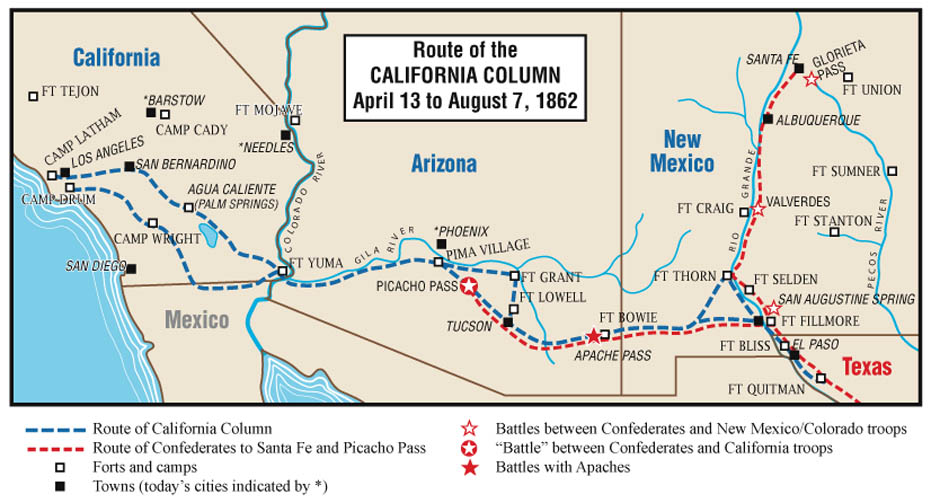
Route der California Column zwischen April bis August

- 29. März: Beim Gefecht an der Stanwix Station in Arizona unterliegen die Konföderierten in einem Schusswechsel. Sie ziehen sich nach Tucson zurück, evakuieren die Stadt und vernichten alle dort gebunkerten Vorräte. Es gelingt ihnen dadurch, den Vormarsch der California Column entlang der stillgelegten Butterfield Overland Mail nach Tucson und Mesilla erheblich zu verzögern.
- 10. August: Beim Massaker am Nueces River werden 61 Deutsch-Texaner, die sich weltanschaulich der Sache der Union verbunden fühlen, auf der Flucht nach Mexiko von konföderierten Kavallerie-Einheiten am Westufer des Nueces River gestellt und 34 von ihnen erschossen, einige von ihnen, nachdem sie sich bereits ergeben haben.
- Oktober: Die Union erobert Galveston, Texas, von der See her.

##### Weitere Ereignisse in den westlichen Territorien
- 20. Mai: US-Präsident Abraham Lincoln unterschreibt den Homestead Act, ein Gesetz, das Farmern den Erwerb unbesiedelten Landes von bis zu 64 Hektar erlaubt und auf die Besiedlung des Westens abzielt.

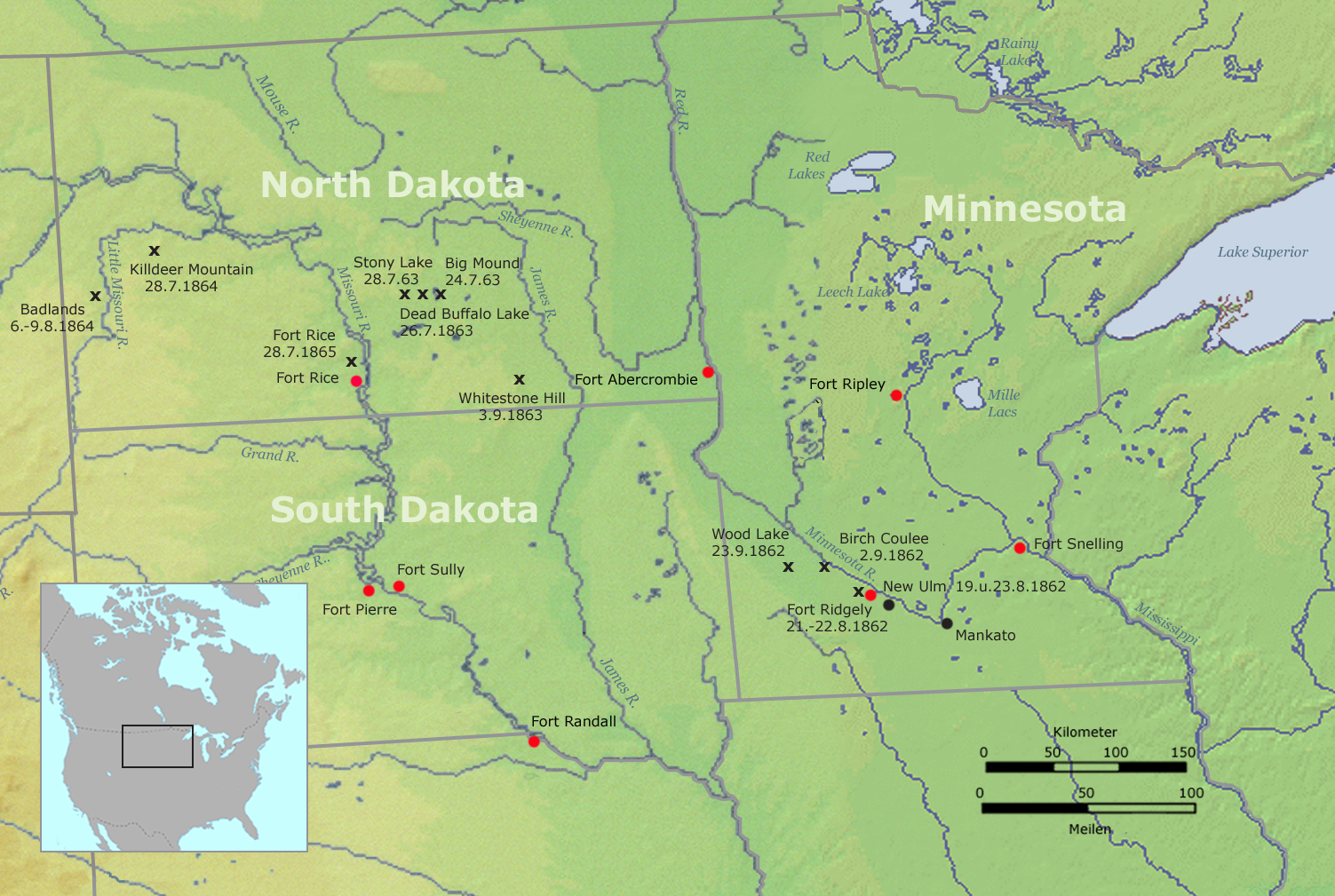
Wichtige Orte zur Zeit des Sioux-Aufstands

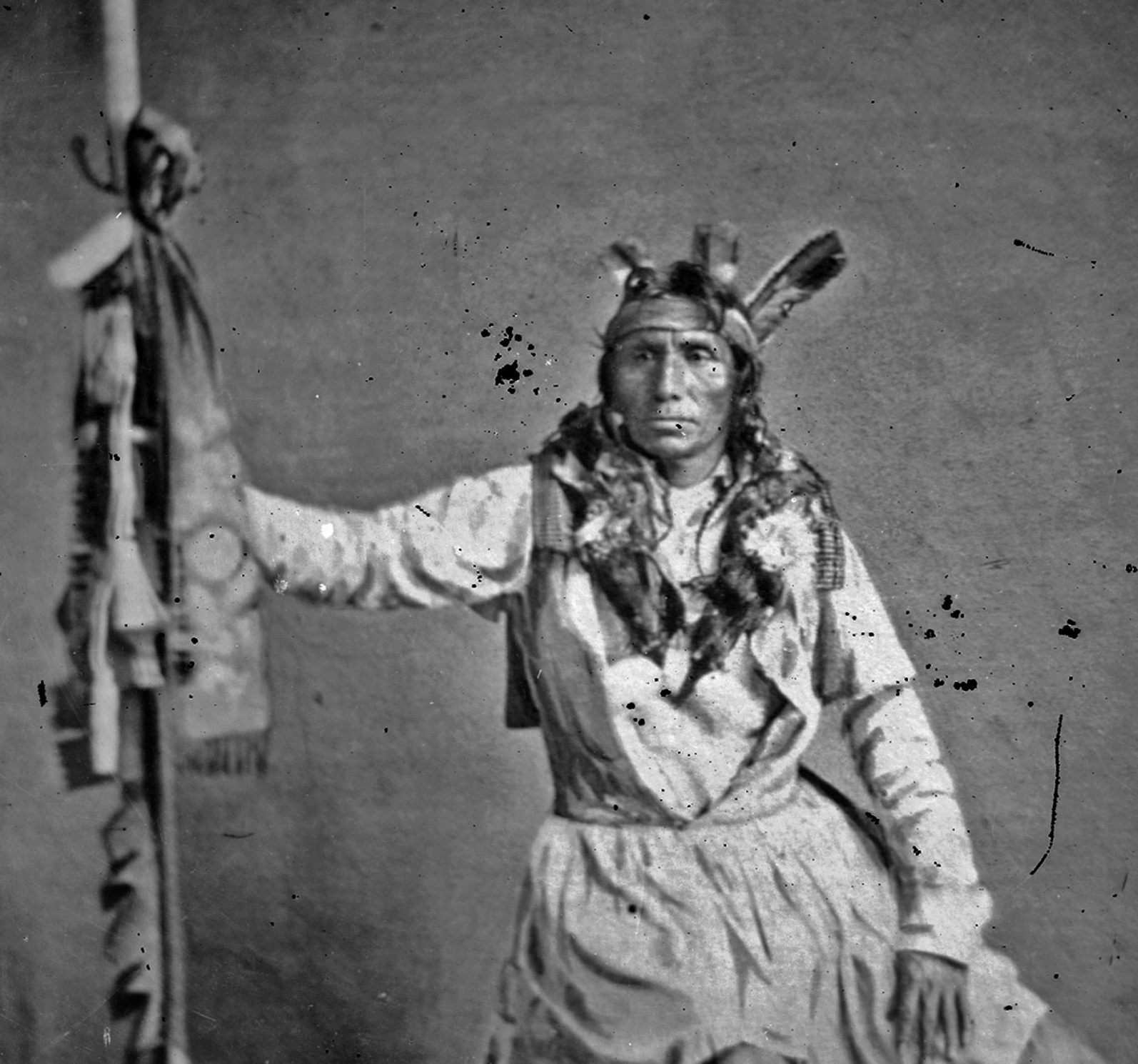
Häuptling Taoyateduta, besser bekannt als Little Crow

- 17. August: Nachdem sich die Zahlungen des Bureau of Indian Affairs verzögert haben, überfallen und ermorden hungernde Sioux auf der Suche nach Nahrung fünf Weiße. Das gilt als Beginn des Sioux-Aufstandes in Minnesota unter der Führung von Häuptling Little Crow (Taoyateduta).
- 19. August: Sioux greifen erfolglos die Stadt New Ulm in Minnesota an. Nach einem ebenso erfolglosen Angriff auf Fort Ridgely vom 20. bis 22. August tauchen die Indianer wieder vor der Stadt auf. Zahlenmäßig weit überlegen kreisen sie die Stadt vollkommen ein, können sie aber wiederum nicht erobern. Die Stadt wird nach hohen Verlusten unter den Verteidigern schließlich am 25. August evakuiert, da nur noch wenig Munition und Lebensmittel zur Verfügung stehen. Rund 2.000 Menschen retten sich in das 30 Meilen östlich gelegene Mankato.
- September: Abraham Lincoln entsendet Generalmajor John Pope und Oberst Henry Hastings Sibley, den früheren Gouverneur von Minnesota, zur Niederschlagung des Aufstands nach Westen.
- 2. September: Die Indianer besiegen eine kleine Abteilung unter Major Joseph R. Brown bei Birch Coulee.
- 23. September: Am Wood Lake besiegt Oberst Sibley die Sioux entscheidend. Little Crow kann mit einigen Kriegern entkommen, der größte Teil der Sioux gibt den Kampf jedoch auf und lässt seine Gefangenen frei.
- Sechs Wochen später werden 392 Dakota vor Militärtribunale gestellt. In Prozessen, die teilweise nur fünf Minuten dauern, werden 303 von ihnen wegen Vergewaltigung und Mord zum Tode verurteilt. Dagegen regt sich jedoch Protest, und Präsident Lincoln wandelt den größten Teil der Todesurteile in Haftstrafen um. Er bestätigt nur die Urteile derer, denen man Vergewaltigung und Mord von Zivilisten nachgewiesen hat.

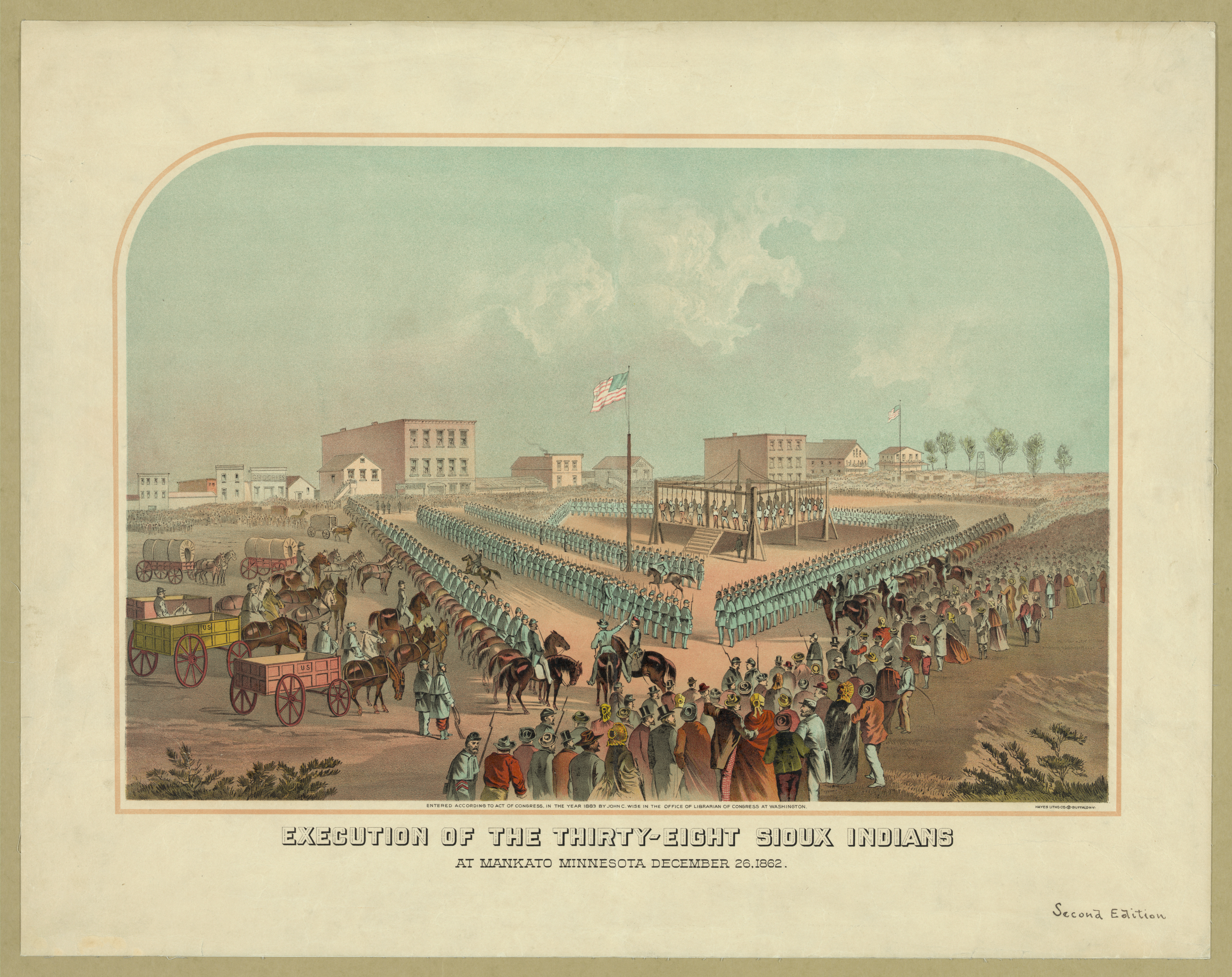
Die Exekution der 38 Dakota

- 26. Dezember: In Mankato findet die bis heute größte Massenexekution in der Geschichte der Vereinigten Staaten statt. 38 zum Tode verurteilte Dakota-Krieger werden nach dem gescheiterten Sioux-Aufstand öffentlich gehängt.
- Im Zuge des Aufstands entscheidet die US-amerikanische Regierung, die Reservation aufzulösen. Sämtliche Verträge mit den Dakota werden für null und nichtig erklärt, und der Staat Minnesota bietet ein Kopfgeld von 25 US-Dollar für jeden Skalp eines frei angetroffenen Dakota. Die gefangenen Mitglieder des Stammes, etwa 1300 bis 1700 Menschen, werden nach Nebraska und nach South Dakota in die neu errichtete Crow Creek Reservation gebracht, darunter auch einige den Weißen freundlich gesinnte Gruppen der Sioux.

#### Kanada

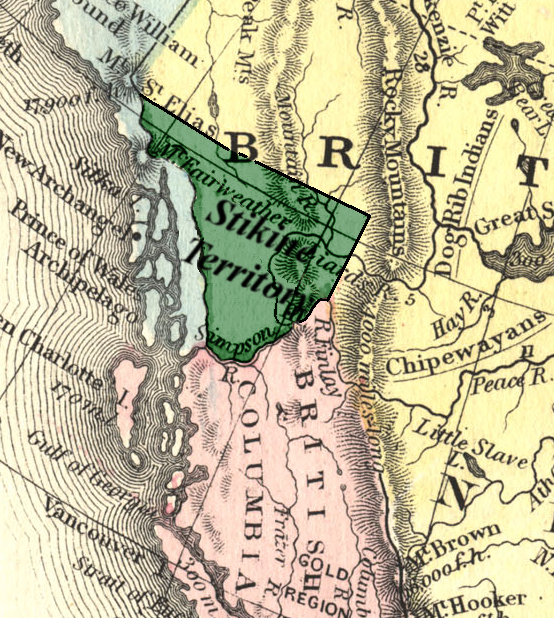
Karte des Stikine-Territoriums

- 19. Juli: In Britisch-Nordamerika wird am Höhepunkt des Goldrauschs das Stikine-Territorium vom Nordwestlichen Territorium abgetrennt und damit dem Zugriff der Hudson’s Bay Company entzogen. Es fällt in die Zuständigkeit von James Douglas, dem Gouverneur der Kronkolonie British Columbia.

#### Mexiko
- 6. bis 8. Januar: Nachdem schon im Dezember spanische Truppen in Veracruz angekommen sind, landen auch englische und französische Schiffe in Mexiko.
- 25. Januar: Die republikanische Regierung unter Benito Juárez erlässt ein Gesetz, das jeglichen bewaffneten Widerstand gegen den Staat unter Todesstrafe stellt.
- 5. März: Der französische General Charles Ferdinand Latrille Lorencez landet in Mexiko und übernimmt den Oberbefehl über die Invasionstruppen.

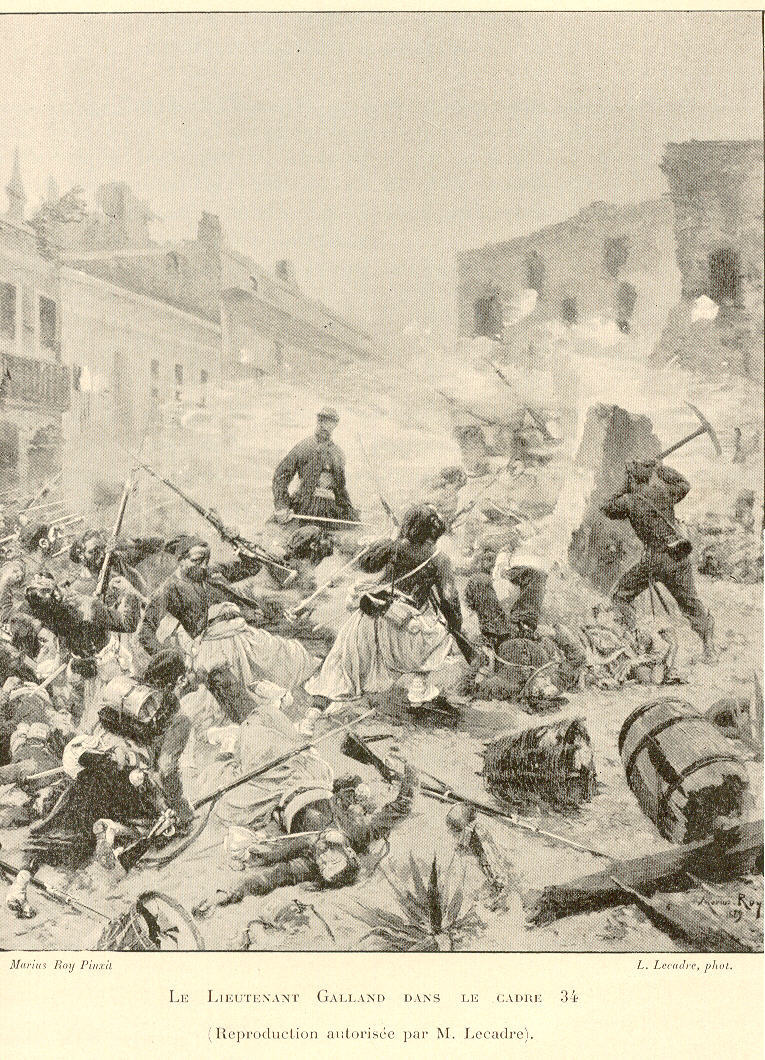
Schlacht bei Puebla

- 5. Mai: Ein von Kaiser Napoleon III. entsandtes französisches Armeekorps unter General Lorencez wird in der Schlacht bei Puebla von der mexikanischen Armee unter dem Befehl von Ignacio Zaragoza besiegt. Die Kavallerie unter Porfirio Díaz hat einen wichtigen Anteil am Sieg der Mexikaner. Die Schlacht bei Puebla ist der wichtigste mexikanische Sieg in der Anfangszeit der Französischen Intervention in Mexiko und dieser Tag – Cinco de Mayo – wird in Mexiko bis heute jährlich gefeiert. Die Franzosen unter General Lorencez ziehen sich nach Orizaba zurück.
- 18. Mai: In der Schlacht bei Barranca Seca siegen die französischen Truppen gemeinsam mit reaktionären mexikanischen Einheiten unter Leonardo Márquez.
- 14. Juni: Die Franzosen besiegen die mexikanischen Truppen, die sie unvorsichtigerweise bis Orizaba verfolgt haben.
- 8. September: General Zaragoza stirbt an Typhus.

Élie-Frédéric Forey

- 1. Oktober: Élie-Frédéric Forey löst General Lorencez als Oberbefehlshaber der französischen Truppen ab. Er erobert noch im Herbst, am 23. Oktober, Tampico und am 12. Dezember Xalapa, die Hauptstadt des Bundesstaates Veracruz.

#### Honduras
José Santos Guardiola, seit 1856 Präsident von Honduras, wird am 11. Januar von seiner Leibgarde ermordet. Da sein Stellvertreter Victoriano Castellanos Cortés sich gerade in El Salvador befindet, wählt das Parlament den Abgeordneten José Francisco Montes Fonseca zum Präsidenten. Am 4. Februar tritt Castellanos Cortés sein Amt als Präsident von Honduras an und beruft eine Verfassungsgebende Versammlung ein. Diese veröffentlicht am 8. Mai das Decreto No 3, in dem erstmals die Bezeichnung Republik Honduras verwendet wird. Aufgrund seiner sich rasch verschlechternden Gesundheit übergibt er das Amt jedoch am 4. Dezember wieder an Montes Fonseca. Victoriano Castellanos Cortés stirbt wenige Tage später am 11. Dezember.

#### Südamerika

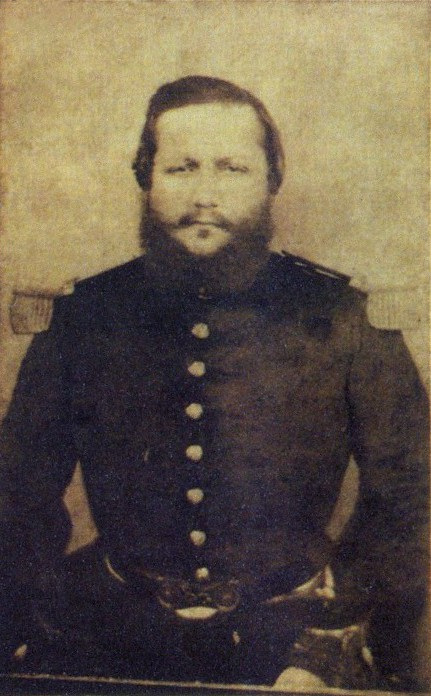
Francisco Solano López

- 10. September: Nach dem Tod von Carlos Antonio López übernimmt sein ältester Sohn Francisco Solano López, bisher Kriegsminister im Kabinett seines Vaters, die Macht als Präsident von Paraguay. Der Schritt wird nachträglich vom Kongress des Landes legitimiert. Franciscos Bruder Venancio wird neuer Kriegsminister. Um den mit absoluter Macht regierenden Präsidenten wird ein Personenkult aufgebaut.
- 5. Oktober: Der Liberale Bartolomé Mitre wird bei den ersten landesweiten Wahlen zum Präsidenten von Argentinien gewählt. Er tritt sein Amt am 12. Oktober an.
- November: Der seit 1860 andauernde Bürgerkrieg in Kolumbien endet. Im folgenden Jahr entstehen aus der Granada-Konföderation die Vereinigten Staaten von Kolumbien.

#### Preußen

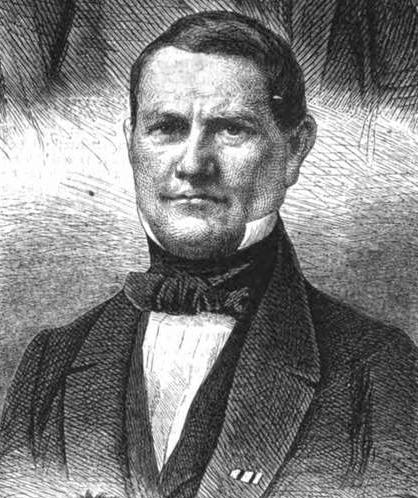
Wilhelm Grabow, 1862, Grafik von Hermann Scherenberg

- Januar: Der Liberale Wilhelm Grabow wird Präsident des Preußischen Abgeordnetenhauses.
- 12. März: Das Kabinett von Ministerpräsident Karl Anton Fürst von Hohenzollern-Sigmaringen tritt zurück, das Parlament wird aufgelöst. Neuer Ministerpräsident wird am 17. März Adolf zu Hohenlohe-Ingelfingen. In seinem Kabinett sind vor allem konservative Kräfte vertreten. Damit endet die sogenannte Neue Ära in Preußen.
- 6. Mai: Bei den Wahlen zum Preußischen Abgeordnetenhaus erreicht die liberale Deutsche Fortschrittspartei die absolute Mehrheit. Ministerpräsident Adolf zu Hohenlohe-Ingelfingen reicht seinen Rücktritt ein, der von König Wilhelm I. jedoch nicht angenommen wird.
- 22./23. September: Otto von Bismarck wird während des preußischen Verfassungskonfliktes zum Ministerpräsidenten ernannt. Seinem Kabinett gehören unter anderem Albrecht von Roon, Carl von Bodelschwingh, Heinrich Friedrich von Itzenplitz und Gustav von Jagow an.
- 30. September: In einer Rede vor der Budgetkommission des Abgeordnetenhauses äußert Ministerpräsident Otto von Bismarck die Überzeugung, dass Eisen und Blut die großen Fragen der Zeit entscheide. Er will eine Heeresreform durchsetzen.
- 13. Oktober: Bismarck löst mit seiner ersten Amtshandlung das preußische Abgeordnetenhaus auf und verkündet ein „budgetloses Regiment“, wodurch der Heereskonflikt zu einem handfesten Verfassungskonflikt wird.
- Dezember: Innenminister Gustav von Jagow tritt zurück, weil er mit Bismarcks budgetlosem Regiment nicht einverstanden ist.

#### Weitere Ereignisse im Deutschen Bund
- 26. September: Fürst Johann II. unterzeichnet die erste Verfassung in der Geschichte Liechtensteins. Der Landtag wird damit zur Volksvertretung. Von den 15 Abgeordneten werden 3 vom Fürsten ernannt, 12 durch indirekte Wahl über Wahlmänner gewählt. Noch im gleichen Jahr erscheint die erste Zeitung im Fürstentum.
- 26. Oktober: Der Deutsche Reformverein, der sich als Gegenpart zum 1859 gegründeten Deutschen Nationalverein für die Großdeutsche Lösung in der Deutschen Frage einsetzt, wird gegründet. Federführend ist der Liberale Oskar von Wydenbrugk.
- Mit der Einführung sogenannter Bezirksämter erfolgt die Trennung von Justiz und Verwaltung im Königreich Bayern. Die Landgerichte sind damit nur noch reine Justizstellen.

#### Schweiz/Frankreich

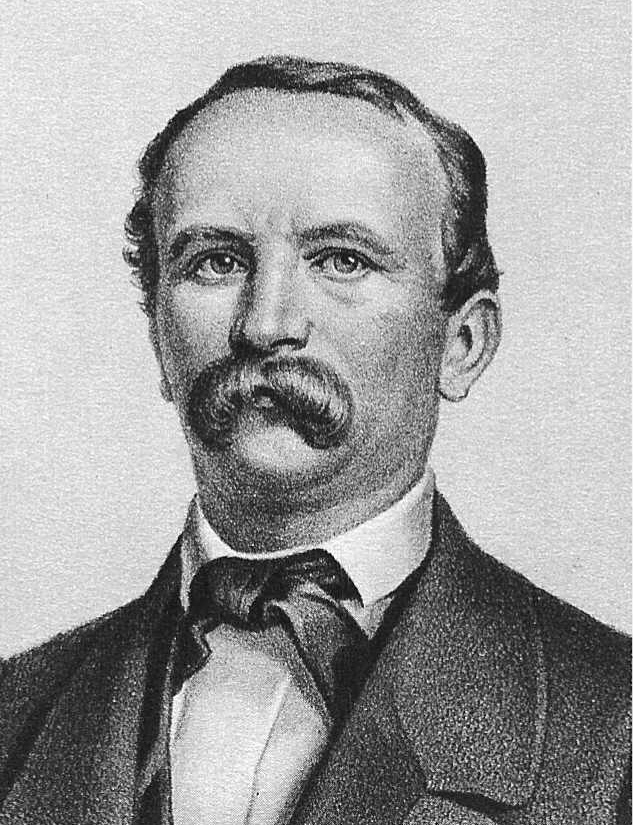
Jakob Stämpfli

- 1. Januar: Jakob Stämpfli wird zum dritten Mal Schweizer Bundespräsident.

Nachdem im Vorjahr französische Truppen ins Dappental einmarschiert sind, wird der Status des Dappentals in der Form eines Gebietstausches im Umfange von sieben Quadratkilometern geklärt. Frankreich erhält den westlichen Teil des Tals und die von ihm gebaute Straße. Die Schweiz erhält als Ersatz dafür Gebiete von der Kreuzung der Straßen von Saint-Cergue und dem Col de la Faucille (der strategischen Straße) längs des Abhangs des Noirmont bis zur bestehenden Grenze zum Vallée de Joux. Artikel I des Staatsvertrags bestimmt auch einen Landstreifen östlich der strategischen Straße in der durchschnittlichen Breite von beiläufig 500 Schweizer Fuss oder 150 Meter zu französischem Territorium. Weiters bestimmt der Vertrag, dass auf dem Gebiet des Dappentals keine militärischen Anlagen errichtet werden dürfen, sowie dass die auf den ausgetauschten Territorien Beheimateten ihre Staatsbürgerschaft frei wählen und am Orte wohnen bleiben dürfen. Außerdem erhält die Schweiz das Recht, die Straße aus dem Vallée de Joux über das französische Bois-d’Amont nach La Cure gebührenfrei und ohne Zölle zu benutzen.

#### Balkan

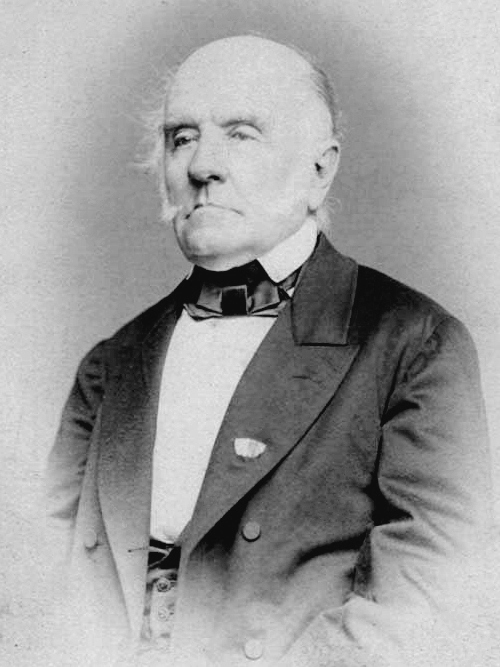
Apostol Arsache

- 20. Juni: Der rumänische Ministerpräsident Barbu Catargiu wird rund vier Monate nach Amtsübernahme in der neuen Hauptstadt Bukarest ermordet. Der Hintergrund der Tat wird nie aufgeklärt. Interimistischer Nachfolger wird der bisherige Außenminister Apostol Arsache. Er wird schon am 24. Juni von Nicolae Crețulescu abgelöst.

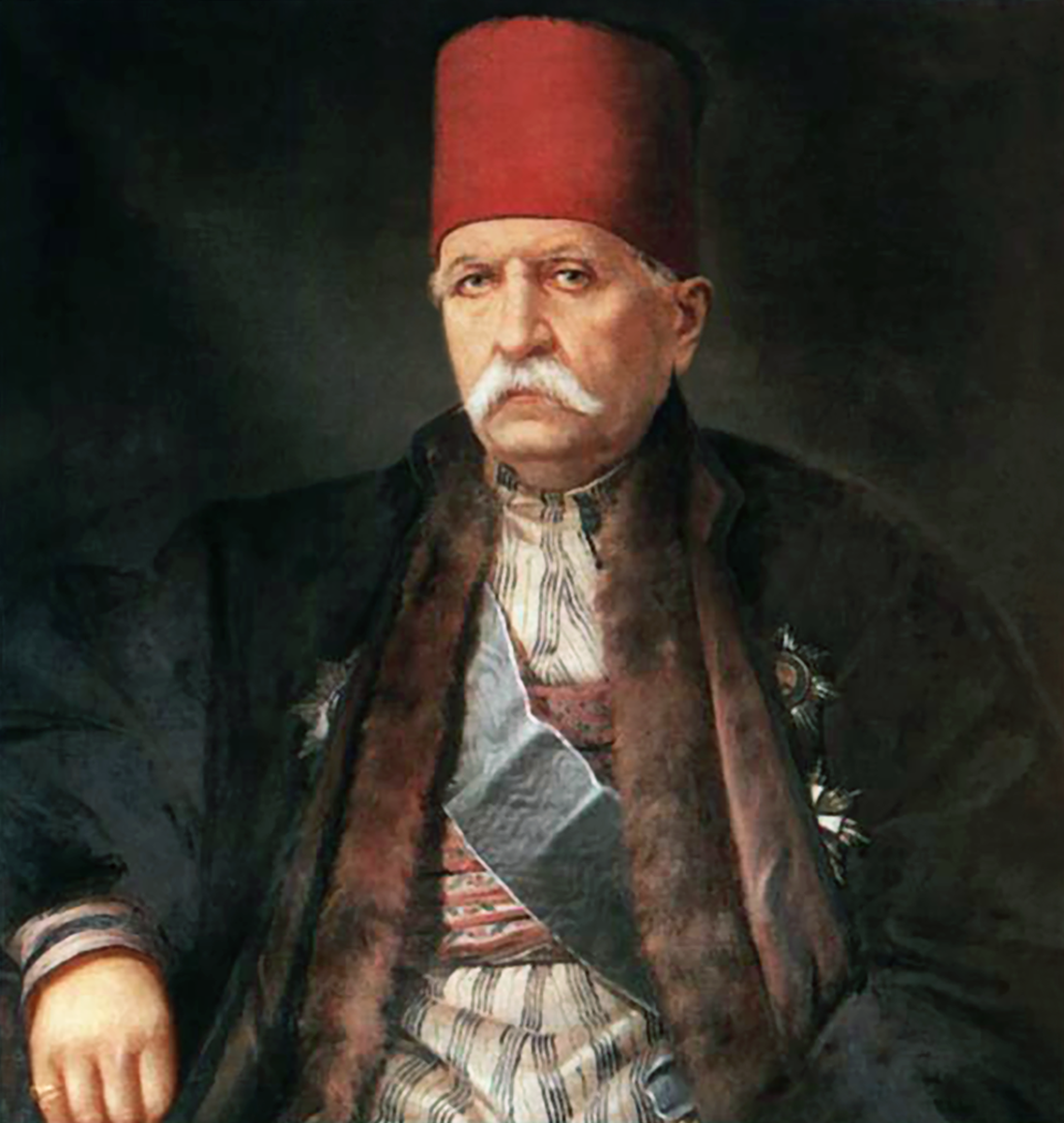
Dimitrios Voulgaris

- 24. Oktober: Durch einen Militärputsch wird König Otto I. von Griechenland abgesetzt und außer Landes gezwungen. Dimitrios Voulgaris löst Gennaios Kolokotronis als Ministerpräsident ab und bildet eine provisorische Regierung.

#### Weitere Ereignisse in Europa
- 1. Februar: Das seit 1861 in den Niederlanden regierende Kabinett Van Zuylen van Nijevelt/Van Heemstra unter Ministerpräsident Schelto van Heemstra wird von einem liberalen Kabinett unter Johan Rudolf Thorbecke abgelöst, der damit eine zweite Amtszeit beginnt.
- 29. August: Risorgimento: Die Schlacht am Aspromonte, einem Bergmassiv in Kalabrien, gewinnen die piemontischen Truppen gegen die Freiwilligenverbände von Giuseppe Garibaldi. Er wird im Kampf verletzt.
- 6. Oktober: Nach einer Trauung per Stellvertreter am 27. September in Turin heiratet der portugiesische König Ludwig I. in Lissabon Prinzessin Maria Pia von Savoyen.

#### Afrika
- 5. März: Das im Vorjahr annektierte Lagos wird von Großbritannien zur Kronkolonie erklärt.

#### Japan
- 21. Mai: Beim Teradaya-Vorfall im heutigen Fushimi schlagen Samurai von Satsuma einen Aufstand in den eigenen Reihen nieder.

Namamugi-Zwischenfall

- 14. September: Beim Namamugi-Zwischenfall werden mehrere britische Staatsbürger wegen mangelnder Ehrerbietung gegenüber ihrem Daimyō von japanischen Samurai angegriffen, einer von ihnen getötet und die anderen verletzt.
- Bakumatsu: Die Praxis des Sankin kōtai, die Verpflichtung der Daimyō, regelmäßig (die zeitlichen Modalitäten schwankten) in der Hauptstadt Edo zu erscheinen und dem Shōgun Rechenschaft abzulegen, wird abgeschafft. Damit fällt auch die Verpflichtung, angemessene Residenzen in Edo zu unterhalten und ihre Familien dort ganzjährig als Geiseln wohnen zu lassen.

#### China und Korea
- April: Ausgelöst durch einen Angriff der Taiping-Rebellen auf Shaanxi einschließlich Xi’ans beginnen im Nordwesten des Kaiserreichs China die muslimischen Dunganenaufstände.
- Das Mitglied der koreanischen Königsfamilie, Yi Ha-jon, versucht König Cheoljong zu stürzen. Der Putsch misslingt und Yi Ha-jon wird zum Selbstmord gezwungen.

#### Indien
- Juli/August: In kurzer Folge nehmen hintereinander drei neu gegründete Obergerichte in Britisch-Indien ihre Arbeit auf. Alle drei wurden durch Letters Patents von Königin Victoria inauguriert. Es sind dies:

- Calcutta High Court für die Präsidentschaft Bengalen am 1. Juli 1862
- Bombay High Court für die Präsidentschaft Bombay am 14. August 1862
- Madras High Court für die Präsidentschaft Madras am 15. August 1862

#### Cochinchina
- 5. Juni: Angesichts von militärischen Erfolgen der Franzosen und dem Wiederaufflammen von Bauernunruhen in Tongking sieht sich die vietnamesische Regierung in Huế gezwungen, mit Frankreich den Vertrag von Saigon zu unterzeichnen, in dem sie drei nördliche Provinzen Cochinchinas an Frankreich abtritt. Außerdem verpflichtet sie sich zur Zahlung von Reparationen und sichert den Franzosen das Recht zur Missionierung, der Schifffahrt auf dem Mekong und des Handels in einigen Hafenstädten zu. Laut Vertrag wird Saigon zur Hauptstadt der französischen Kolonie Cochinchina.

#### Australien
Der Schotte William Landsborough macht sich am 10. Februar mit der aus sechs Personen bestehenden Queensland Relief Expedition auf der Suche nach der Expedition von Burke und Wills vom Golf von Carpentaria aus auf den Weg nach Süden. Er folgt einige Zeit dem Flinders River, findet sich jedoch dadurch zu weit nach Osten abgedrängt und orientiert sich darauf in Richtung Cooper’s Creek. Am 21. Mai erreicht er in der Nähe von Cunnamulla eine Farm und erfährt so endlich vom Schicksal der Gesuchten Robert O’Hara Burke und William John Wills. Zwei Tage später bricht Landsborough mit erneuerten Vorräten bereits wieder auf, um über den 300 km entfernten Darling River und Menindee schließlich im Oktober Melbourne zu erreichen. Er ist damit der erste Weiße, der den australischen Kontinent von Norden nach Süden durchquert hat. Keines der Expeditionsmitglieder ist bei der Reise zu Schaden gekommen. Für die Entdeckung einer begehbaren Nord-Süd-Route durch Australien wird Landsborough im November von der Royal Geographical Society mit einer goldenen Uhr belohnt.

#### Neuseeland
- 7. Juli: Provisorisch findet erstmals eine Parlamentssitzung in der späteren Hauptstadt Wellington statt.

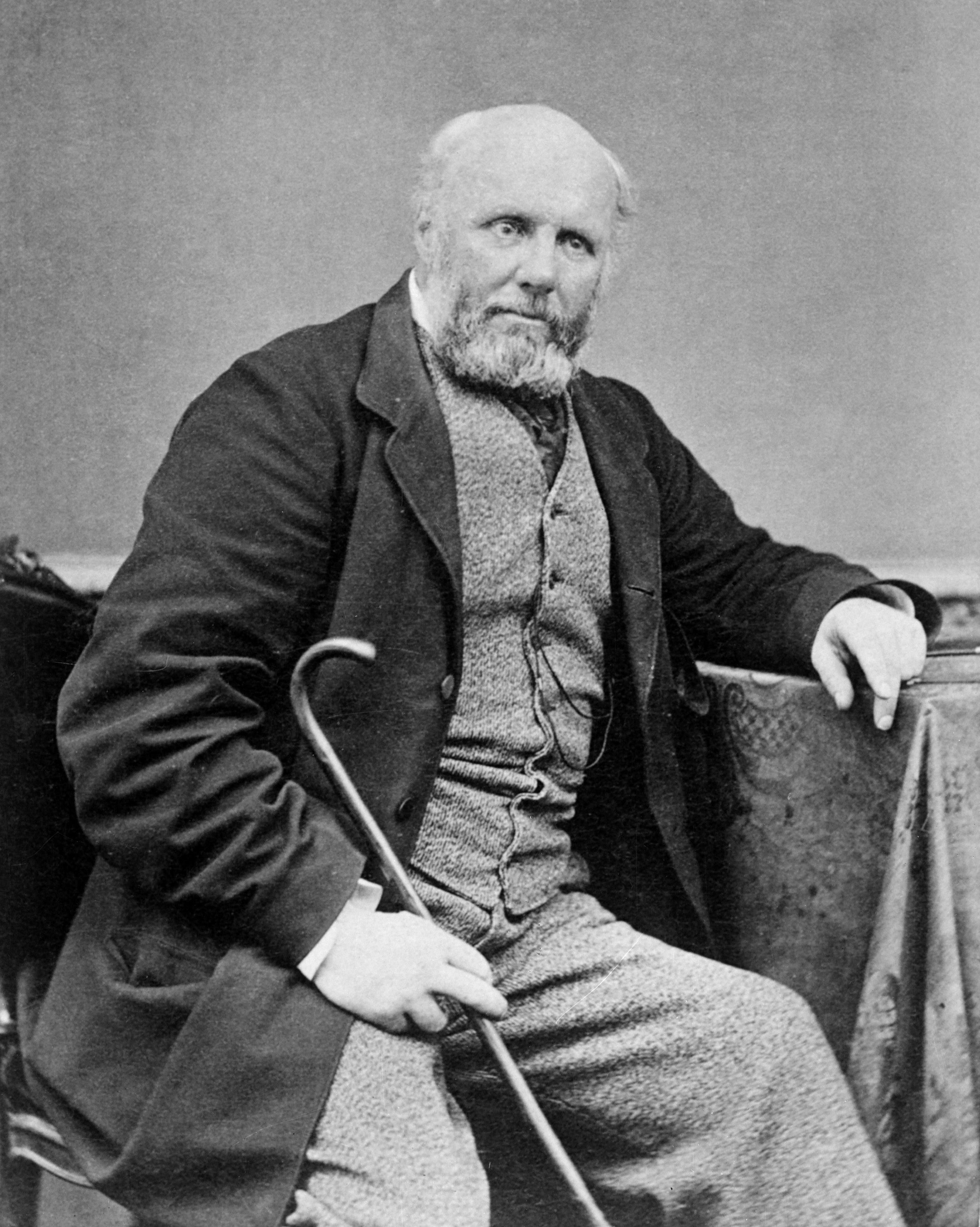
Alfred Domett

- 6. August: Nach einem erfolgreichen Misstrauensantrag gegen William Fox wird Alfred Domett das Amt als Premierminister Neuseelands angeboten, das dieser auch annimmt. Er gerät jedoch bald selbst unter Beschuss.

#### Ozeanien
- Tonga erhält sein Staatswappen.

### Wirtschaft

#### Weltausstellung

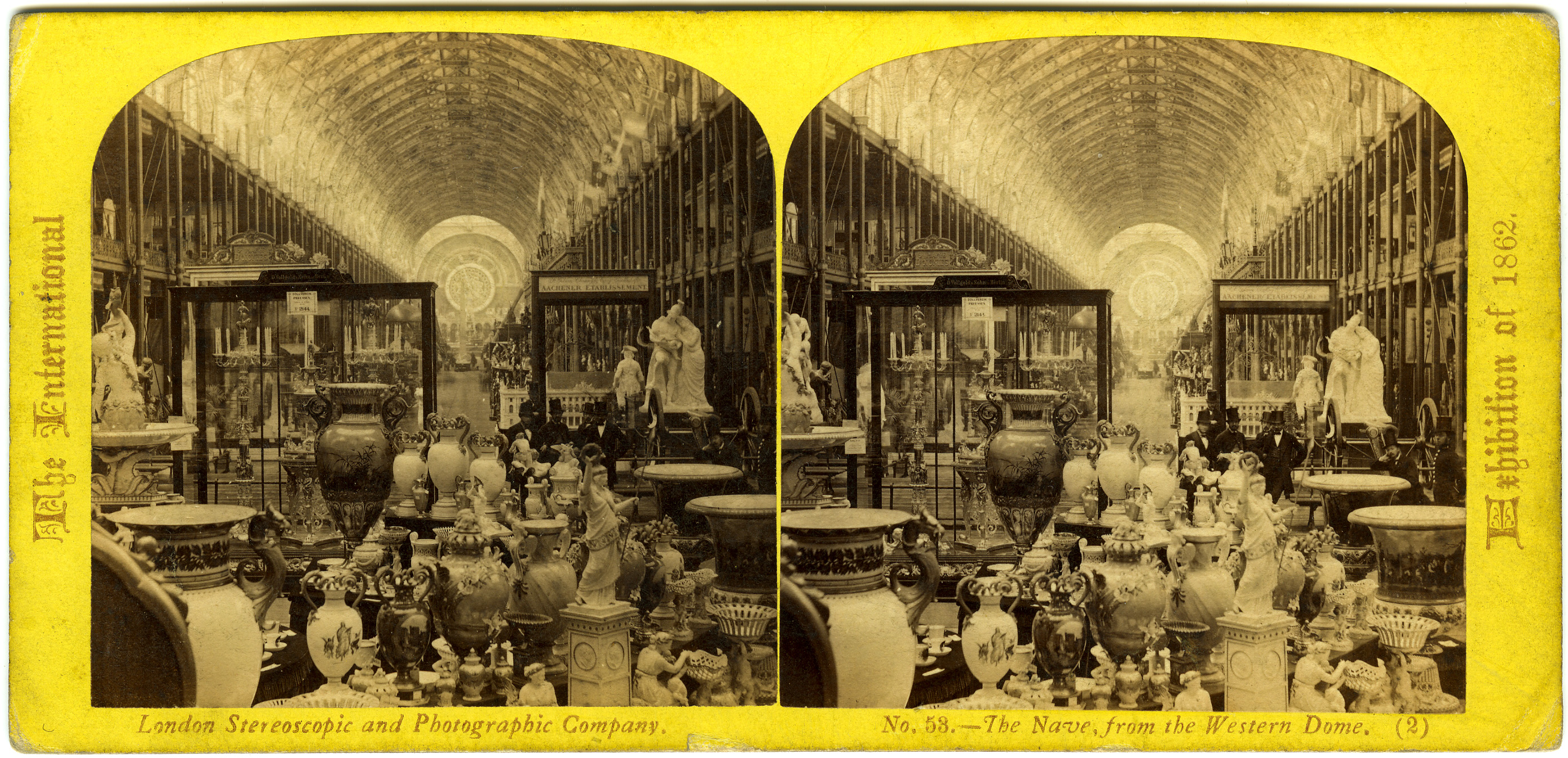
Hauptschiff des Londoner Ausstellungspalastes von Westen

- 1. Mai: In London findet bei den Gärten der Royal Horticultural Society in South Kensington nach 11 Jahren neuerlich eine Weltausstellung statt. Die Great London Exposition dauert bis zum 1. November. Veranstalterin ist die Royal Society of Arts, Manufactures and Trade.

#### Steuern und Geldwirtschaft

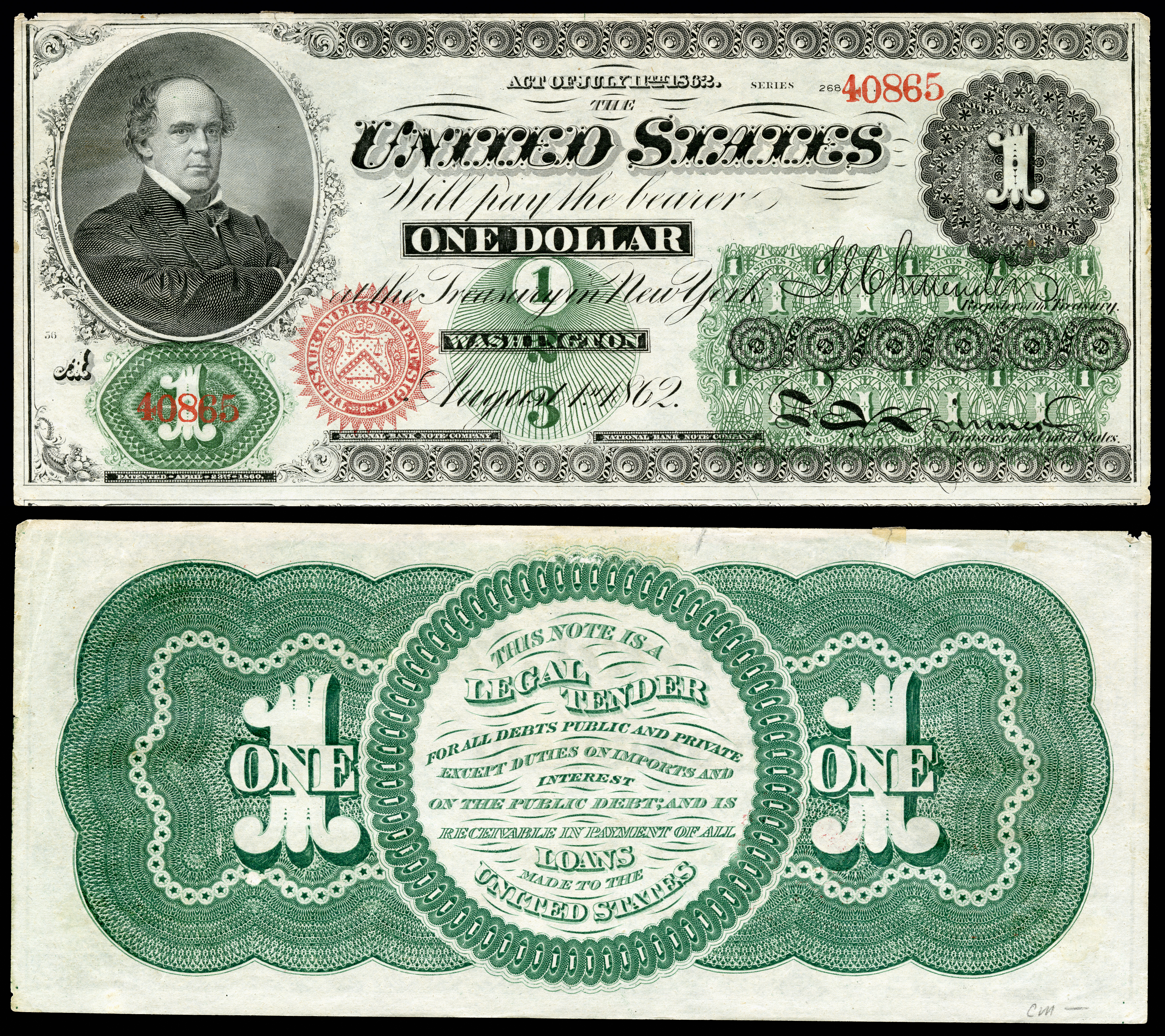
One Dollar Greenback, 1862

- 25. Februar: Das Finanzministerium der Vereinigten Staaten bringt mit dem ersten Legal Tender Act zur Finanzierung des Sezessionskriegs Banknoten, sogenannte Greenbacks in Umlauf, eine Form des Fiatgeldes.
- 24. August: Die im Vorjahr eingeführte italienische Lira wird alleiniges Zahlungsmittel und löst alle Vorgängerwährungen in den zum Königreich Italien vereinigten Gebieten ab.
- Mit dem Revenue Act of 1862 wird in den Vereinigten Staaten eine Steuerprogression für die im Vorjahr mit dem Revenue Act of 1861 eingeführte Einkommensteuer beschlossen. Gleichzeitig beschließt die Regierung Lincoln die Einführung einer neuen Behörde, die die Einkommensteuer einheben soll.

#### Unternehmensgründungen

##### Banken
- 13. Dezember: In Meiningen wird mit der Deutschen Hypothekenbank die erste reine Hypothekenbank Deutschlands gegründet.
- Die Industriellen Salomon Volkart, Heinrich Rieter, Heinrich Sulzer-Steiner und Johann Jakob Sulzer gründen in Winterthur die Bank in Winterthur mit einem Startkapital von fünf Millionen Franken.
- Die Standard Bank of British South Africa wird gegründet.

##### Gastronomie
- In New Orleans wird das Café du Monde als kleines Straßencafé gegründet.

##### Handel und Dienstleistungen
- 5. April: Der österreichische Kaufmann Julius Meinl gründet auf dem Fleischmarkt in Wien sein erstes Geschäft. In dem Lebensmittelhandel werden vorerst nur grüne Kaffeebohnen angeboten, später auch frisch gerösteter Kaffee.
- Georg Adam Scheid und Michael Markowitsch gründen in Wien die OHG Markowitsch & Scheid, eine Vorgängerfirma der heutigen Ögussa.
- Joseph Perlmutter richtet in Wien für seine drei Kinder ein Fotoatelier ein. Als einziger Photograph der Firma Adéle scheint in den folgenden Jahren seine Tochter Adele Perlmutter im Branchenverzeichnis auf.
- Die American Shipmasters’ Association wird gegründet.

##### Produktion
- 21. Januar: Der gelernte Schlosser Adam Opel gründet nach jahrelanger Wanderschaft in seiner Heimatstadt Rüsselsheim eine Nähmaschinenmanufaktur, aus der sich die Firma Opel entwickelt.
- 4. Februar: Facundo Bacardí kauft eine kleine Rum-Destillerie in der Calle Matadero N° 5 in Santiago de Cuba und gründet das Unternehmen Bacardi & Ca.

#### Verkehr

##### Bahnstrecken im Deutschen Bund

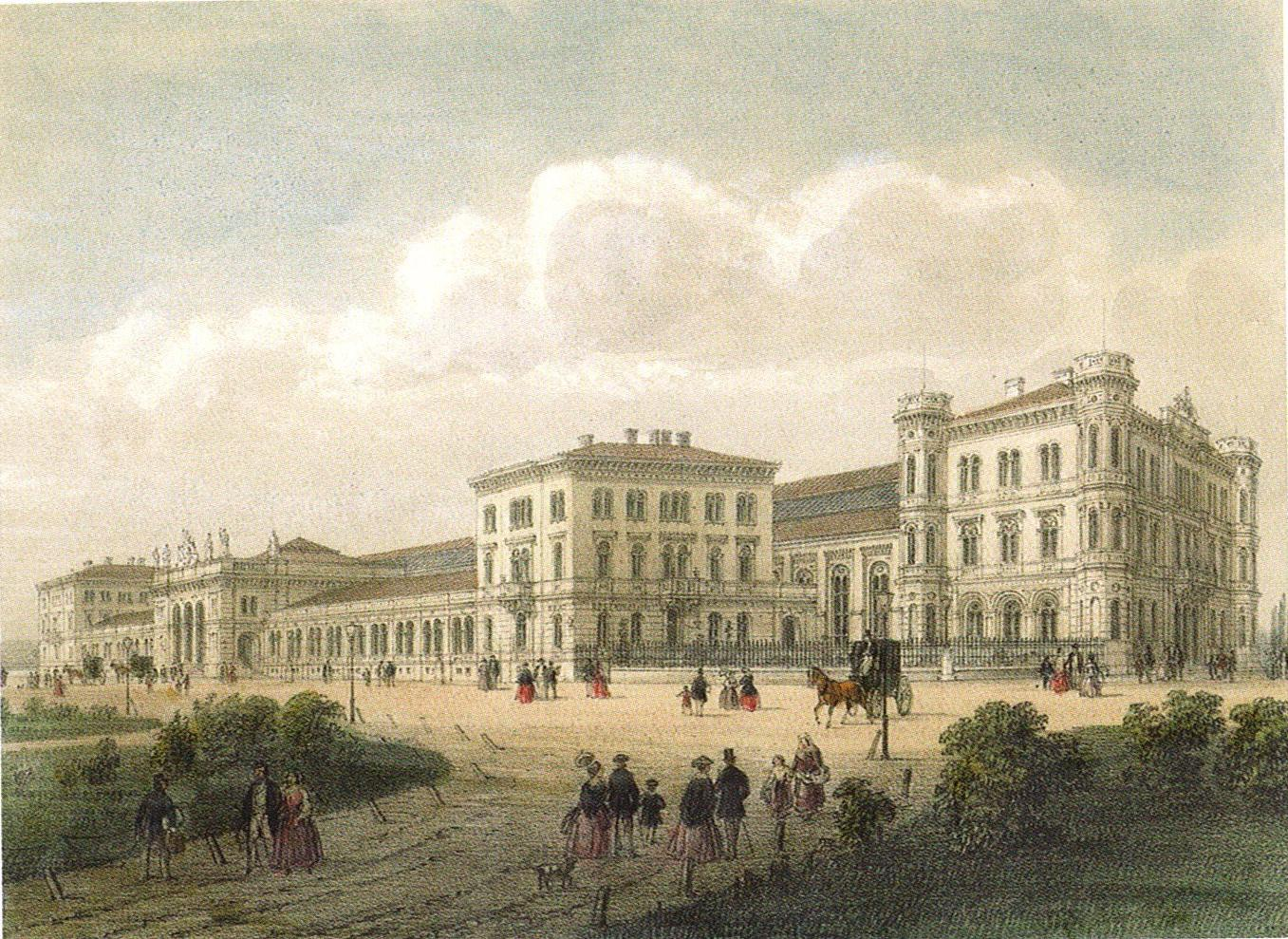
Der Wiener Westbahnhof 1862

- 1. März: Die Bergisch-Märkische Eisenbahn-Gesellschaft eröffnet das Teilstück der Bahnstrecke durch das Ruhrtal von Bochum über Steele, Essen, Mülheim (Ruhr) und Styrum nach Oberhausen, wenige Wochen danach am 1. Mai mit dem Abschnitt von Styrum nach Duisburg BME wird die Strecke im Westen vorerst vollendet. Noch im gleichen Jahr wird die Strecke dann von Langendreer Richtung Osten nach Dortmund verlängert und am 5. Oktober für den Personenverkehr freigegeben.
- 4. August: Der unter der Bauleitung von Carl Julius Abel entstandene erste Abschnitt der Kocherbahn von Schwäbisch Hall nach Heilbronn wird durch die Königlich Württembergischen Staats-Eisenbahnen eröffnet.
- 22. Oktober: Die Neustadt-Dürkheimer Eisenbahn-Gesellschaft wird gegründet. Auf Basis einer Übereinkunft mit der Pfälzischen Ludwigsbahn-Gesellschaft vom 25. Januar und der am 28. August erteilten Konzession soll diese eine Lokalbahn zwischen den Orten Neustadt an der Weinstraße und Dürkheim errichten.
- 23. Oktober: Der erste Teil der Odenwaldbahn im Großherzogtum Baden von Heidelberg über Neckargemünd, Meckesheim, Neckarbischofsheim, Aglasterhausen und Neckarelz nach Mosbach wird eröffnet.

- Die Bahnstrecke Vegesack–Bremen und die Bahnstrecke Bremen–Bremerhaven werden eröffnet.

##### Weitere Bahnstrecken in Europa
- 5. Januar: Der erste Teil der Bahnstrecke Pavia–Torreberetti in Italien wird eröffnet. Die Endstation in Pavia wird am 10. Mai erreicht. Gleichzeitig wird auch die beim Bahnhof Milano Rogoredo von der Bahnstrecke Mailand–Bologna abzweigende Bahnstrecke Rogoredo-Pavia fertiggestellt.
- 3. Juni: Zwischen Rue Terme und Croix-Rousse wird Lyons erste Standseilbahn eröffnet, die allerdings bereits Ende 1867 wieder ihren Betrieb einstellt.
- 19. Juni: In Genf verkehrt mit der Rösslitram die erste Pferdebahn in der Schweiz. Die Strassenbahn Genf führt nicht durch das eigentliche Stadtzentrum, sondern verbindet die Vorstadt Carouge mit der Place Neuve am Rand der Innenstadt. Die Wagen der ersten Schweizer Straßenbahn sind relativ schwer und müssen daher von zwei Pferden gezogen werden.
- 23. Juni: Auf der Strecke Hamar–Grundset nimmt in Norwegen die weltweit erste Schmalspurbahn in CAP-Spur ihren Betrieb auf. Sie ist vom Eisenbahnpionier Carl Abraham Pihl konzipiert.
- 1. Juli: Die Verlängerung der Waverly Line durch die Scottish Borders von Hawick nach Carlisle wird eröffnet.
- 28. Juli: Die Great Eastern Railway wird durch Zusammenschluss der Eastern Counties Railway mit mehreren kleineren Eisenbahngesellschaften in East Anglia gegründet.

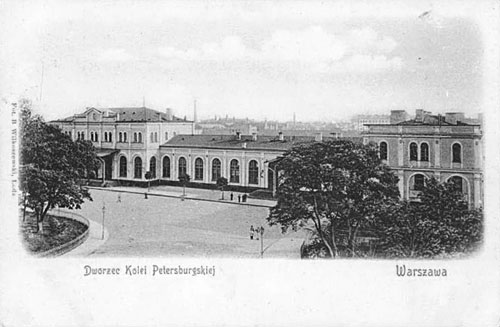
St. Petersburger Bahnhof in Warschau

- Dezember: Das letzte Teilstück der seit 1851 in Bau befindlichen Petersburg-Warschauer Eisenbahn wird fertiggestellt und eröffnet.

##### Bahnstrecken in den USA
- 1. Juli: Auf Beschluss des US-Kongresses wird die U.S. Military Railroad gegründet, um den Westen der USA zu erschließen. Sie erhält dafür rund 12 Millionen Acre Land und Staatsanleihen in Höhe von 27 Millionen US-Dollar.

#### Sonstiges

Übersichtskarte des Bebauungsplanes der Umgebungen Berlins

- 18. Juli: Der Hobrecht-Plan zur Bebauung der Umgebung Berlins wird genehmigt.
- Nach dem Swill milk scandal von 1858 werden in New York erste Regulierungsmaßnahmen in der Milchproduktion beschlossen.

### Wissenschaft und Technik

#### Afrikaforschung
- Januar: Alexine Tinne macht sich von Kairo aus nilaufwärts auf den Weg, um John Hanning Speke zu treffen. Gemeinsam wollen sie sich dann auf die Suche nach der Quelle des Nils machen. Als Speke nicht am vereinbarten Treffpunkt eintrifft, macht Tinne sich mit ihren Leuten alleine auf den Weg. Auf dem Landweg stößt sie in die kaum erforschten Regionen im Kongo vor und gelangt am 30. September nach Gondokoro. Der Expedition fehlt es jedoch an Trägern und Lebensmitteln und nach mehreren Malariaanfällen bricht Tinne die Reise ab und macht sich bald auf den Rückweg. Auf dieser Reise begegnet sie erstmals unmittelbar Sklaven-Karawanen, dokumentiert dies, schreckt auch nicht davor zurück, sich mit den Sklavenhändlern anzulegen und kauft etliche Menschen frei, denen sie anbietet, sich ihrem Gefolge anzuschließen. Gleich nach ihrer Rückkehr nach Kairo beginnt sie die Erforschung des Gazellenflusses zu planen.
- 10. Februar: Nachdem er seine Reiseberichte schriftlich niedergelegt hat, beschließt auch Karl Moritz von Beurmann, sich auf die Suche nach Eduard Vogel zu machen und bricht von Tripolis aus nach Süden auf.
- 4. April: Theodor von Heuglin und Hermann Steudner nehmen freundschaftliche Beziehungen zum abessinischen Kaiser Theodor II. auf. Daraufhin wird Heuglin die Leitung der Expedition zur Suche nach Eduard Vogel entzogen. Werner Munzinger, der sich mit einem abgespaltenen Teil der Expedition seit 1. März in Khartum befindet, wird zum neuen Leiter ernannt.
- Karl Klaus von der Decken kehrt nach einem Jahr zum Kilimandscharo zurück, um die Erstbesteigung eines Europäers zu versuchen. Auf einer Höhe von rund 4.200 Metern muss er jedoch wegen Schneefalls aufgeben. Er erforscht daraufhin mit seinem Partner Otto Kersten den Verlauf des Flusses Pangani.
- Dezember: Samuel White Baker und Barbara Szász starten mit einer Karawane von Khartum aus, um den Lauf des Weißen Nils zu erforschen.

#### Archäologie

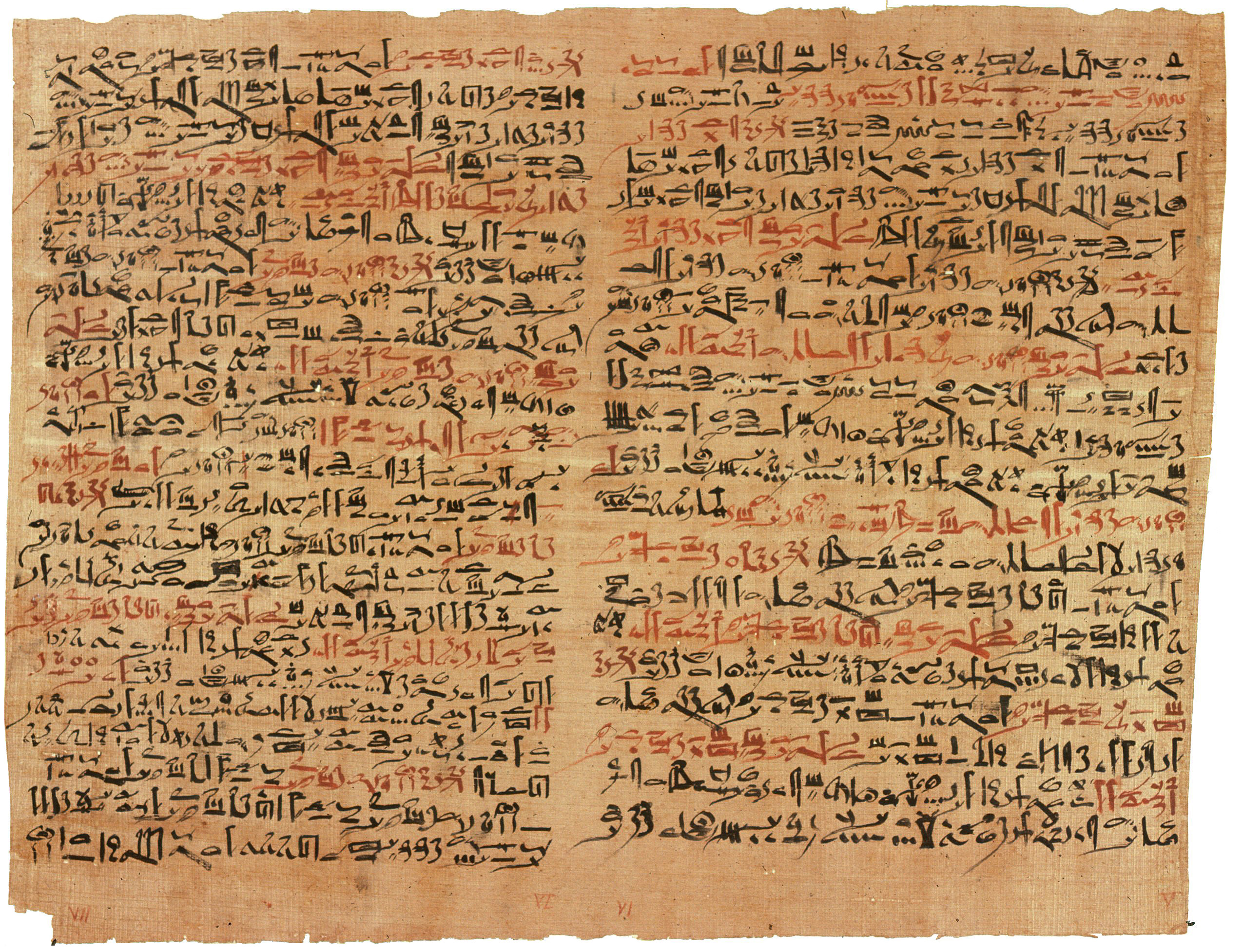
Papyrus Edwin Smith

- Der US-amerikanische Antikenhändler Edwin Smith erwirbt auf einem Markt in Luxor eine Papyrusrolle. Der später Papyrus Edwin Smith getaufte altägyptische medizinische Text gehört zu den ältesten schriftlichen Dokumenten medizinischer Heilverfahren.

#### Astronomie
- 31. Januar: Alvan Graham Clark entdeckt Sirius B, einen Begleiter des Sirius – später als Weißer Zwerg identifiziert.
- 27. März: In Zürich erfolgt die Grundsteinlegung für die von Gottfried Semper entworfene Eidgenössische Sternwarte, die durch die Erforschung der Sonnenflecken Bekanntheit erlangen wird. Sie wird 1864 fertiggestellt.
- 23. Mai: Der deutsche Astronom Eduard Schönfeld findet im Sternbild Haar der Berenike die später als NGC 4383 erfasste Spiralgalaxie.
- 16. Juli: Lewis Swift entdeckt bei seinen Himmelsbeobachtungen einen neuen Kometen. Drei Tage später stößt Horace Parnell Tuttle unabhängig von Swift auf die gleiche Himmelserscheinung.
- Der deutsch-dänische Astronom Heinrich Louis d’Arrest entdeckt im Zuge seiner Tätigkeit an der Universität Kopenhagen im Sternbild Fische mehrere Galaxien: NGC 403 (29. August), NGC 186 (23. September) und NGC 199 (24. September).

##### Liste der 1862 entdeckten Asteroiden
| Nr. und Name  | Durchmesser (km) | Datum der Entdeckung | Entdecker                           |
| ------------- | ---------------- | -------------------- | ----------------------------------- |
| (73) Klytia   | 44,4             | 7. April             | Horace Parnell Tuttle               |
| (74) Galatea  | 118,7            | 29. August           | Ernst Wilhelm Leberecht Tempel      |
| (75) Eurydike | 55,9             | 22. September        | Christian Heinrich Friedrich Peters |
| (76) Freia    | 183,7            | 21. Oktober          | Heinrich Louis d’Arrest             |
| (77) Frigga   | 669,3            | 12. November         | Christian Heinrich Friedrich Peters |

#### Biologie

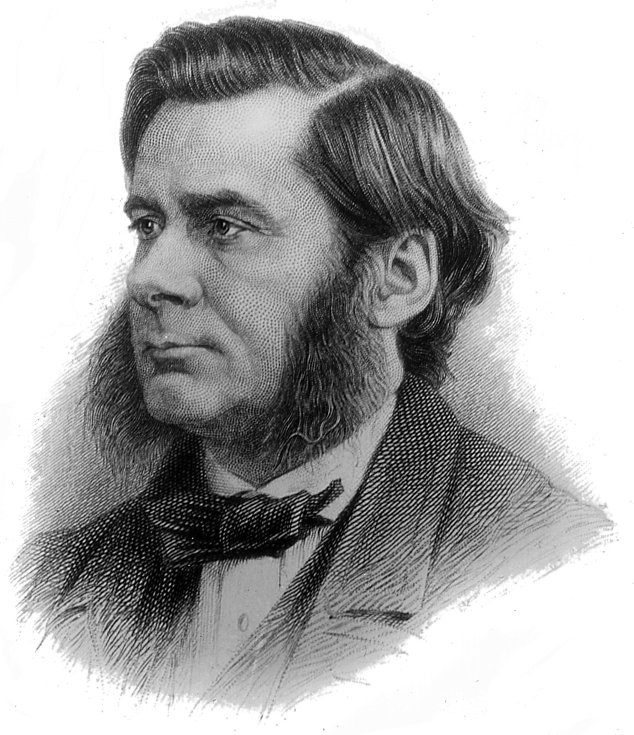
Thomas Henry Huxley

- 10. November: Der britische Biologe und Bildungsorganisator Thomas Henry Huxley hält am Geologischen Museum in der Londoner Jermyn Street den ersten Vortrag seiner zehnteiligen Vortragsreihe Über unsere Kenntnis von den Ursachen der Erscheinungen in der organischen Natur, um die Ideen von Charles Darwins Ende 1859 erschienenem Werk The Origin of Species zu popularisieren. Unter den Zuhörern befinden sich auch Karl Marx und Wilhelm Liebknecht.
- Ernst Haeckel verfasst eine Monographie über Radiolarien.
- Die Erstbeschreibung der Réunionweihe durch den französischen Ornithologen Jules Verreaux wird in Louis Maillards Notes sur l'Île de la Réunion (Bourbon) publiziert.
- Der Augustinermönch Gregor Mendel gründet mit befreundeten Naturforschern aus der Umgebung den Naturforscher-Verein Brünn.

#### Musikwissenschaft
- Ludwig von Köchel veröffentlicht das Köchelverzeichnis in erster Auflage, ein Werkverzeichnis der Kompositionen von Wolfgang Amadeus Mozart.

#### Lehre und Forschung
- 2. Mai: Die California State Normal School – heute San José State University – wird in Kalifornien gegründet.
- 1. Juli: Die Russische Staatsbibliothek wird als Moskaus erste gebührenfreie und öffentliche Bibliothek unter dem Namen Bibliothek des Öffentlichen Museums Moskaus und des Rumjanzew-Museums oder kurz Rumjanzew-Bibliothek im Paschkow-Haus begründet.
- Der Likörfabrikant Anton Riemerschmid gründet auf Vorschlag seines Prokuristen Matthias Reischle in München eine Handelslehranstalt für Frauenzimmer, die erste Handelsschule für Mädchen in Deutschland. Reischle wird erster Direktor und verzichtet, wie die meisten anderen Angehörigen des Lehrpersonals auf eine Vergütung seiner Tätigkeit an der Schule.
- In Vermillion im Dakota-Territorium wird die University of South Dakota gegründet.
- Das Polytechnikum Riga wird gegründet.
- Auf Initiative der Antiquarischen Gesellschaft in Zürich erfolgt die erstmalige Gründung des Vereins für das Schweizerdeutsche Wörterbuch. Erster Chefredaktor ist Friedrich Staub.

#### Vermessungswesen
- Die Königlich-Sächsische Triangulation beginnt, eine in den Jahren 1862 bis 1890 auf dem Staatsgebiet des Königreiches Sachsen durchgeführte Landesvermessung sowie die Erstellung eines trigonometrischen Netzes. Ziel ist es, das Staatsgebiet wissenschaftlich-geodätisch exakt zu erfassen und mit der Festlegung dauerhaft vermarkter Festpunkte die Grundlage für eine detaillierte Landaufnahme und ein modernes Kartenwerk bereitzustellen. Als maßstabgebende Basis wird die Großenhainer Grundlinie bestimmt.

### Kultur
| Kultur | Kultur |
| --- | ------ |
| - Historismus - Naturalismus - Realismus - Schule von Barbizon - Hudson River School - Berliner Bildhauerschule - Literarische Gesellschaft Tunnel über der Spree |        |

#### Bildende Kunst
- 20. Mai: Das Museum der schönen Künste in Warschau wird eröffnet.

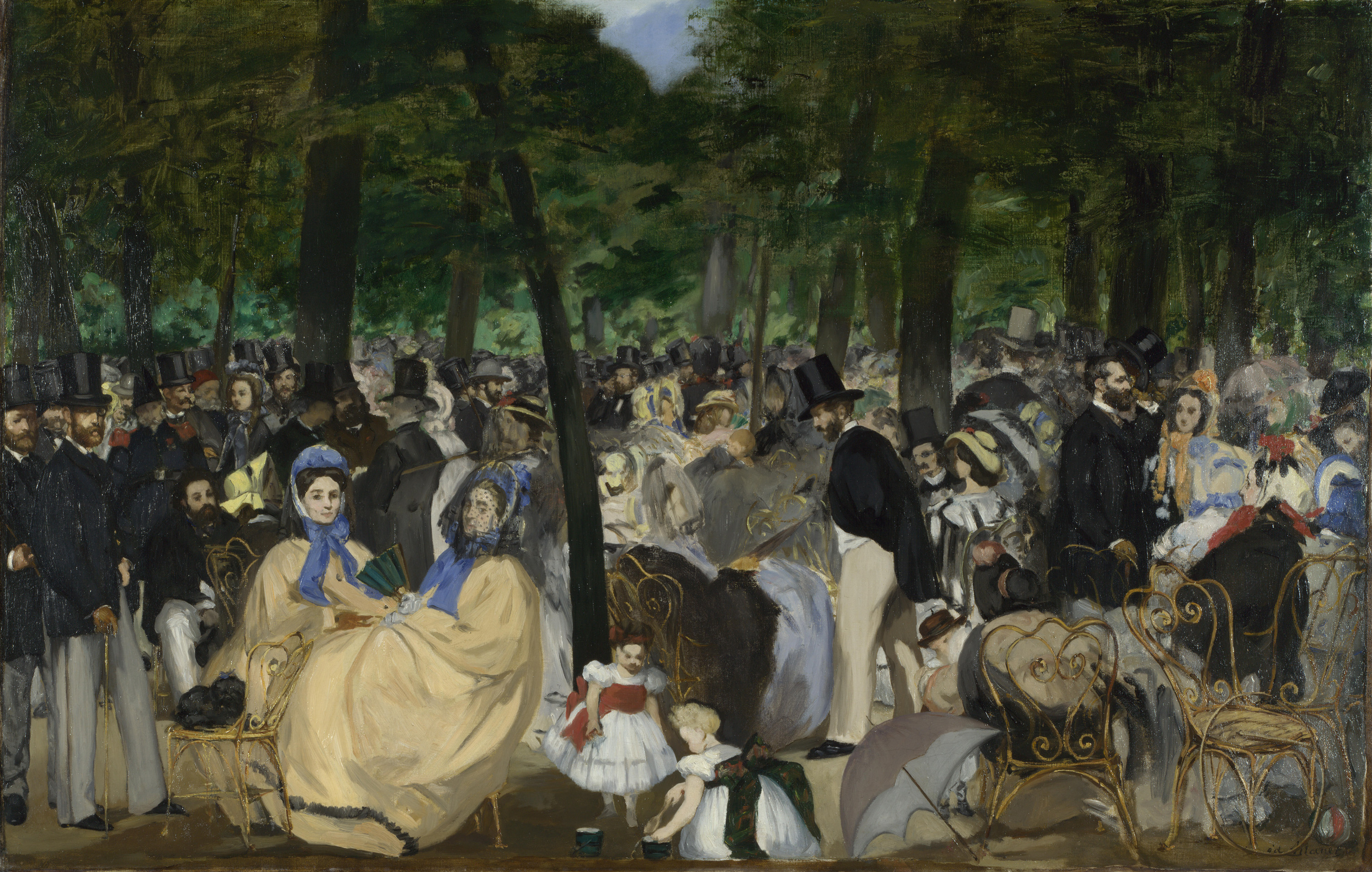
Musik im Tuileriengarten, Öl auf Leinwand

- In Musik im Tuileriengarten stellt sich Édouard Manet zusammen mit den Malern Albert de Balleroy und Henri Fantin-Latour, den Schriftstellern Zacharie Astruc, Théophile Gautier und Charles Baudelaire, sowie dem Komponisten Jacques Offenbach als Teil der bürgerlichen Pariser Gesellschaft dar. Das Werk erntet überwiegend vernichtende Kritiken und bleibt über 20 Jahre lang unverkäuflich. Im selben Jahr entsteht auch das von der spanischen Kunst sowie Gustave Courbet beeinflusste Ölgemälde Der alte Musikant, das zahlreiche Anspielungen auf andere Werke enthält.
- Édouard Manet begründet – angeregt durch den Herausgeber Alfred Cadart und den Fotografen Félix Chevalier – zusammen mit Felix Bracquemond, Henri Fantin-Latour, Alphonse Legros, Johan Barthold Jongkind und Augustin Théodule Ribot die Societé des Aquafortistes. Diese Künstlervereinigung hat sich die Förderung der Radierkunst zum Ziel gesetzt. Manet fertigt vor allem in den 1860er Jahren zahlreiche Radierungen nach seinen Gemälden an.

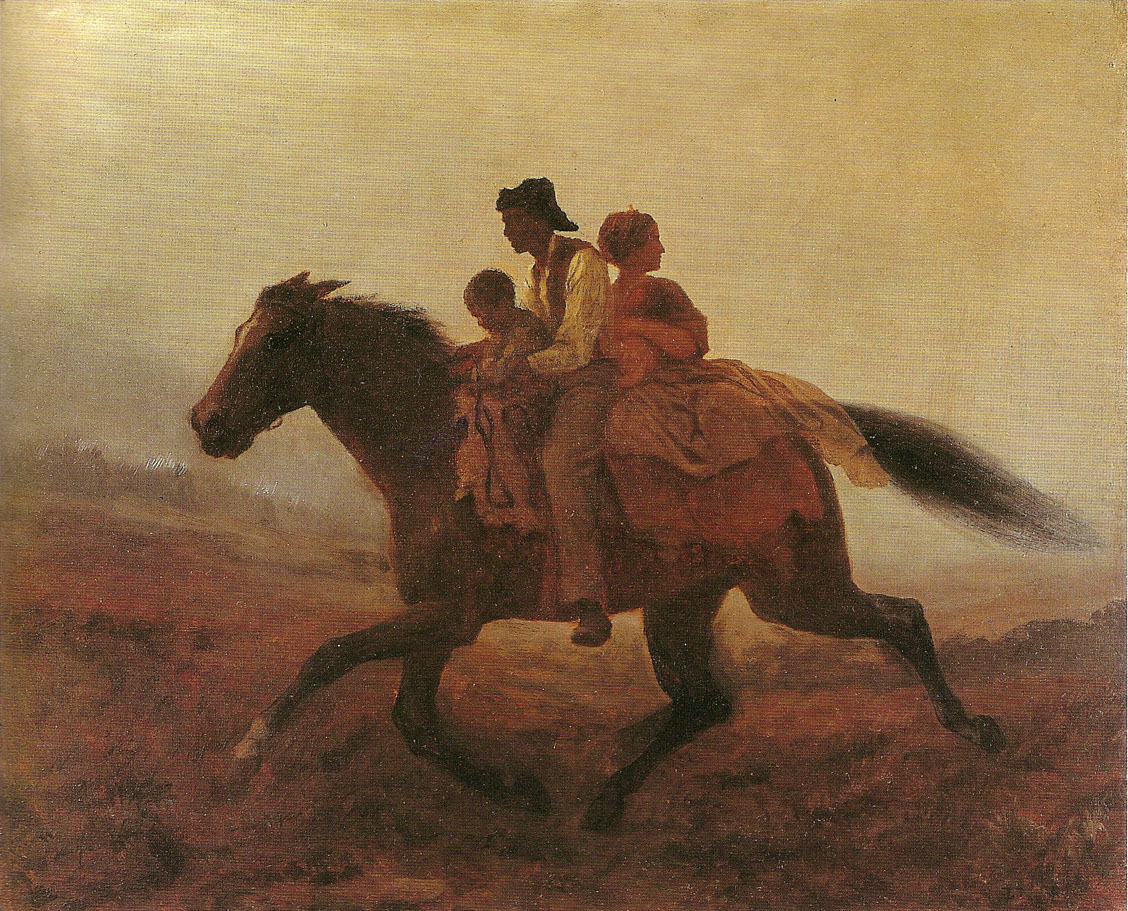
A Ride for Liberty — The Fugitive Slaves

- Eastman Johnson fertigt in Öl auf Leinwand das Werk A Ride for Liberty — The Fugitive Slaves.

#### Literatur

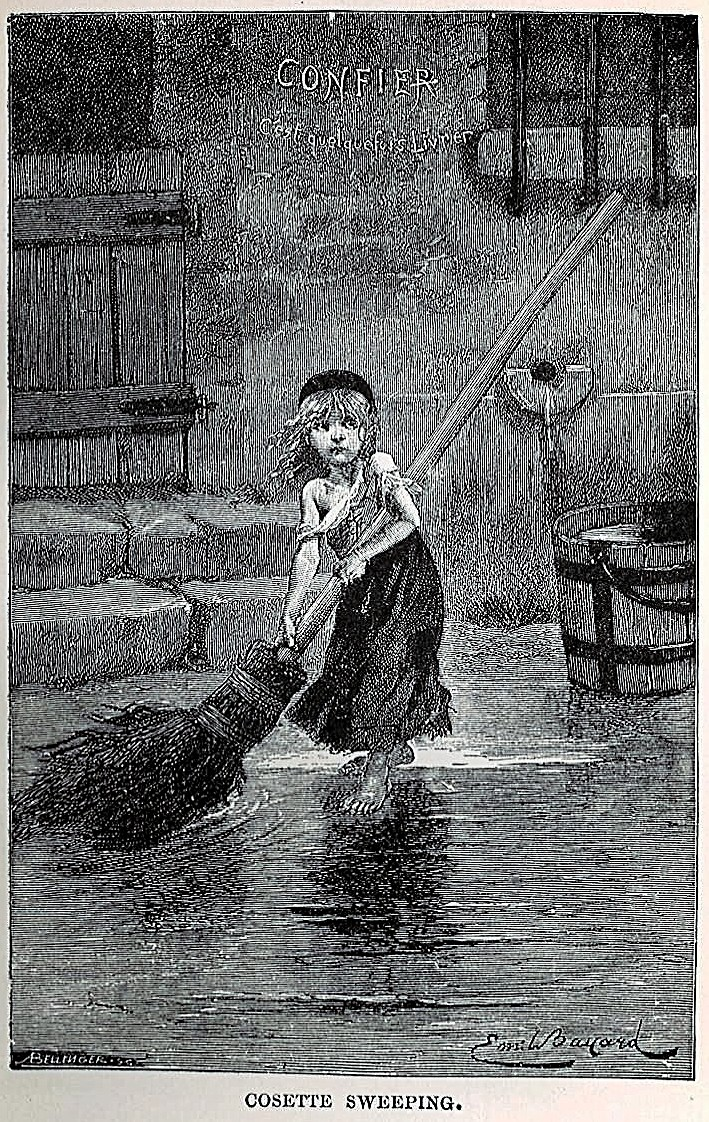
Darstellung der „Cosette“ von Emile Bayard, aus der Originalausgabe von Les Misérables

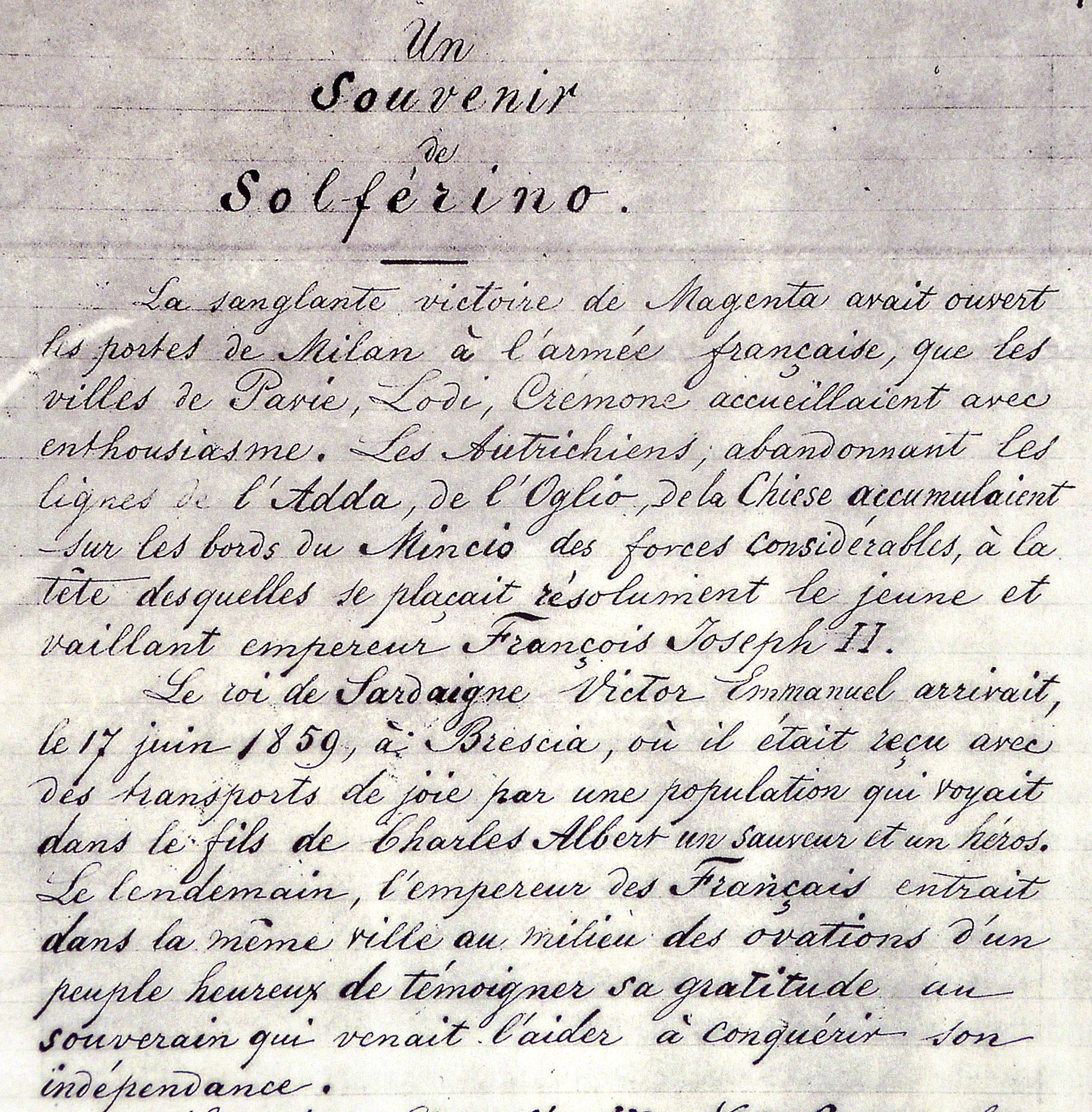
Die erste Seite

#### Musik und Theater

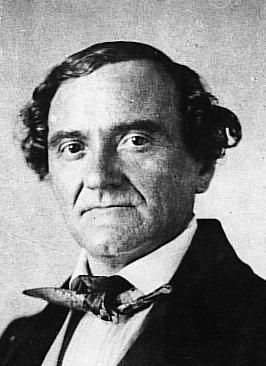
Johann Nepomuk Nestroy

- 7. Januar: Frühere Verhältnisse, eine Posse mit Gesang in einem Akt von Johann Nestroy mit der Musik von Anton M. Storch wird am Wiener Quai-Theater uraufgeführt.
- 1. Februar: Die Uraufführung der „indianischen Faschingsburleske“ Häuptling Abendwind oder Das gräuliche Festmahl von Johann Nestroy mit Musik von Jacques Offenbach findet am Quai-Theater in Wien statt. Es ist das letzte von Nestroy verfasste Stück, am 25. Mai stirbt er im Alter von 60 Jahren in Graz. Seine letzte Rolle ist die Paraderolle des Knieriem in Der böse Geist Lumpacivagabundus.
- Februar: Das Märchensingspiel Hansel und Gretel von Georg Kremplsetzer wird im Konzerthaus Odeon in München uraufgeführt. Wilhelm Busch weicht in seinem Libretto stark von der Vorlage der Brüder Grimm ab.

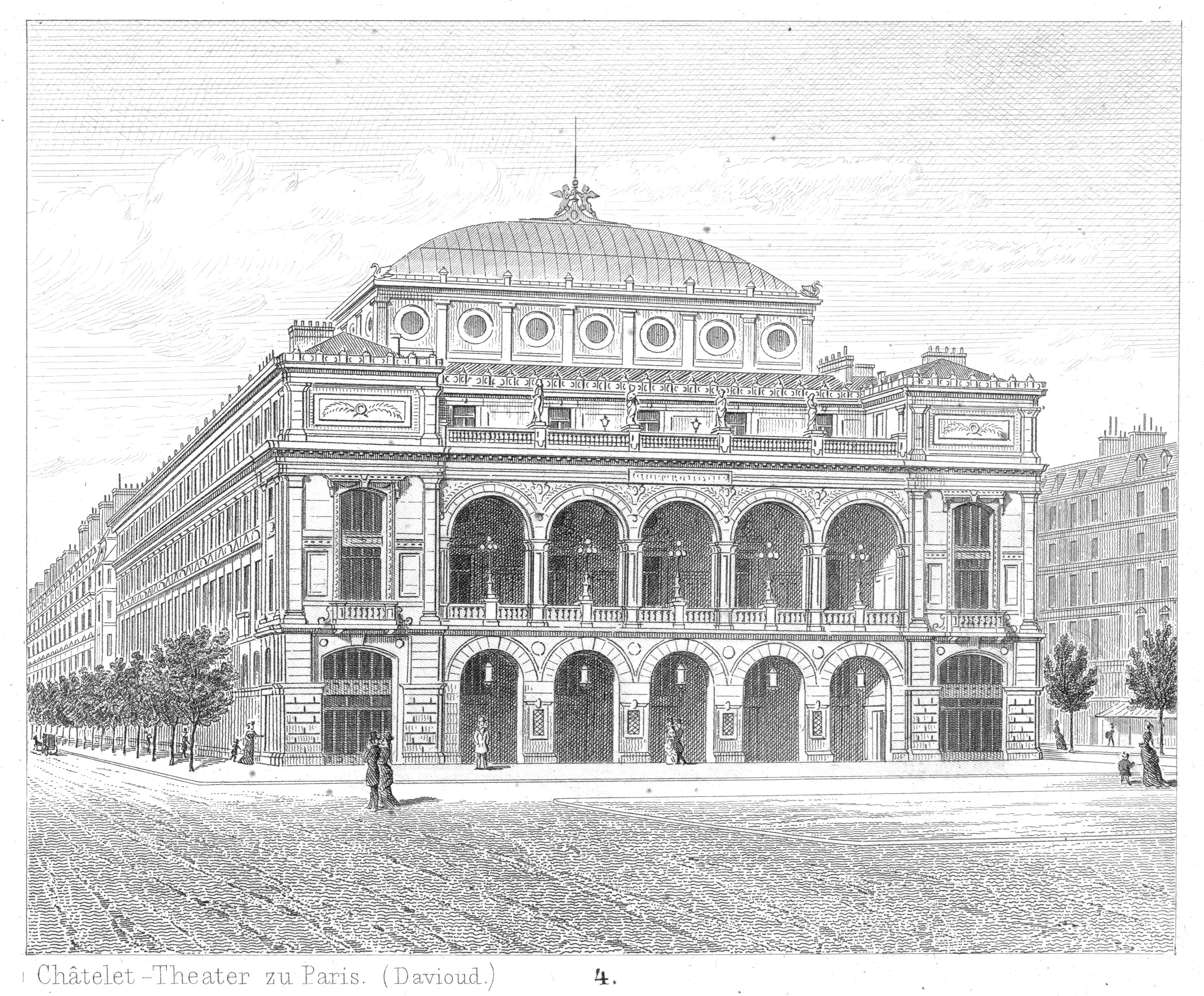
Théâtre du Châtelet

- 19. April: Das von Gabriel Davioud im Auftrag des Barons Haussmann an der Place du Châtelet erbaute Théâtre du Châtelet in Paris wird in Anwesenheit der Kaiserin Eugénie mit einer Aufführung von Rothomago von d’Ennery, Clairville und Monnier eröffnet.
- 26. April: Der Uraufführung der ursprünglich für das Theater an der Wien geschriebenen und für das Theater am Franz-Josefs-Kai in Wien adaptierten Operette Die Kartenschlägerin von Franz von Suppè ist kein Erfolg beschieden.
- 1. Mai: Delegierte von 106 Vereinen gründen in Bamberg den Fränkischen Sängerbund.
- 2. August: Datterich, eine Darmstädter Lokalposse in hessischer Mundart von Ernst Elias Niebergall, wird fast 20 Jahre nach dem Tod des Autors in Bessungen uraufgeführt.

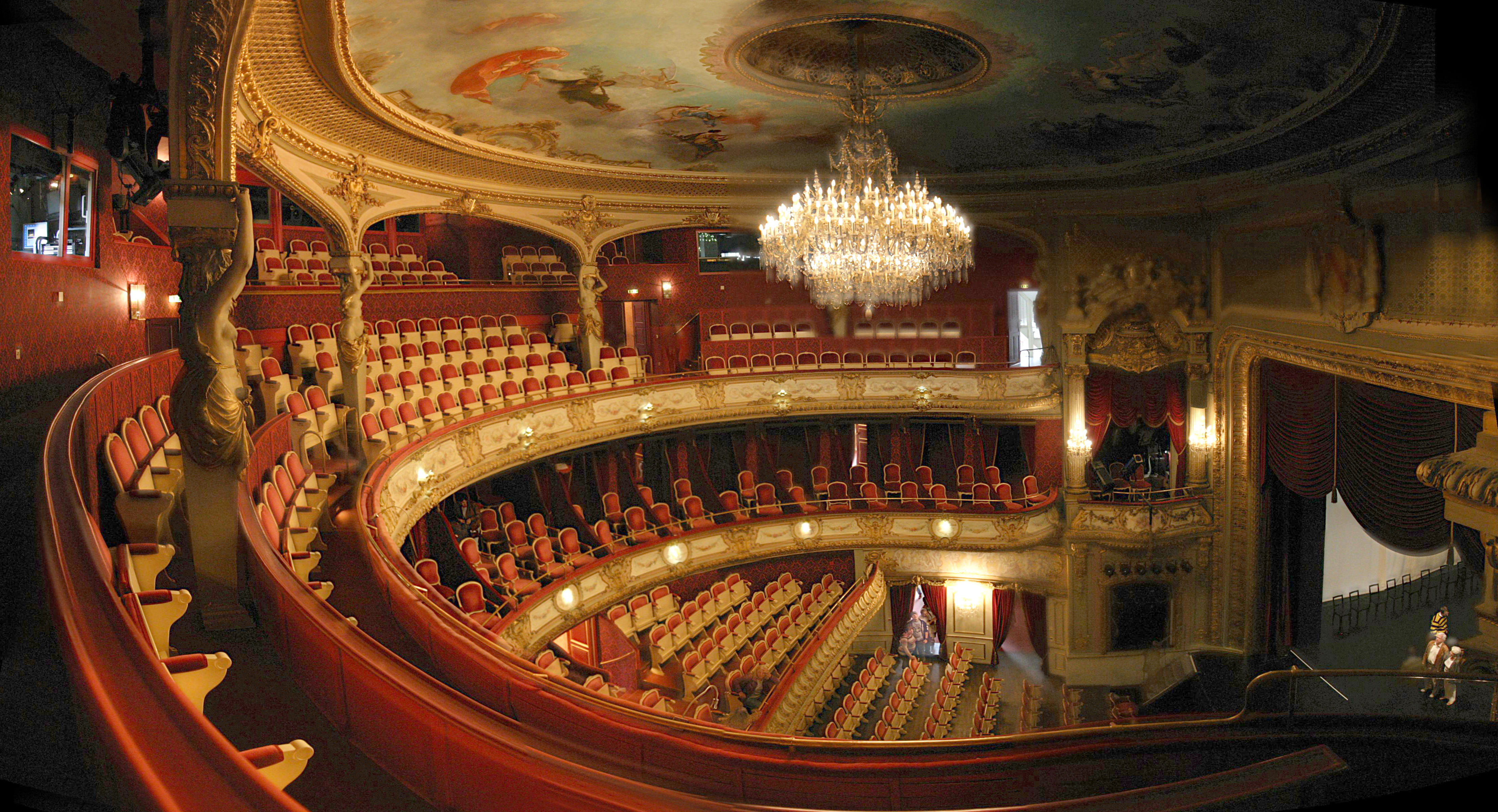
Zuschauerraum des Stadttheaters Baden-Baden

- 9. August: Anlässlich der Eröffnung des Theaters Baden-Baden wird die zweiaktige Oper Béatrice et Bénédict von Hector Berlioz uraufgeführt. Das Libretto, frei nach William Shakespeares Viel Lärm um nichts stammt vom Komponisten selbst.
- 21. September: Carl Gerster gründet federführend in Coburg den Deutschen Sängerbund, den weltgrößten Laienchorverband.
- 25. Oktober: Die Operette Zehn Mädchen und kein Mann von Franz von Suppè hat ihre Uraufführung am Theater am Franz-Josefs-Kai in Wien. Das Libretto stammt von Friedrich Wilhelm Riese unter dem Pseudonym Wilhelm Friedrich.
- 10. November: In Sankt Petersburg wird die Oper La forza del destino von Giuseppe Verdi mit dem Libretto von Francesco Maria Piave nach der Vorlage Don Álvaro o la fuerza del sino des spanischen Herzogs Ángel de Saavedra uraufgeführt und vom Publikum mit überschäumender Begeisterung aufgenommen.
- George Frederick Root verfasst das Lied Battle Cry of Freedom. Das ursprünglich für den Gebrauch durch die Union vorgesehene Lied wird so populär, dass es für die Konföderation adaptiert und somit auch in den Südstaaten gesungen wird.

#### Sonstiges
- 17. Juni: Württembergs König Wilhelm I. genehmigt den Aufbau einer Staatssammlung für vaterländische Kunst- und Altertumsdenkmale in Stuttgart – das heutige Landesmuseum Württemberg.

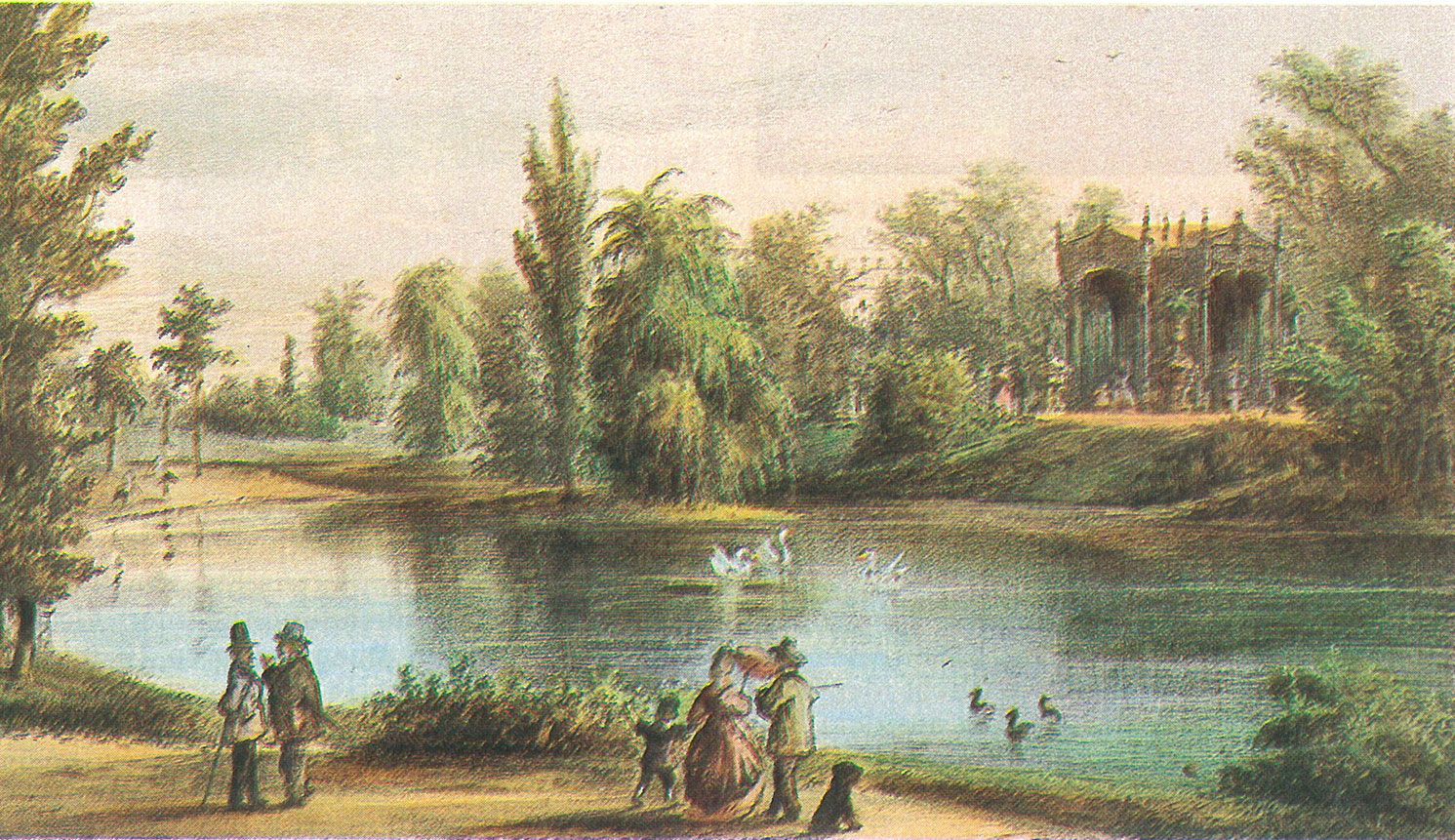
Wiener Stadtpark 1862, Farblithographie

- 21. August: Der an der Stelle des kurz zuvor abgerissenen Wasserglacis im Stil englischer Landschaftsparks vom Landschaftsmaler Joseph Sellény entworfene und von Stadtgärtner Rudolph Siebeck angelegte Wiener Stadtpark wird als zweiter Volksgarten in Wien eröffnet.
- 6. Oktober: In Melbourne wird der erste Zoo Australiens eröffnet.
- 15. November: In Salzburg wird von 26 Personen ein Stadtverschönerungs-Comité gegründet.
- Peter Karlowitsch von Uslar entwickelt das Abchasische Alphabet.

### Gesellschaft

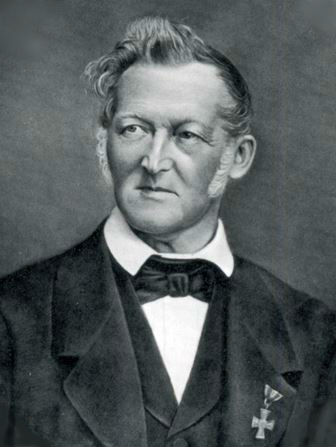
Johann Carl Fuhlrott

- 21. Juni: Bei einer Vorstandssitzung des Naturwissenschaftlichen Vereins von Elberfeld und Barmen wird unter der Federführung von Johann Carl Fuhlrott der Wupperthaler Verein zum Schutze der Thiere gegründet. Bereits am 4. Dezember umfasst der neue Verein 260 Mitglieder. Durch gezielte Öffentlichkeitsarbeit gelingt es Fuhlrott, ein Bewusstsein für ökologische Zusammenhänge in der Bevölkerung zu wecken.

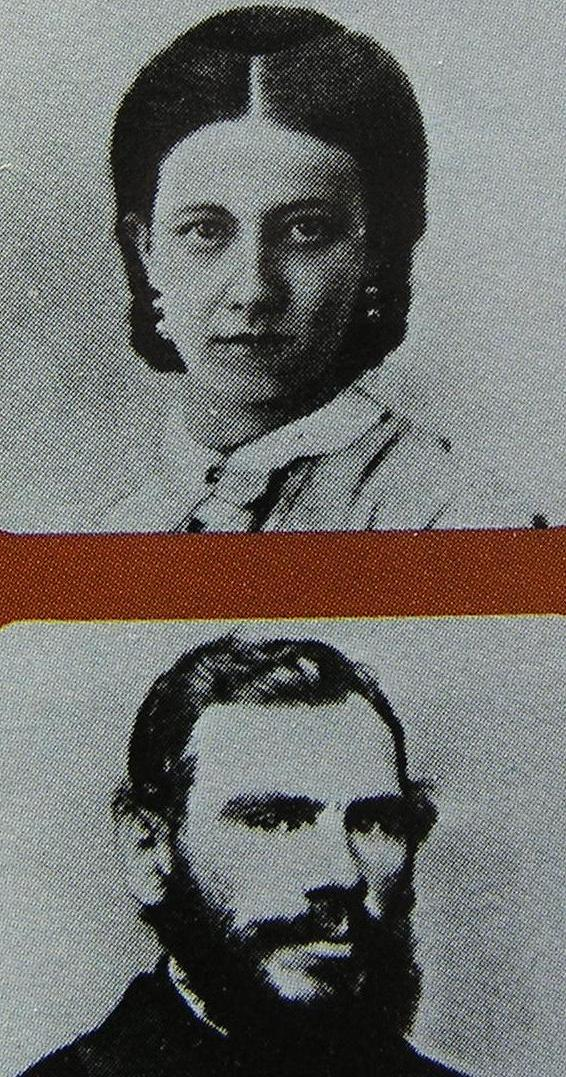
Das Ehepaar Tolstoi 1862

- 23. September: Lew Nikolajewitsch Tolstoi heiratet Sofja Andrejewna Behrs. Wenig später beginnt er mit dem Verfassen seines epischen Romans Krieg und Frieden.
- 15. Dezember: In England erscheint die erste philatelistische Fachzeitschrift The Monthly Advertiser. In Paris erscheinen im gleichen Jahr die ersten Briefmarkenalben.
- Die heutige Justizvollzugsanstalt Niederschönenfeld in Bayern wird als erstes Jugendgefängnis in Deutschland für männliche Strafgefangene zwischen 12 und 18 Jahren errichtet.
- Der Irish Water Spaniel wird von The Kennel Club als Hunderasse anerkannt.
- In London wird der Ghost Club gegründet. Zu den frühesten Mitgliedern der Organisation, deren Zweck die Geisterjagd und Erforschung paranormaler Phänomene wie Gespenster- und Spukerscheinungen ist, gehören neben Charles Dickens zahlreiche Akademiker und Geistliche der University of Cambridge.

### Religion
- 6. Januar: Zygmunt Szczęsny Feliński wird zum neuen Erzbischof von Warschau ernannt und am 26. Januar in St. Petersburg geweiht. Wie sein im Vorjahr verstorbener Vorgänger Antoni Melchior Fijałkowski wird er zu einer patriotischen Figur im geteilten Polen.

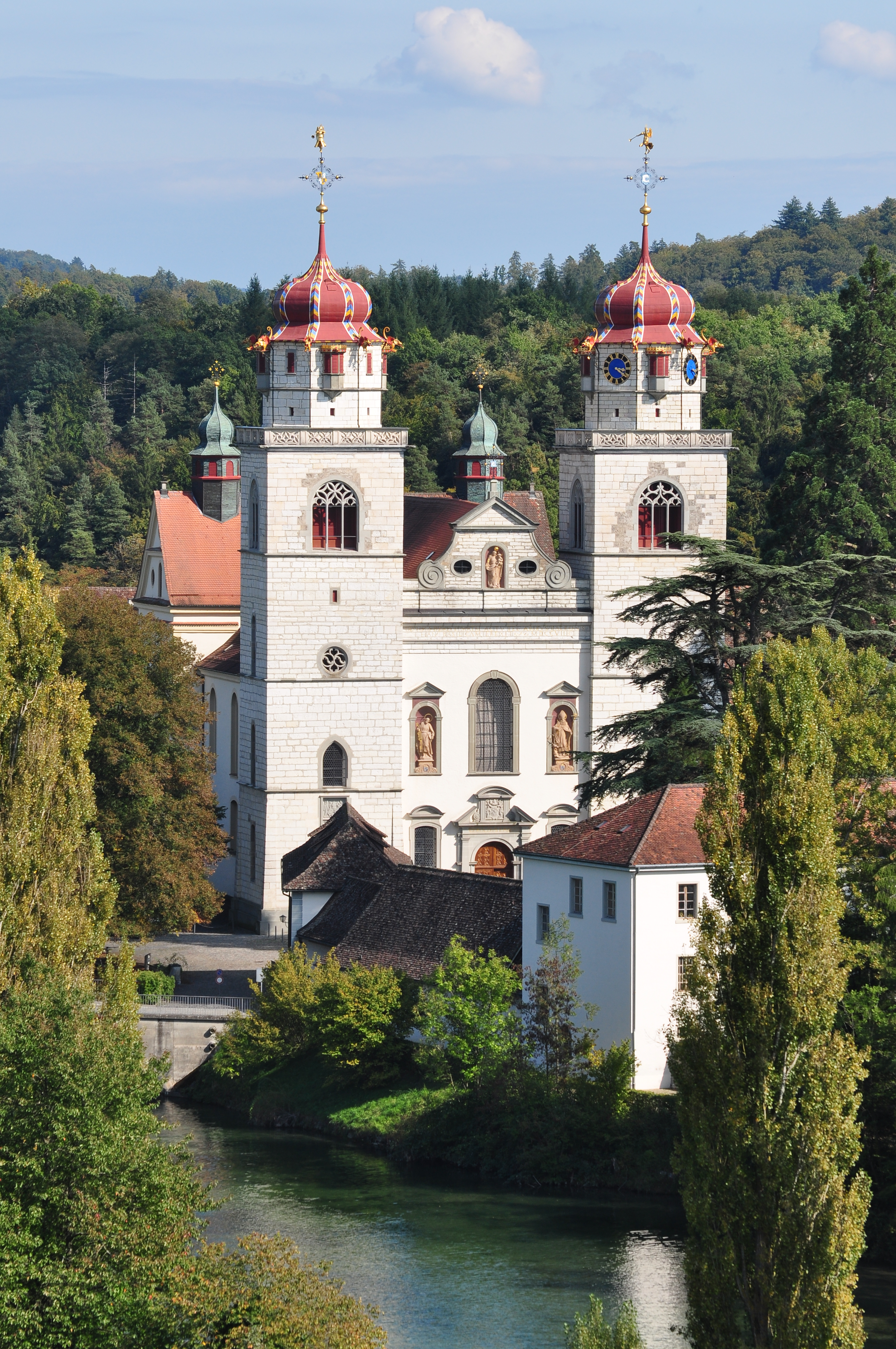
Klosterkirche Rheinau

- 3. März: Das Kloster Rheinau im Kanton Zürich wird auf Beschluss des Kantonsrats aufgehoben. Das Klosterarchiv wird dem Staatsarchiv des Kantons Zürich einverleibt.
- 7. April: Der bisherige Erzbischof von Udine, Giuseppe Luigi Trevisanato, wird als Nachfolger des im Vorjahr verstorbenen Angelo Ramazzotti Patriarch von Venedig.
- 8. April: Mit der Enzyklika Amantissimus richtet sich Papst Pius IX. an die Bischöfe der östlichen Kirche und mahnt deren Einheit mit der katholischen Kirche ein.
- 12. Juni: Die Franziskanerbrüder vom Heiligen Kreuz werden als Kongregation päpstlichen Rechts gegründet. Sie entstehen aus der von Peter Wirth gegründeten Wohngemeinschaft Frommer Handwerker.
- 28. September: Die Erzeparchie Bagdad der Syrer wird gegründet.
- 13. November: Die von Carl Boos erbaute Marktkirche auf dem Schloßplatz in Wiesbaden wird eingeweiht.
- 13. Dezember: Katholische Sorben gründen den Cyrill-Methodius-Verein.
- Dimitrios II. wird als Nachfolger des im Vorjahr verstorbenen Kirellos IV. Papst der Koptischen Kirche.

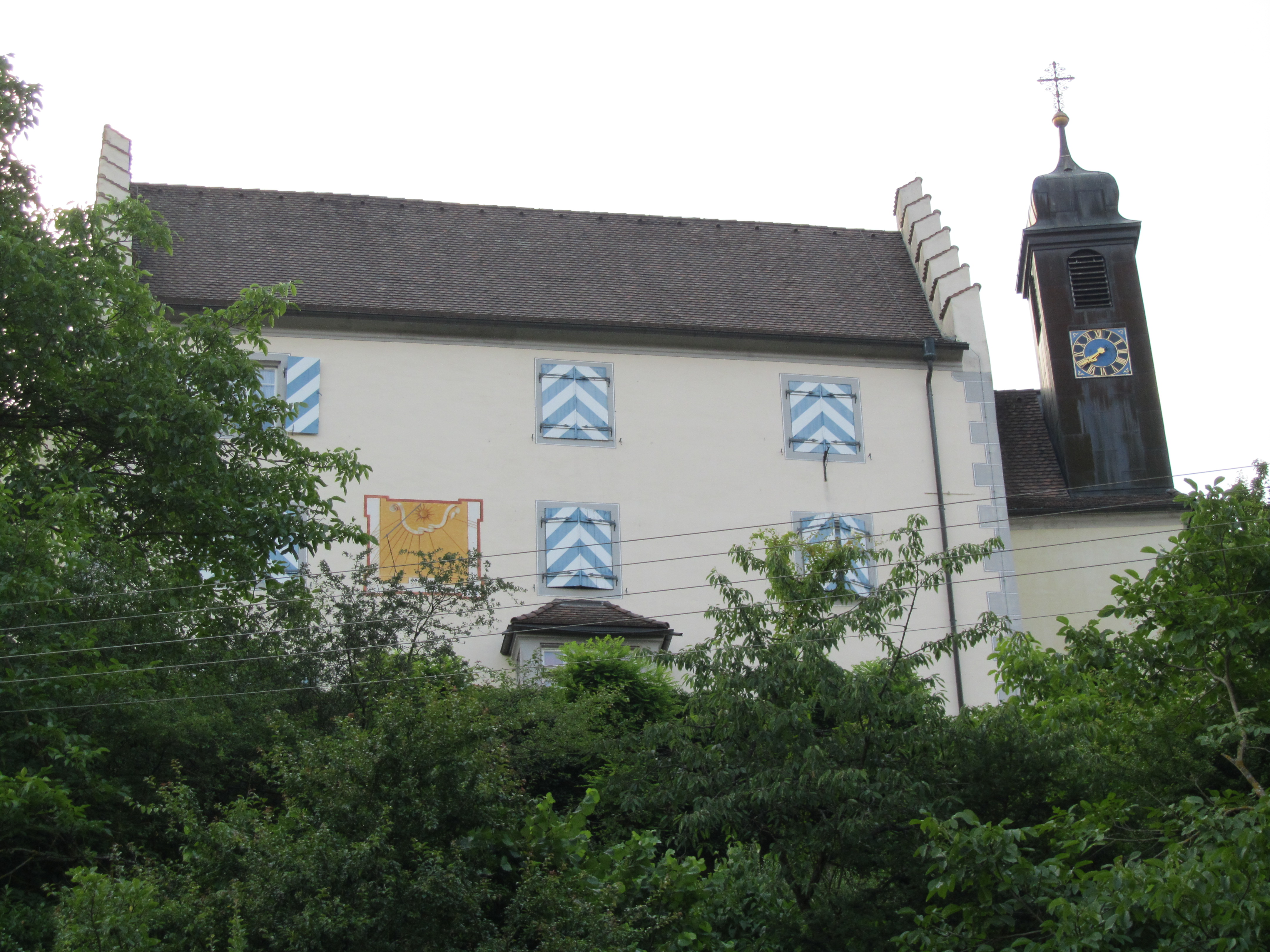
Schloss Ofteringen, Kerngebäude des Klosters Marienburg

- Sabina Schneider und drei andere Benediktinerinnen pachten gemeinsam den ehemaligen Stammsitz der Herren von Ofteringen und gründen das Kloster Marienburg.

### Katastrophen

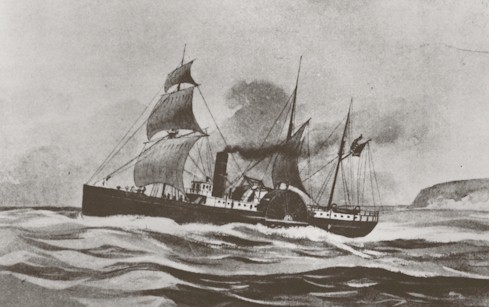
Die Brother Jonathan 1862

- 12. März: Das Dampfboot Brother Jonathan legt, aus San Francisco kommend, in Victoria, British Columbia, an und löst damit die Pockenepidemie an der Pazifikküste Nordamerikas aus. Im Lauf eines Jahres fällt den Pocken etwa die Hälfte der indigenen Gesamtbevölkerung, rund 14.000 Menschen, zum Opfer.
- 27. Juli: An der mexikanischen Küste kommen bei einem Brand an Bord des amerikanischen Raddampfers Golden Gate 204 der 338 Passagiere und Besatzungsmitglieder an Bord ums Leben. Das Schiff strandet und bricht auseinander.

### Sport
- 22. Januar: Im norwegischen Trysil findet eine Skilaufveranstaltung statt, in deren Rahmen erstmals eine Skisprung-Konkurrenz durchgeführt wird.
- 12. Februar: Miroslav Tyrš gründet in Prag nach dem Vorbild der deutschen Turnbewegung die erste slawisch-nationale Turnbewegung Sokol.
- November: Der Fußballclub Notts County wird gegründet.
- 19. November: Der Österreichische Alpenverein wird auf Anregung der Studenten Paul Grohmann, Edmund von Mojsisovics und Guido von Sommaruga als erster Bergsteigerverband des europäischen Festlands und damit als zweitältester der Welt nach dem britischen Alpine Club gegründet.
- 29. Dezember: Der FC Sheffield und der FC Hallam tragen erstmals ein Fußballspiel im Bramall-Lane-Stadion in Sheffield aus, dem ältesten heute noch bespielten Fußballstadion der Welt.

## Historische Karten und Ansichten

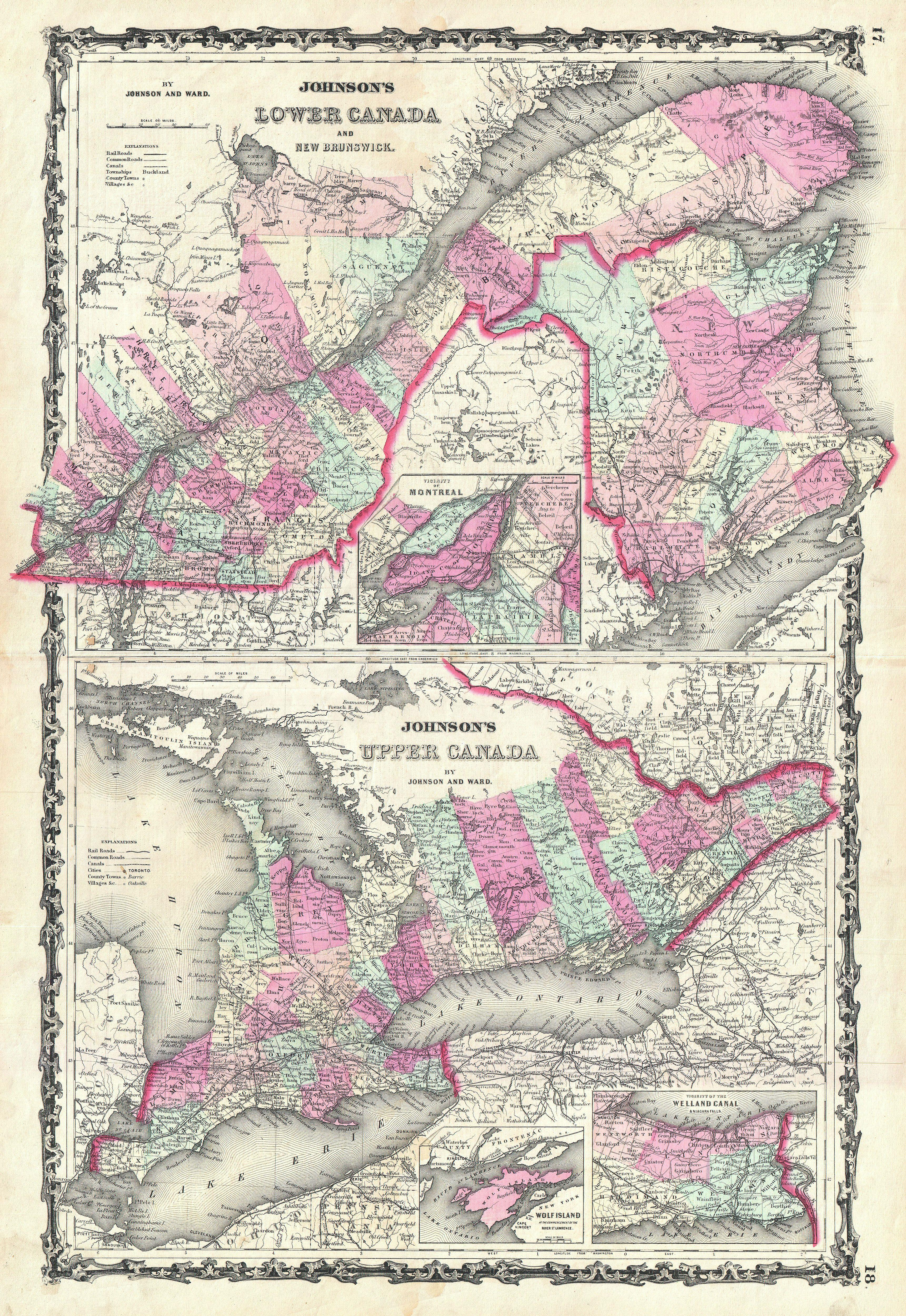
Alvin J. Johnson: Ober- und Niederkanada

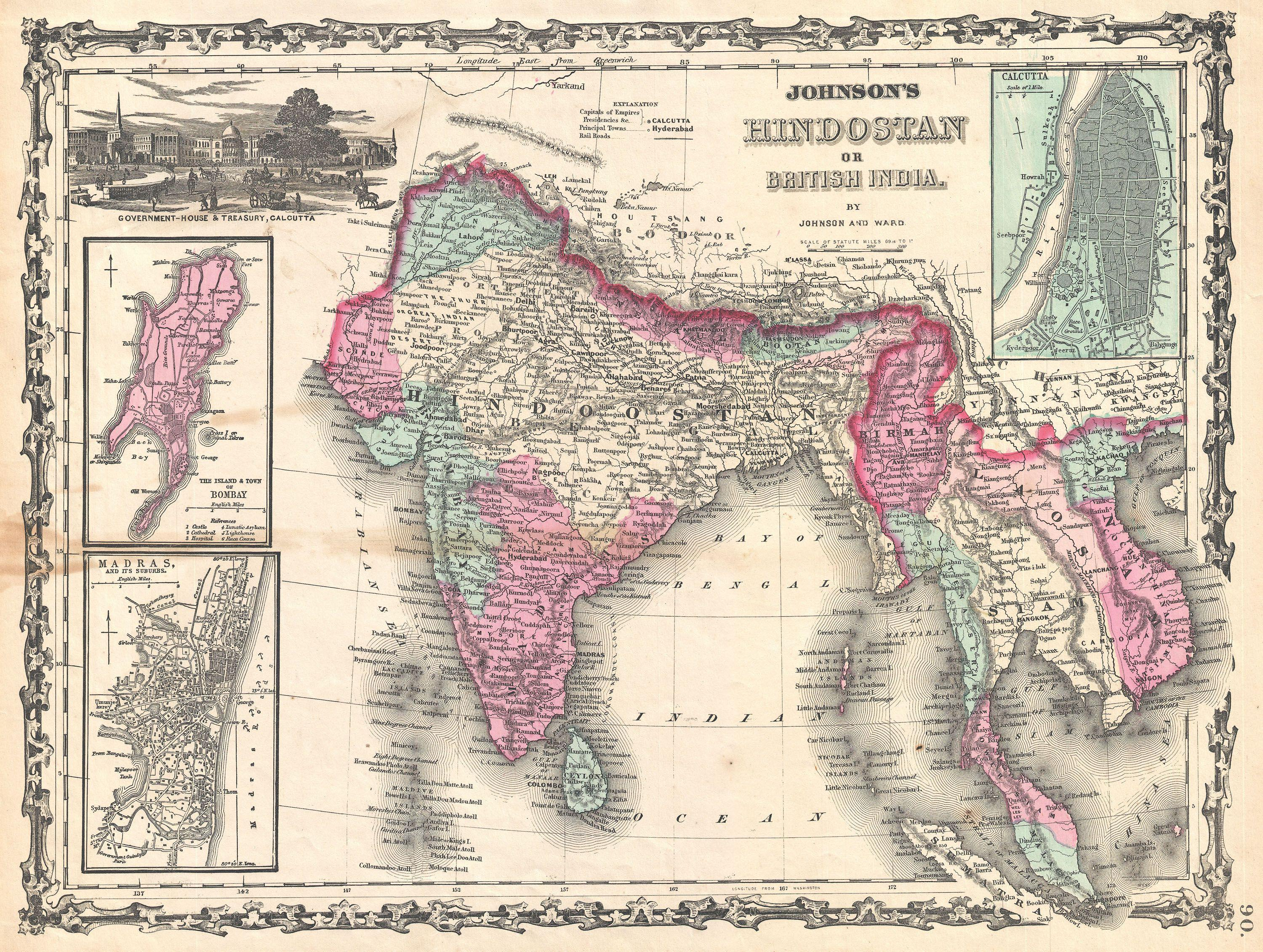
Alvin J. Johnson: Britisch-Indien

## Geboren

### Januar/Februar
- 03. Januar: Charles L. Burrill, US-amerikanischer Politiker († 1931)
- 03. Januar: Michail von Dolivo-Dobrowolsky, russischer Ingenieur († 1919)
- 03. Januar: Max Littmann, deutscher Architekt († 1931)
- 03. Januar: Heinrich August Meißner, deutscher Ingenieur und osmanischer Pascha († 1940)
- 03. Januar: Matthew Nathan, britischer Offizier und Kolonialbeamter († 1939)
- 04. Januar: Louis F. Hart, US-amerikanischer Politiker († 1929)
- 05. Januar: Inès de Bourgoing, französische Krankenschwester und Präsidentin des Französischen Roten Kreuzes, erste Frau, die mit dem Großkreuz der Ehrenlegion ausgezeichnet wurde († 1953)
- 06. Januar: August Oetker, deutscher Erfinder des gebrauchsfertigen Backpulvers († 1918)
- 09. Januar: Maurice Arthus, französischer Physiologe († 1945)
- 09. Januar: Agnes Bluhm, deutsche Ärztin († 1943)
- 12. Januar: John George Adami, britisch-kanadischer Pathologe († 1926)
- 14. Januar: Rosalía Abreu, kubanische Tierzüchterin und Verhaltensforscherin († 1930)
- 15. Januar: Loïe Fuller, US-amerikanische Burlesk-Schauspielerin, Sängerin († 1928)
- 18. Jänner: Anna Jäger, österreichisch-deutsche Opernsängerin († 1937)
- 20. Januar: Xaver Terofal, deutscher Schauspieler († 1940)
- 20. Januar: Carl von Tubeuf, deutscher Pflanzenpathologe und Professor († 1941)
- 21. Januar: Ewald Müller, deutscher Lehrer, Heimatdichter und Heimatforscher († 1932)
- 21. Januar: Lodovico Scarfiotti, italienischer Jurist und Unternehmer († 1924)
- 22. Januar: Vito Cascio Ferro, italienischer Mafioso († 1943)
- 23. Januar: Anton Delbrück, deutscher Psychiater († 1944)

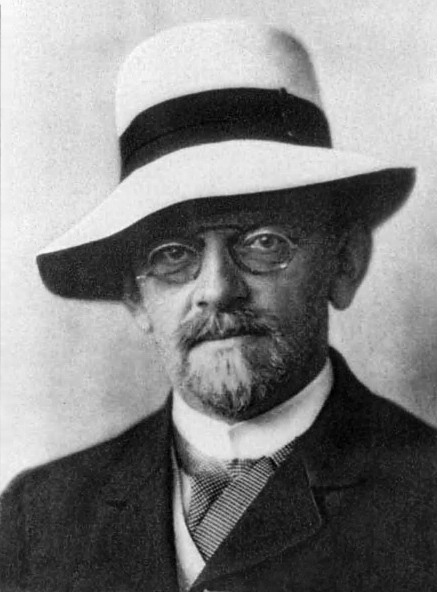
David Hilbert, 1912

- 23. Januar: David Hilbert, deutscher Mathematiker († 1943)
- 23. Januar: Ovington Weller, US-amerikanischer Politiker († 1947)
- 24. Januar: Alfons von Bayern, bayrischer Prinz († 1933)
- 24. Januar: Edith Wharton, US-amerikanische Romanautorin († 1937)
- 29. Januar: Frederick Delius, englischer Komponist († 1934)
- 30. Januar: Alfred Stabell, norwegischer Sportschütze († 1942)
- 01. Februar: Anastasius Nordenholz, deutsch-argentinischer Wirtschaftsphilosoph († 1953)
- 03. Februar: Ján Kvačala, slowakischer evangelisch-lutherischer Theologe, Religionshistoriker und Hochschullehrer († 1934)
- 05. Februar: Aleksander Kakowski, Erzbischof von Warschau und Kardinal († 1938)
- 05. Februar: Felipe Villanueva, mexikanischer Komponist († 1893)
- 05. Februar: Oskar Herrfurth, deutscher Maler und Illustrator († 1934)
- 06. Februar: Rafaela Serrano Rodríguez, kubanische Pianistin und Musikpädagogin spanischer Herkunft († 1938)
- 07. Februar: Horace F. Graham, US-amerikanischer Politiker († 1941)
- 07. Februar: Edward Granville Browne, britischer Orientalist († 1926)
- 08. Februar: Károly Ferenczy ungarischer Maler des Impressionismus († 1917)
- 10. Februar: Marius Anton von Attems-Heiligenkreuz, österreichischer K.u.K. Statthalter im Königreich Dalmatien und Geheimer Rat († 1947)
- 12. Februar: Brito Camacho, portugiesischer Politiker († 1934)
- 14. Februar: Elise Bartels, deutsche Lehrerin, Frauenrechtlerin und Bürgerschaftsabgeordnete in Lübeck († 1940)
- 14. Februar: Agnes Pockels, deutsche Physikerin und Chemikerin († 1935)
- 15. Februar: Sawwa Timofejewitsch Morosow, russischer Kaufmann, Industrieller, Mäzen und Philanthrop († 1905)
- 17. Februar: Mori Ōgai, japanischer Arzt, Romanautor und Übersetzer († 1922)
- 21. Februar: Emiliana Concha de Ossa, südamerikanisches Künstlermodell und Muse († 1905)
- 22. Februar: Louise Dumont, deutsche Schauspielerin und Theaterleiterin († 1932)
- 24. Februar: Harry Puder, deutscher Offizier († 1933)
- 27. Februar: Sophie Gräfin Attems-Heiligenkreuz, österreichische Schriftstellerin († 1937)
- 27. Februar: Hamilton Fish Kean, US-amerikanischer Politiker († 1941)
- 28. Februar: Rudolf Huch, deutscher Jurist und Schriftsteller († 1943)

### März/April
- 04. März: Robert Emden, Schweizer Physiker und Astrophysiker († 1940)
- 04. März: Norman Gale, englischer Lyriker († 1942)
- 04. März: George H. Prouty, US-amerikanischer Politiker († 1918)
- 05. März: Siegbert Tarrasch, deutscher Schachgroßmeister († 1934)
- 07. März: René Bohn, deutscher Chemiker († 1922)
- 07. März: Josef Strzygowski, polnischer Kunsthistoriker († 1941)
- 12. März: Alfredo Peri-Morosini, Schweizer katholischer Bischof († 1931)
- 12. März: Richard Skowronnek, deutscher Journalist und Schriftsteller († 1932)
- 13. März: Theodor Des Coudres, deutscher Physiker († 1926)
- 13. März: Wilhelm Weigand, deutscher Dichter und Schriftsteller († 1949)
- 14. März: Emil Beurmann, Schweizer Schriftsteller, Dichter, Zeichner und Maler († 1951)
- 17. März: Silvio Gesell, deutscher Kaufmann, Finanztheoretiker († 1930)
- 17. März: Heinrich Vogelsang, deutscher Kaufmann und Konsul († 1914)
- 20. März: Adolf Braun, österreichisch-deutscher sozialdemokratischer Politiker und Journalist († 1929)
- 25. März: Richard Cornelius Kukula, österreichischer Altphilologe († 1919)
- 25. März: May Morris, britische Unternehmerin († 1938)
- 25. März: George Sutherland, US-amerikanischer Politiker und Richter († 1942)

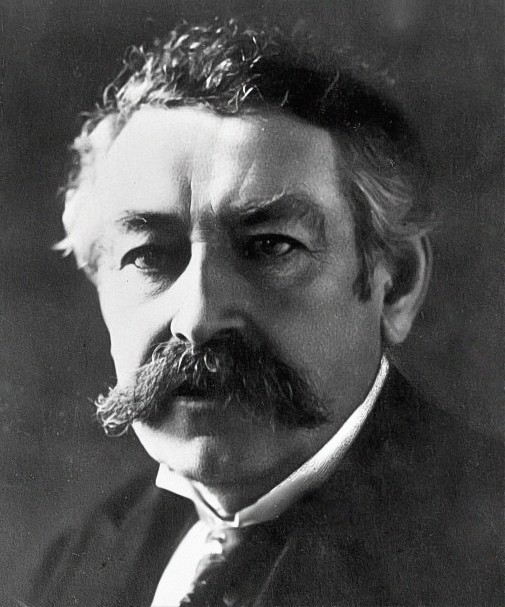
Aristide Briand

- 28. März: Aristide Briand, französischer Ministerpräsident und Außenminister († 1932)
- 28. März: Heinrich Susemihl, deutscher Bildnismaler und Illustrator († 1942)
- 29. März: Carl Busch, US-amerikanischer Komponist († 1943)
- 30. März: Wilhelm Bode, deutscher Lehrer und Schriftsteller, Aktivist einer Antialkoholiker-Bewegung († 1922)
- 31. März: Claude A. Swanson, US-amerikanischer Politiker († 1939)
- 02. April: Nicholas Murray Butler, US-amerikanischer Philosoph und Publizist, Friedensnobelpreisträger († 1947)
- 02. April: Adalbert Seligmann, österreichischer Maler und Kunstkritiker († 1945)
- 02. April: William Bauchop Wilson, US-amerikanischer Politiker († 1934)
- 04. April: Wilhelm Altmann, deutscher Musikhistoriker und Bibliothekar († 1951)
- 04. April: Max Crone, deutscher Theologe und Schriftsteller († 1939)
- 07. April: William Haselden Ellerbe, US-amerikanischer Politiker († 1899)
- 08. April: August Aschinger, deutscher Gastronom († 1911)
- 09. April: Teuvo Pakkala, finnischer Schriftsteller († 1925)
- 11. April: Heinrich Cunow, deutscher Politiker († 1936)
- 11. April: Charles Evans Hughes, US-amerikanischer Politiker († 1948)
- 11. April: Thomas Kearns, US-amerikanischer Politiker († 1918)
- 12. April: Jean-Baptiste Reboul, französischer Koch († 1926)
- 13. April: Maximilian Modde, deutscher Maler († 1933)
- 14. April: Martin Grove Brumbaugh, US-amerikanischer Politiker († 1930)
- 14. April: Pjotr Stolypin, russischer Politiker († 1911)
- 20. April: Clemens Pfau, deutscher Heimatforscher († 1946)
- 22. April: Jeanne Chauvin, französische Rechtsanwältin († 1926)
- 24. April: Nathaniel B. Dial, US-amerikanischer Politiker († 1940)
- 24. April: Tomitaro Makino, japanischer Botaniker († 1957)
- 26. April: Friedrich Austerlitz, österreichischer Journalist und Politiker († 1931)
- 29. April: Carl Friedemann, Schweizer Komponist und Dirigent († 1952)

### Mai/Juni
- 02. Mai: Maurice Emmanuel, französischer Komponist († 1938)
- 02. Mai: Heinrich Kraus von Elislago, österreichischer Feldmarschallleutnant († 1932)
- 06. Mai: Oscar Underwood, US-amerikanischer Politiker († 1929)
- 08. Mai: Hugo Erdmann, deutscher Chemiker († 1910)
- 11. Mai: Albert Arnstadt, deutscher Politiker († 1947)
- 11. Mai: Franklin S. Billings, US-amerikanischer Politiker († 1935)
- 12. Mai: Oskar Freiwirth-Lützow, deutscher Maler († 1925)
- 12. Mai: Johannes Poggenburg, deutscher katholischer Bischof († 1933)
- 15. Mai: Cassius Keyser, US-amerikanischer Mathematiker († 1947)
- 15. Mai: Nils Posse, schwedischer Sportpädagoge († 1895)
- 15. Mai: Arthur Schnitzler, österreichischer Erzähler und Dramatiker († 1931)
- 16. Mai: Margaret Fountaine, britische Schmetterlingsforscherin († 1940)
- 16. Mai: Andrieus A. Jones, US-amerikanischer Politiker († 1927)
- 18. Mai: Hans von Ramsay, deutscher Offizier und Forschungsreisender († 1938)
- 18. Mai: Theodor Scheinpflug, deutsch-baltischer Pastor und evangelischer Märtyrer († 1919)
- 18. Mai: Albert von Schrenck-Notzing, deutscher Mediziner und Parapsychologe († 1929)
- 19. Mai: João do Canto e Castro, portugiesischer Admiral und Staatspräsident († 1934)
- 21. Mai: Gustav Eichhorn, deutscher Mediziner und Prähistoriker († 1929)
- 23. Mai: Hermann Gunkel, deutscher protestantischer Theologe († 1932)
- 23. Mai: Hermann Obrist, deutsch-schweizerischer Bildhauer und Mitbegründer des Jugendstils († 1927)
- 25. Mai: Vincent Gottofrey, Schweizer Jurist, Hochschullehrer und Politiker († 1919)
- 27. Mai: Feliksa Kozłowska, polnische Ordensfrau († 1921)
- 28. Mai: Theodor Fischer, deutscher Architekt und Stadtplaner († 1938)
- 28. Mai: Henry Slocum, US-amerikanischer Tennisspieler († 1949)
- 29. Mai: Paul Weitz, deutscher Journalist († 1939)
- 30. Mai: Anton Ažbe, österreichischer Maler slowenischer Herkunft († 1905)
- 02. Juni: Julius Tafel, deutscher Chemiker († 1918)
- 03. Juni: Humfrey Anger, kanadischer Organist, Komponist, Dirigent und Musikpädagoge († 1913)
- 04. Juni: Teresa Claramunt, spanische Feministin, Anarchistin und Syndikalistin († 1931)
- 04. Juni: Camille Decoppet, Schweizer Politiker († 1925)
- 05. Juni: Allvar Gullstrand, schwedischer Mediziner, Nobelpreisträger († 1930)

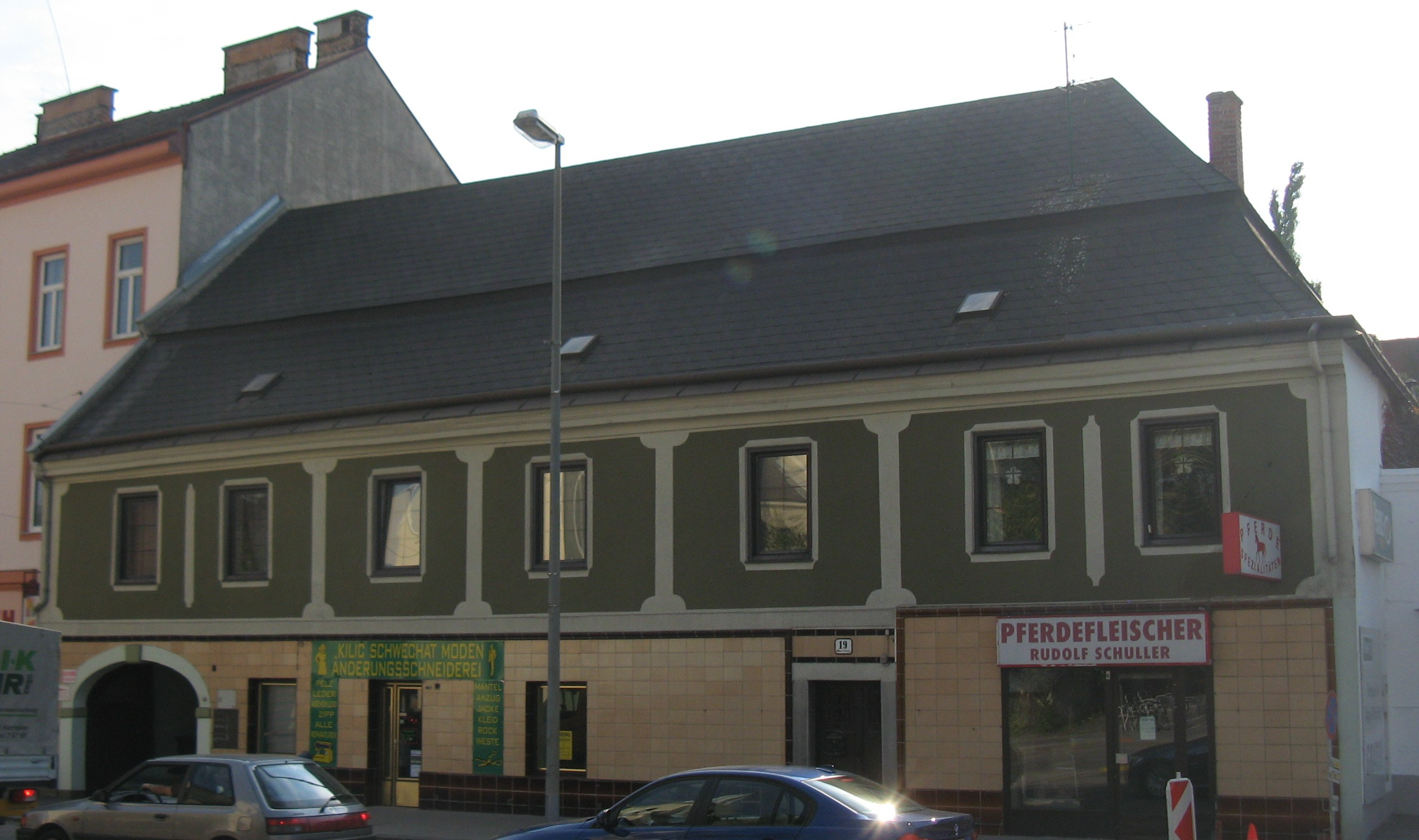
Geburtshaus Seidler von Feuchteneggs in Schwechat

- 05. Juni: Ernst Seidler von Feuchtenegg, österreichischer Jurist, Universitätsprofessor, Politiker und k.k. Ministerpräsident († 1931)
- 06. Juni: Leopold Armbruster, deutscher Bildhauer († 1936)
- 07. Juni: Felix von Arnim, preußischer Offizier und Kammerherr († 1919)
- 07. Juni: Kauppis-Heikki, finnischer Schriftsteller († 1920)

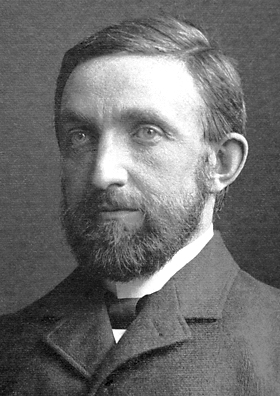
Philipp Lenard (um 1905)

- 07. Juni: Philipp Lenard, deutscher Physiker und Nobelpreisträger († 1947)
- 08. Juni: David Ogden Watkins, US-amerikanischer Politiker († 1938)
- 09. Juni: Herbert Baker, britischer Architekt († 1946)
- 10. Juni: Alfons Maria Augner, schweizerischer Benediktinermönch († 1938)
- 12. Juni: Wilhelm Meyer-Förster, deutscher Schriftsteller († 1934)
- 13. Juni: Jules Perréard, Schweizer Unternehmer und Politiker († 1930)
- 14. Juni: John Joseph Glennon, Erzbischof von St. Louis und Kardinal († 1946)
- 15. Juni: Otto Wiener, deutscher Physiker († 1927)
- 16. Juni: Len Small, US-amerikanischer Politiker († 1936)
- 17. Juni: Franz Servaes, deutscher Journalist, Kritiker und Schriftsteller († 1947)
- 18. Juni: Otto Immisch, deutscher Altphilologe († 1936)
- 19. Juni: Leo von Dobschütz, preußischer Generalmajor († 1934)
- 21. Juni: Friedrich Wilhelm Franke, deutscher Organist († 1932)
- 21. Juni: Damrong Rajanubhab, Innenminister Thailands, Archäologe († 1943)
- 21. Juni: Henry Holden Huss, US-amerikanischer Komponist († 1953)
- 21. Juni: Johannes Schlaf, deutscher Dramatiker, Erzähler und Übersetzer († 1941)
- 25. Juni: Johannes von Hieber, liberaler Politiker und Staatspräsident in Württemberg († 1951)
- 27. Juni: Hanka Petzold, norwegisch-deutsche Sängerin, Pianistin und Musikpädagogin in Japan († 1937)
- 27. Juni: Hermann Pflaum, russischer Physiker, Naturforscher, Pädagoge und Hochschullehrer deutsch-baltischer Herkunft († 1912)
- 27. Juni: Johann Puch, österreichischer Ingenieur und Industrieller († 1914)

### Juli/August
- 01. Juli: Besim Ömer Akalın, türkischer Professor und Politiker († 1940)
- 02. Juli: William Henry Bragg, englischer Physiker und Nobelpreisträger († 1942)
- 02. Juli: Christopher Cradock, britischer Konteradmiral († 1914)
- 03. Juli: Bolesława Maria Lament, polnische Nonne, Ordensgründerin und Selige († 1946)
- 04. Juli: Walter L. Fisher, US-amerikanischer Politiker († 1935)
- 05. Juli: Horatio Caro, englischer Schachspieler († 1920)
- 09. Juli: Carl Thiel, deutscher Organist, Kirchenmusiker und Professor für Musik († 1939)
- 10. Juli: August Wilhelm Andernach, deutscher Fabrikant, Großgrundbesitzer und Alpinist († 1942)
- 10. Juli: Helene Schjerfbeck, finnlandschwedische Malerin († 1946)
- 11. Juli: Liza Lehmann, englische Komponistin, Sängerin und Pianistin († 1918)
- 12. Juli: Hermann Conradi, deutscher Schriftsteller († 1890)

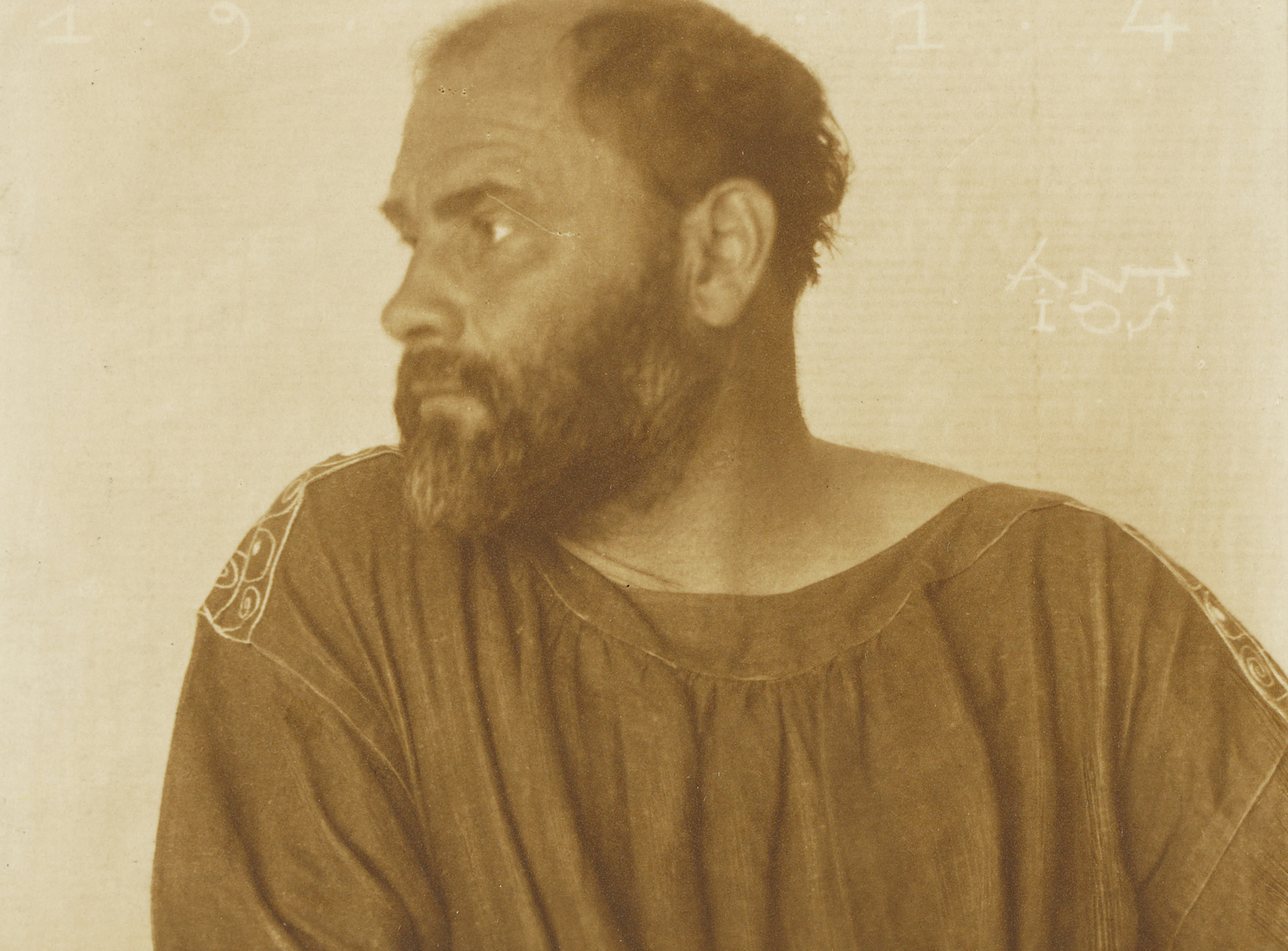
Gustav Klimt, 1913

- 14. Juli: Gustav Klimt, österreichischer Maler († 1918)
- 15. Juli: Frank P. Flint, US-amerikanischer Politiker († 1929)
- 15. Juli: Ludwig Fulda, deutscher Germanist, Philosoph und Autor († 1939)
- 17. Juli: Oscar Levertin, schwedischer Schriftsteller († 1906)
- 18. Juli: Kadambini Ganguly, indische Medizinerin († 1923)
- 22. Juli: Alfredo Helsby, chilenischer Maler († 1933)
- 23. Juli: Franz Amann, liechtensteinischer Politiker († 1945)
- 26. Juli: George B. Cortelyou, US-amerikanischer Politiker († 1940)
- 28. Juli: Curt Agthe, deutscher Genre- und Landschaftsmaler († 1943)
- 29. Juli: Percy Moran, US-amerikanischer Maler († 1935)
- 30. Juli: Nikolai Judenitsch, russischer General († 1933)
- 31. Juli: Hans Sträuli, Schweizer Jurist und Politiker († 1938)
- 01. August: Montague Rhodes James, englischer Horror- und Fantasyautor († 1936)
- 02. August: Duncan Campbell Scott, kanadischer Lyriker und Erzähler († 1947)
- 04. August: Ludwig Aub, deutscher Buchhändler, Schriftsteller, Graphologe und Hellseher († 1926)
- 05. August: Selma von der Heydt, deutsche Mäzenin († 1944)
- 05. August: Joseph Merrick, der „Elefantenmensch“ († 1890)
- 07. August: Viktoria von Baden, schwedische Königin († 1930)
- 12. August: Alfred Kaiser, Schweizer Afrika- und Sinaiforscher († 1930)
- 14. August: Heinrich von Preußen, preußischer Prinz, Marineoffizier, Admiral († 1929)
- 14. August: Fritz Schenck, deutscher Physiologe († 1916)
- 16. August: Ludwig Plate, deutscher Zoologe († 1937)
- 20. August: Jesse Carleton, US-amerikanischer Golfer († 1921)
- 20. August: Paul Stäckel, deutscher Mathematiker († 1919)
- 21. August: Emilio Salgari, italienischer Schriftsteller († 1911)

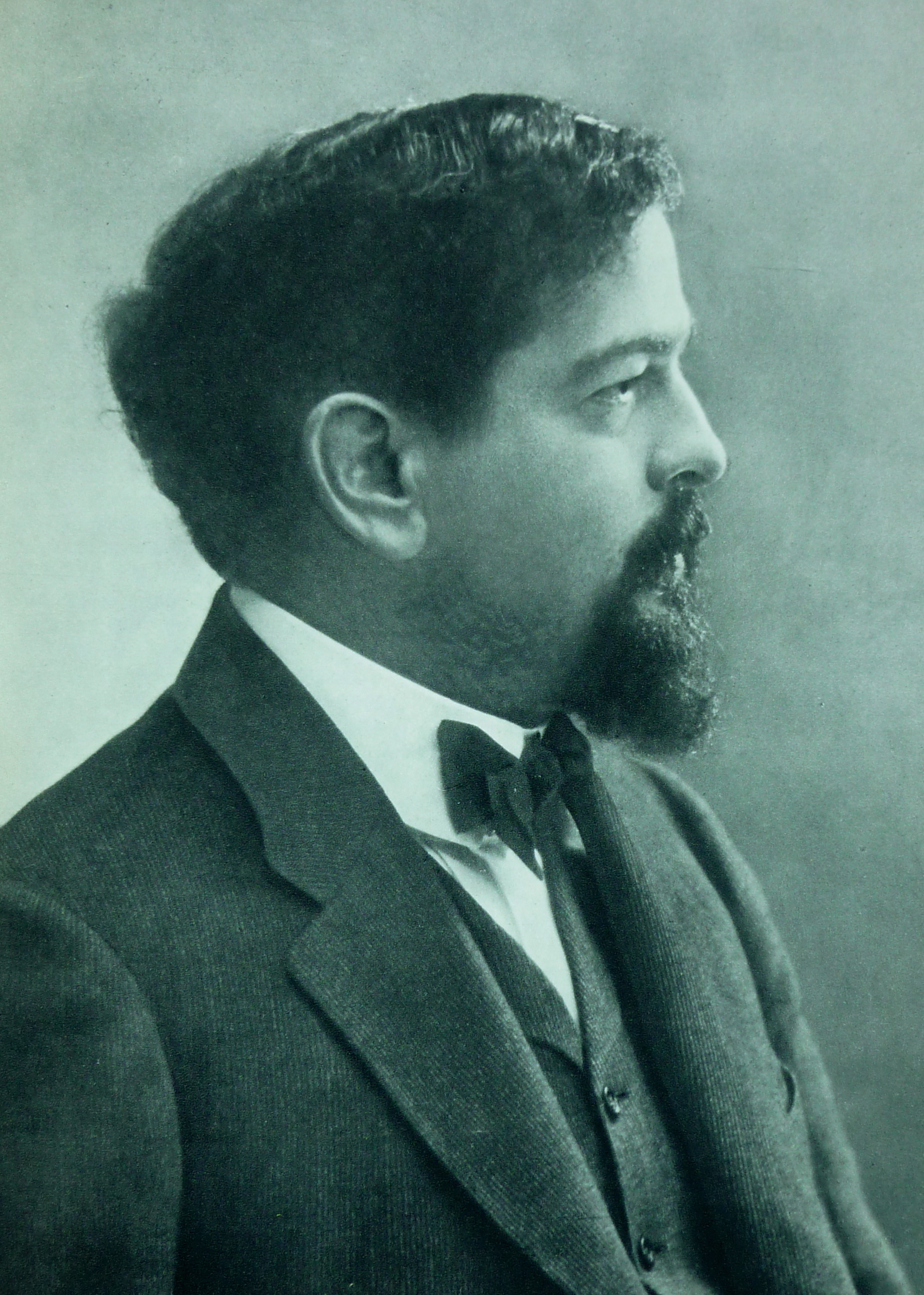
Claude Debussy, etwa 1908

- 22. August: Claude Debussy, französischer Komponist († 1918)
- 24. August: Karl Dehner, deutscher Heimatforscher († 1914)
- 25. August: Louis Barthou, französischer Politiker († 1934)
- 26. August: Theodor Siebs, deutscher Germanist († 1941)
- 27. August: Abram Archipow, russischer Maler († 1930)
- 29. August: Andrew Fisher, australischer Politiker und Premierminister († 1928)
- 29. August: Ernst Meumann, deutscher Experimentalpsychologe († 1915)
- 29. August: Maurice Maeterlinck, belgischer Schriftsteller und Nobelpreisträger († 1949)

### September/Oktober
- 01. September: Adolphe Appia, Schweizer Architekt († 1928)
- 01. September: Inazō Nitobe, japanischer Gelehrter und Völkerbund-Sekretär († 1933)
- 02. September: Alphons Diepenbrock, niederländischer Komponist, Schriftsteller und Altphilologe († 1921)
- 02. September: Carl Heicke, deutscher Gartenarchitekt († 1938)
- 04. September: Hermann Winnefeld, deutscher Archäologe († 1918)
- 06. September: Magnus Hofberg, schwedischer Instrumentenbauer und Unternehmer († 1919)
- 07. September: Paul Eduard Crodel, deutscher Landschaftsmaler († 1928)
- 07. September: Louis Tuaillon, preußischer Bildhauer († 1919)
- 08. September: Karl Ludwig Werner, deutscher Organist und Komponist († 1902)
- 10. September: Josef Sapl, österreichischer Orgelbauer († 1925)
- 11. September: Julian Byng, Kommandeur der kanadischen Armee, Generalgouverneur von Kanada († 1935)
- 11. September: Hawley Crippen, US-amerikanischer Arzt und Mörder († 1910)
- 11. September: Augustin Henninghaus, deutscher Missionar und Bischof († 1939)
- 11. September: O. Henry, US-amerikanischer Schriftsteller († 1910)
- 14. September: Eugen Ehrlich, österreichischer Jurist, Rechtssoziologe († 1922)
- 15. September: Friedrich von Lindequist, deutscher Gouverneur von Deutsch-Südwestafrika († 1945)
- 16. September: Juliusz Bursche, Landesbischof von Polen († 1942)
- 16. September: Selden P. Spencer, US-amerikanischer Politiker († 1925)
- 19. September: Carl Apstein, deutscher Zoologe († 1950)
- 19. September: Augustin Wibbelt, niederdeutscher Autor und Theologe († 1947)
- 24. September: Leonard Leslie Brooke, britischer Illustrator und Autor († 1940)
- 25. September: Léon Boëllmann, französischer Organist und Komponist († 1897)
- 25. September: Max Dreyer, deutscher Schriftsteller und Dramatiker († 1946)
- 25. September: Karl Geiser, Schweizer Hochschullehrer, Behördenleiter und Heimatforscher († 1930)
- 25. September: Julius Schwarz, deutscher Orgelbauer († 1934)
- 26. September: Ernst Kromayer, deutscher Dermatologe und Hochschullehrer († 1933)

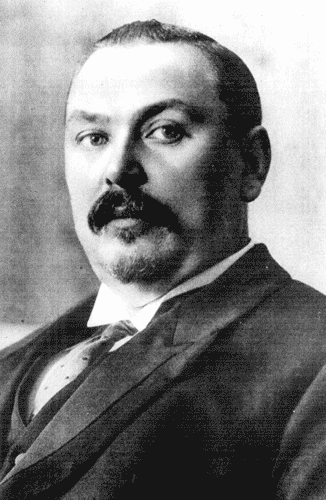
Louis Botha, vor 1915

- 27. September: Louis Botha, Premierminister der Südafrikanischen Union († 1919)
- 27. September: Kurt von Wahlen-Jürgass, preußischer General († 1935)
- 30. September: Georgi Konjus, russischer Komponist († 1933)
- 30. September: Josef Laßletzberger, österreichischer Militärkapellmeister und Komponist († 1939)
- 01. Oktober: Henri Andoyer, französischer Astronom und Mathematiker († 1929)
- 01. Oktober: Esther Boise Van Deman, US-amerikanische Archäologin († 1937)
- 02. Oktober: Karl Ebermaier, deutscher Gouverneur von Kamerun († 1943)
- 02. Oktober: Frank Sandford US-amerikanischer Prediger, Prophet und Gemeinschaftsgründer († 1948)
- 02. Oktober: Angiolina Vonmoos, Schweizer rätoromanische Autorin († 1955)
- 03. Oktober: Andrew Jackson Montague, US-amerikanischer Politiker († 1937)
- 04. Oktober: Sebastian Finsterwalder, bayerischer Mathematiker und Geodät († 1951)
- 05. Oktober: Wilhelm Solf, deutscher Politiker und Gouverneur von Samoa († 1936)
- 06. Oktober: Joseph Weldon Bailey, US-amerikanischer Politiker († 1929)
- 07. Oktober: Otto Ernst, deutscher Schriftsteller († 1926)
- 07. Oktober: Rudolf Much, österreichischer Germanist und Skandinavist († 1936)
- 08. Oktober: Emil von Sauer, deutscher Komponist, Pianist und Musikpädagoge († 1942)
- 09. Oktober: Henry L. Myers, US-amerikanischer Politiker († 1943)
- 10. Oktober: Emil Mayrisch, luxemburgischer Stahlindustrieller, Präsident des Direktoriums der ARBED († 1928)

Theodor Boveri

- 12. Oktober: Theodor Boveri, deutscher Biologe († 1915)
- 12. Oktober: Ferdinand Pfohl, deutscher Musikkritiker, Schriftsteller und Komponist († 1949)
- 13. Oktober: John Rogers Commons, US-amerikanischer Ökonom und Soziologe († 1945)
- 13. Oktober: Mary Kingsley, englische Ethnologin und Reiseschriftstellerin († 1900)
- 15. Oktober: Conrad Ansorge, deutscher Pianist, Komponist und Musikpädagoge († 1930)
- 16. Oktober: Hans Apel-Pusch, deutscher Offizier († 1921)
- 16. Oktober: Hermann von Gottschall, deutscher Schachspieler († 1933)
- 18. Oktober: Heinrich Weizsäcker, deutscher Kunsthistoriker († 1945)
- 19. Oktober: Maurice Janin, französischer General († 1946)
- 19. Oktober: Auguste Lumière, französischer Unternehmer, Erfinder und Filmpionier († 1954)
- 24. Oktober: Philipp Siesmayer, deutscher Gartenarchitekt († 1935)
- 24. Oktober: Daniel Swarovski, österreichisch-böhmischer Glasschleifer und Gründer des Unternehmens Swarovski († 1956)
- 26. Oktober: Hilma af Klint, schwedische Malerin († 1944)
- 26. Oktober: Georg Wentzel, deutscher Altphilologe († 1919)
- 27. Oktober: Georges de Montenach, Schweizer Autor und Politiker († 1925)
- 28. Oktober: Felix Graf von Merveldt, deutscher Beamter und Politiker († 1926)
- 28. Oktober: Frank Thomas, Schweizer evangelischer Geistlicher und Hochschullehrer († 1928)
- 30. Oktober: Anton Funtek, slowenischer Schriftsteller († 1932)
- 30. Oktober: Friedrich Meinecke, deutscher Historiker und Universitätsprofessor († 1954)

### November/Dezember
- 01. November: Johan Wagenaar, niederländischer Komponist und Organist († 1941)
- 02. November: Maironis, Pseudonym des litauischen Nationaldichters Jonas Mačiulis († 1932)
- 07. November: Louis Svećenski, kroatisch-amerikanischer Bratschist, Geiger und Musikpädagoge († 1926)
- 08. November: Jonas Burki, Schweizer Landwirt und Politiker († 1923)
- 10. November: Adolf Wallenberg, deutscher Internist und Neurologe († 1949)
- 12. November: Georg L. Sarauw, dänischer Archäologe († 1928)
- 14. November: Hermann Gocht, deutscher Pfarrer und erster Sächsischer Gehörlosenseelsorger († 1959)
- 15. November: Adolf Bartels, deutscher Schriftsteller und Literaturhistoriker († 1945)

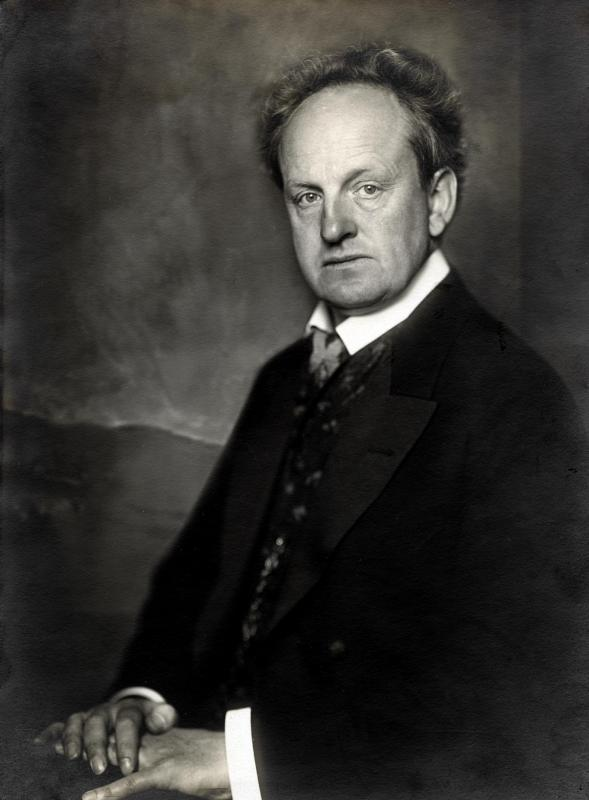
Gerhart Hauptmann, 1914

- 15. November: Gerhart Hauptmann, deutscher Schriftsteller des Naturalismus († 1946)
- 16. November: Jacques Rouché, französischer Herausgeber und Operndirektor († 1957)
- 17. November: Karl Angermayer, österreichischer Politiker († 1941)
- 20. November: Georges Palante, französischer Philosoph und Anarchist († 1925)
- 23. November: Théo van Rysselberghe, flämischer Maler des Pointillismus († 1926)
- 23. November: Alberto Williams, argentinischer Komponist und Dirigent († 1952)
- 24. November: Bernhard Stavenhagen, deutscher Komponist und Pianist († 1914)
- 25. November: Gaston Frommel, französisch-schweizerischer evangelischer Geistlicher und Hochschullehrer († 1906)
- 26. November: Hans Gabriel Jentzsch, deutscher Grafiker, Illustrator, Karikaturist († 1930)
- 29. November: Friedrich Klose, deutscher Komponist († 1942)
- 29. November: Gustav Ritter von Kahr, bayerischer Ministerpräsident († 1934)
- 30. November: Karl Brauckmann, deutscher Sonderpädagoge († 1938)
- 05. Dezember: William Walker Atkinson, US-amerikanischer Kaufmann, Anwalt und Autor († 1932)
- 06. Dezember: Paul Adam, französischer Schriftsteller († 1920)
- 06. Dezember: Sebald Rudolf Steinmetz, niederländischer Ethnologe und Soziologe († 1940)
- 08. Dezember: Georges Feydeau, französischer Dramatiker († 1921)
- 11. Dezember: John H. Arnold, US-amerikanischer Politiker († 1944)

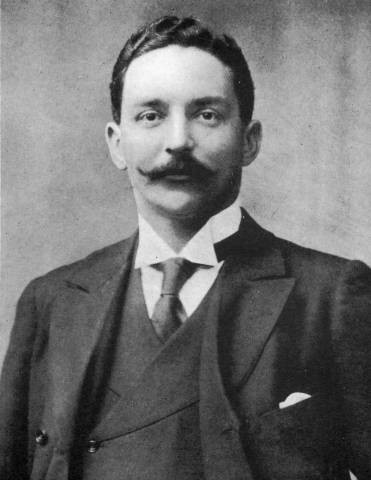
Joseph Bruce Ismay (1912)

- 12. Dezember: J. Bruce Ismay, britischer Geschäftsmann und Direktor der White Star Line, Überlebender der Titanic-Katastrophe († 1937)
- 17. Dezember: Moriz Rosenthal, polnisch-amerikanischer Pianist († 1946)
- 18. Dezember: Ulrich Wilcken, deutscher Althistoriker und Papyrologe († 1944)
- 19. Dezember: Warwara Matwejewna Barusdina, russische bzw. sowjetische Malerin († 1941)
- 19. Dezember: Ruth Bré, deutsche Mutterrechtlerin, Frauenrechtlerin, Schriftstellerin, Journalistin, Theaterschreiberin und radikale Patriarchatskritikerin († 1911)
- 20. Dezember: Washington Ellsworth Lindsey, US-amerikanischer Politiker († 1926)
- 22. Dezember: Walter Samuel Goodland, US-amerikanischer Politiker († 1947)
- 23. Dezember: Hans Wessely, österreichischer Geiger und Musikpädagoge († 1926)
- 24. Dezember: Alma del Banco, deutsche Malerin der Moderne († 1943)
- 25. Dezember: Lee Meriwether, US-amerikanischer Schriftsteller, Jurist und Diplomat († 1966)
- 28. Dezember: Morris Rosenfeld, US-amerikanischer Lyriker († 1923)
- 31. Dezember: Richard Abramowski, deutscher evangelischer Theologe († 1932)
- 31. Dezember: Paula Dehmel, deutsche Schriftstellerin († 1918)
- 31. Dezember: Albert Sleeper, US-amerikanischer Politiker († 1934)

### Genaues Geburtsdatum unbekannt
- Isabelle Bean, englisch-australische Krankenschwester, Frauenrechtlerin, Feministin und Theosophin († 1939)
- Bajram Curri, albanischer Freiheitskämpfer († 1925)
- Edmund Duggan, australischer Schauspieler und Dramatiker († 1938)
- Friedrich Eichlam, deutscher Kakteensammler († 1911)
- Diran Kelekian, türkischer Journalist und Gelehrter († 1915)
- Emmanuel Lafarge, französischer Opernsänger († 1911)
- Frederick Maxson, US-amerikanischer Komponist und Organist († 1934)
- José Ovidio García, dominikanischer Klarinettist, Dirigent und Musikpädagoge († 1919)

## Gestorben

### Januar bis März
- 03. Januar: John Hemphill, US-amerikanischer Jurist und Politiker (* 1803)
- 04. Januar: Josef Messner, böhmischer Schriftsteller und Dichter (* 1822)
- 05. Januar: Franz Joseph Fröhlich, deutscher Musikwissenschaftler und Pädagoge (* 1780)

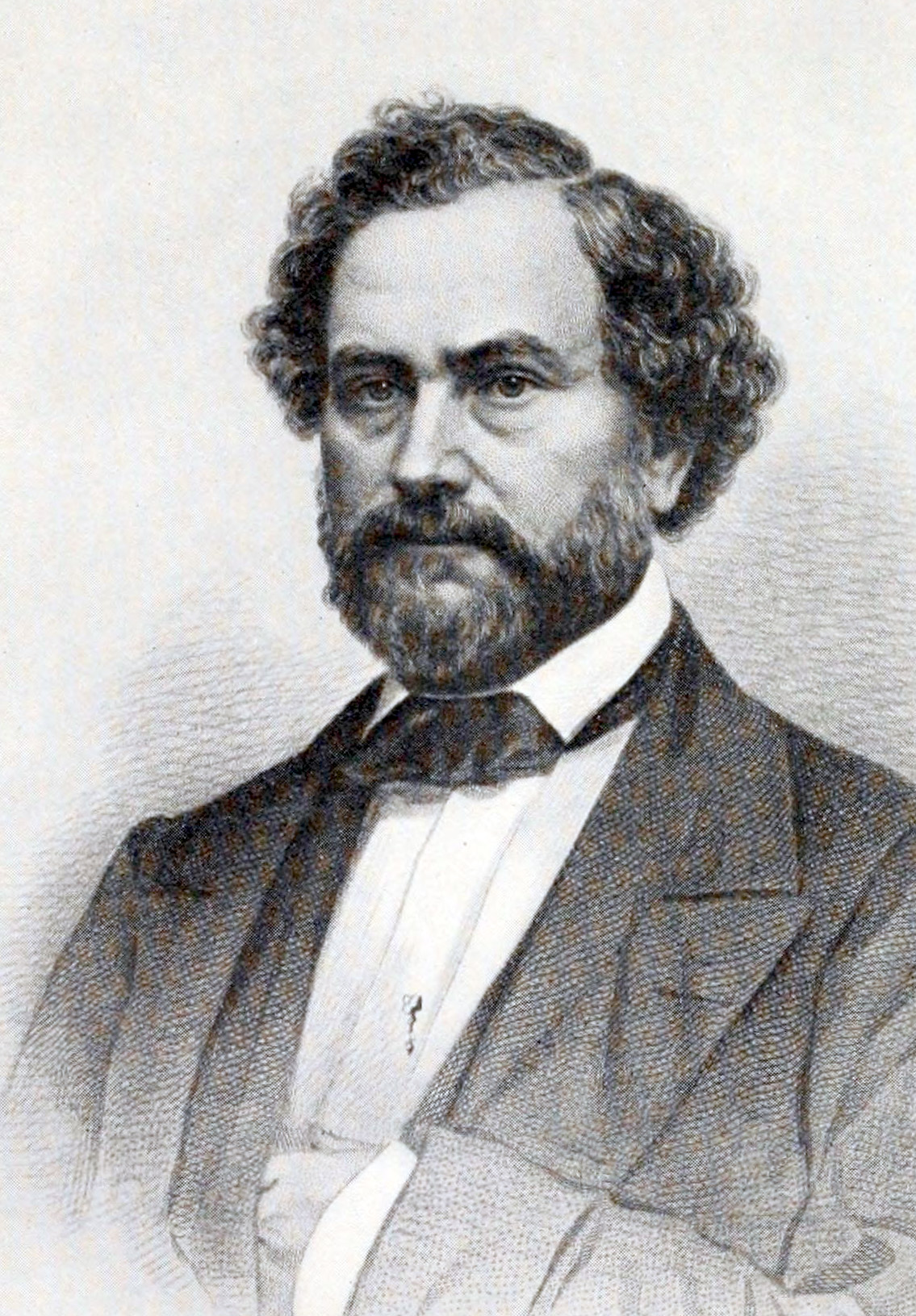
Samuel Colt

- 10. Januar: Samuel Colt, US-amerikanischer Erfinder und Waffenhersteller (* 1814)
- 11. Januar: José Santos Guardiola, Präsident von Honduras (* 1816)
- 12. Januar: Jørgen Herman Vogt, norwegischer Jurist und Politiker (* 1784)
- 16. Januar: Manuel da Silva Passos, portugiesischer Rechtsanwalt und Politiker (* 1801)

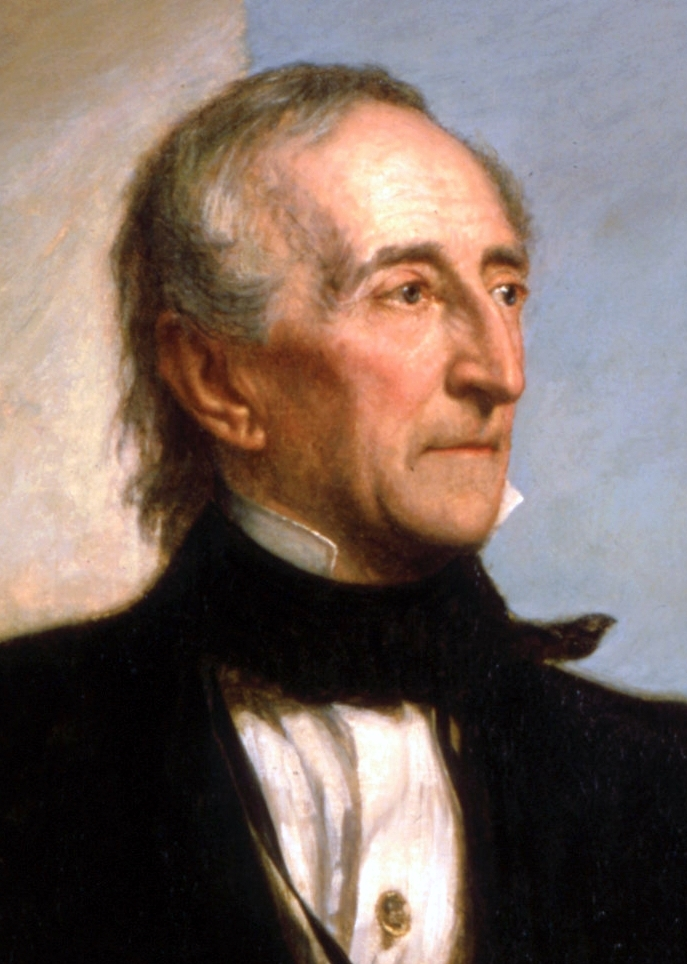
John Tyler

- 18. Januar: John Tyler, Präsident der USA (* 1790)
- 20. Januar: Johan Gustaf Ruckman, schwedischer Kupferstecher (* 1780)
- 21. Januar: Božena Němcová, tschechische Schriftstellerin (* 1820)
- 23. Januar: Willem Hendrik de Vriese, niederländischer Mediziner und Botaniker (* 1806)
- 24. Januar: Johann Heinrich Christian Friedrich Sturm, deutscher Kupferstecher und Ornithologe (* 1805)
- 02. Februar: Rudolph Suhrlandt, deutscher Porträtmaler (* 1781)
- 03. Februar: Jean-Baptiste Biot, französischer Physiker und Mathematiker (* 1774)
- 04. Februar: Heinrich Schmückert, deutscher Generalpostdirektor (* 1790)
- 05. Februar: Ignaz Franz Castelli, österreichischer Dichter und Dramatiker (* 1781)
- 07. Februar: Francisco Martínez de la Rosa, spanischer Dichter, Dramenautor, Diplomat, Politiker und Ministerpräsident Spaniens (* 1787)
- 10. Februar: Jacques Rothmüller, deutscher Landschaftsmaler, Zeichner und Lithograf (* 1804)
- 11. Februar: Bernardus Franciscus Suerman, niederländischer Mediziner (* 1783)
- 13. Februar: Amalie Struve, deutsche radikaldemokratische Revolutionärin der Märzrevolution, Frauenrechtlerin und Schriftstellerin (* 1824)
- 14. Februar: David Sprüngli, Schweizer Chocolatier (* 1776)
- 15. Februar: Heinrich Adam, deutscher Radierer und Landschaftsmaler (* 1787)
- 15. Februar: William Appleton, US-amerikanischer Politiker (* 1786)
- 16. Februar: William Pennington, US-amerikanischer Politiker (* 1796)
- 21. Februar: Justinus Kerner, deutscher Schriftsteller und Arzt (* 1786)
- 23. Februar: Serafín María de Soto, spanischer Offizier, Militärhistoriker, Politiker und Regierungspräsident Spaniens (* 1792)
- 22. Februar: Franz von Pillersdorf, österreichischer Beamter und Staatsmann (* 1786)
- 24. Februar: Bernhard Severin Ingemann, dänischer Schriftsteller (* 1789)
- 26. Februar: Cornelius Conway Felton, US-amerikanischer Literaturwissenschaftler (* 1807)
- 01. März: Franz Friedrich Freudenberger, Schweizer Maler und Zeichner (* 1804)
- 01. März: Sidonie, Herzogin von Sachsen (* 1834)
- 02. März: Iwan Panajew, russischer Schriftsteller, Journalist, Literaturkritiker und Herausgeber (* 1812)
- 03. März: Auguste Reuß zu Köstritz, Großherzogin von Mecklenburg (* 1822)
- 05. März: Franz Xaver Nippel von Weyerheim, österreichischer Jurist (* 1787)
- 13. März: Christian Friedrich Lessing, deutscher Arzt und Botaniker (* 1809)
- 14. März: Andreas Fortner, böhmischer Silberschmied, Maler, Lithograf und Ziseleur (* 1809)
- 15. März: Benedicta Riepp, Eichstätter Nonne des Ordens des Heiligen Benedikt, erste Priorin der Benediktinerinnen in der Neuen Welt (* 1825)
- 15. März: Henry Scheffer, französischer Maler (* 1798)
- 16. März: Joseph Christian von Zedlitz, österreichischer Offizier und Dichter (* 1790)
- 17. März: Fromental Halévy, französischer Komponist und Musikpädagoge (* 1799)
- 19. März: Friedrich Wilhelm von Schadow, deutscher Maler (* 1788)
- 21. März: Alfred I. zu Windisch-Graetz, österreichischer Feldmarschall (* 1787)
- 23. März: Sophie Adlersparre, schwedische Malerin (* 1808)
- 23. März: Karl Robert von Nesselrode, russischer Diplomat, Außenminister und Kanzler (* 1780)
- 29. März: José Mariano Felipe Gálvez, Staatschef in der Provinz Guatemala der Zentralamerikanischen Konföderation (* 1790/94)

### April bis August

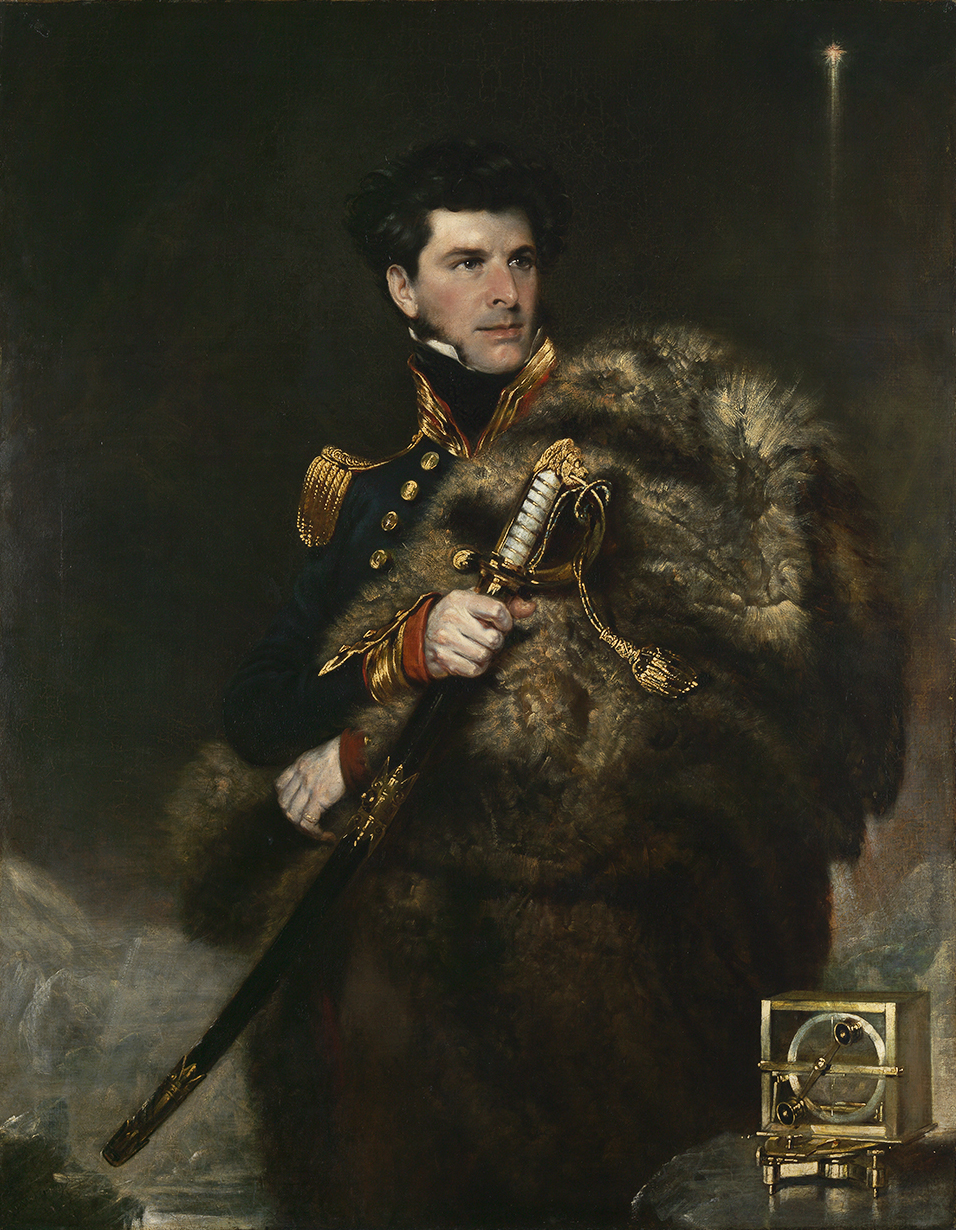
James Clark Ross, 1833–34

- 03. April: James Clark Ross, englischer Entdecker und Seefahrer (* 1800)
- 06. April: Albert S. Johnston, konföderierter General (* 1803)
- 17. April: William Wilson, britischer Maschineningenieur (* 1809)
- 24. April: Friedrich Busse, deutscher Betriebsdirektor und Erfinder (* 1794)
- 24. April: Julius Wilhelm Oelsner, Abgeordneter in der Frankfurter Nationalversammlung (* 1800)
- 25. April: Jacob von Roeser, deutscher Arzt und Reisender (* 1799)
- 28. April: Josef Arnold der Jüngere, österreichischer Fresken-, Porträt- und Landschaftsmaler (* 1823)
- 02. Mai: Jacobus Ludovicus Conradus Schroeder van der Kolk, niederländischer Mediziner (* 1797)
- 03. Mai: Amancio Alcorta, argentinischer Komponist und Politiker (* 1805)
- 06. Mai: Henry David Thoreau, US-amerikanischer Schriftsteller und Philosoph (* 1817)
- 09. Mai: Theodor Bilharz, deutscher Mediziner und Naturwissenschaftler (* 1825)
- 09. Mai: Antoine Jean-Louis Galland, Schweizer evangelischer Geistlicher und Hochschullehrer (* 1792)
- 15. Mai: Kurt Alexander Winkler, deutscher Chemiker und Metallurg (* 1794)
- 16. Mai: Edward Gibbon Wakefield, britischer Staatsmann (* 1796)
- 25. Mai: Johann Nestroy, österreichischer Dramatiker und Satiriker (* 1801)
- 28. Mai: Lew Mei, russischer Dichter (* 1822)
- 29. Mai: Franciszek Mirecki, polnischer Komponist (* 1791)
- 06. Juni: Turner Ashby, US-amerikanischer Oberst (* 1828)
- 17. Juni: Charles Canning, britischer Staatsmann (* 1812)
- 02. Juli: François Bertholet, Schweizer evangelischer Geistlicher (* 1814)
- 07. Juli: Friedrich Gauermann, österreichischer Maler (* 1807)
- 08. Juli: Hans Mathias Velschow, dänischer Historiker (* 1796)
- 10. Juli: José Lúcio Travassos Valdez, portugiesischer Staatsmann und Politiker (* 1787)
- 14. Juli: José Escolástico Andrino, salvadorianischer Komponist (* 1817)
- 20. Juli: Moritz Karl August Axt, deutscher Pädagoge und Altphilologe (* 1801)

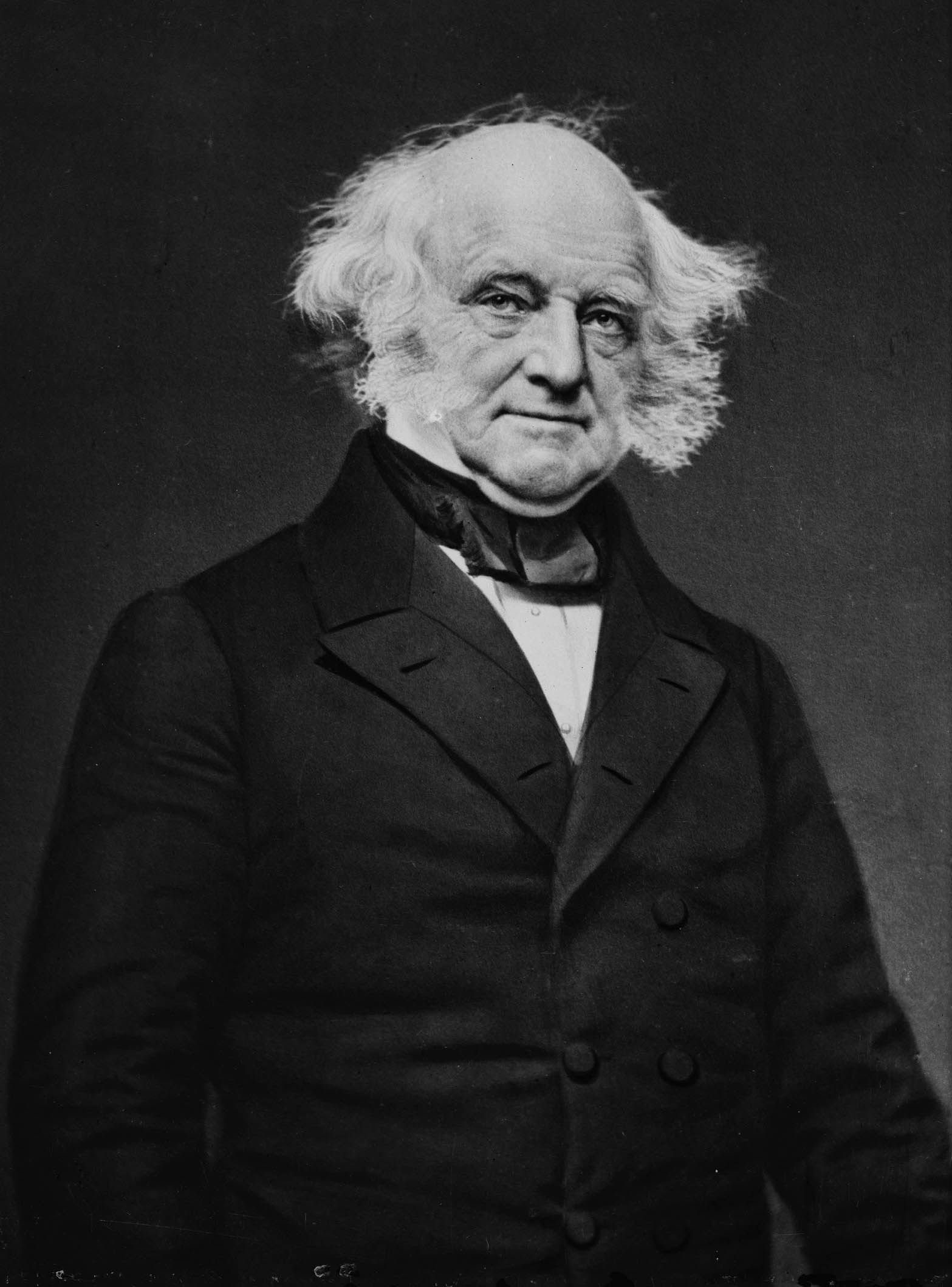
Martin Van Buren

- 24. Juli: Martin Van Buren, Präsident der USA (* 1782)
- 26. Juli: Maximilian Adolph Uhlemann, deutscher Ägyptologe (* 1829)
- 31. Juli: Karl Bernhard von Sachsen-Weimar-Eisenach, niederländischer General (* 1792)
- 05. August: Johann Christoph Winters, deutscher Puppenspielleiter und Begründer des Hänneschen-Theaters in Köln (* 1772)
- 06. August: Valentin Rost, deutscher Altphilologe und Lexikograf (* 1790)
- 09. August: Johann Carl Gottlieb Arning, deutscher Jurist und Senator (* 1786)
- 12. August: Johann Michael Ackner, deutscher Archäologe und Naturforscher (* 1782)
- 20. August: Eduard Pistorius, deutscher Genremaler und Radierer (* 1796)
- 25. August:  Jean-Pierre Sylvestre de Grateloup, französischer Arzt und Naturforscher (* 1782)
- 27. August: Henricus Egbertus Vinke, niederländischer reformierter Theologe (* 1794)
- 28. August: Albrecht Adam, deutscher Schlachtenmaler (* 1786)
- 28. August: Karl Adolf von Wachsmann, deutscher Schriftsteller (* 1787)
- 29. August: Francesco Carlini, italienischer Astronom und Geodät (* 1783)
- 31. August: Ignaz Aßmayer, österreichischer Komponist und Kirchenmusiker (* 1790)

### September bis Dezember
- 10. September: Carlos Antonio López, Präsident von Paraguay (* 1790)
- 14. September: Richard Keith Call, US-amerikanischer Politiker (* 1792)
- 15. September: Hermann Dreymann, deutscher Orgelbauer (* 1824)
- 16. September: Boniface de Castellane, französischer General und Marschall von Frankreich (* 1788)
- 19. September: Dorothea von Sagan, Herzogin von Dino, Herzogin von Talleyrand und Herzogin von Sagan (* 1793)
- 21. September: Frederick Townsend Ward, Offizier der US-amerikanischen Handelsmarine (* 1831)
- 22. September: Heinrich Moritz Chalybäus, deutscher Philosoph (* 1796)
- 24. September: Anton Martin Slomšek, slowenischer Geistlicher, Schriftsteller und Dichter (* 1800)
- 26. September: Hans Christian Petersen, norwegischer Jurist und Regierungsmitglied (* 1793)
- 30. September: Jacob W. Miller, US-amerikanischer Politiker (* 1800)
- 06. Oktober: Francisco Acuña de Figueroa, uruguayischer Schriftsteller (* 1792)
- 07. Oktober: Josefa Lang, deutsche Schauspielerin (* 1791)
- 14. Oktober: Friedrich Rudolf Hasse, deutscher Theologe (* 1808)
- 16. Oktober: George Burgwyn Anderson, US-amerikanischer General (* 1831)
- 30. Oktober: Gerhard Friederich, deutscher evangelisch-lutherischer Pfarrer und Schriftsteller (* 1779)

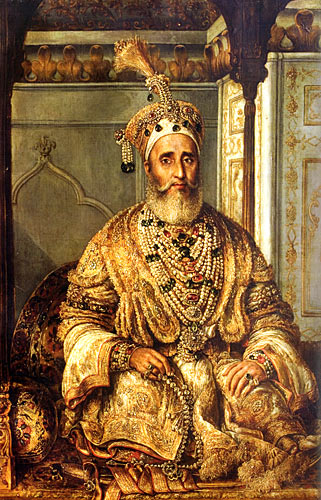
Bahadur Shah II., Gemälde um 1854

- 07. November: Bahadur Shah II., letzter indischer Großmogul (* 1775)
- 13. November: Ludwig Uhland, deutscher Jurist, Dichter und Politiker (* 1787)
- 15. November: Johann Karl Christoph Vogel, deutscher Theologe, Pädagoge und Lexikograf (* 1795)
- 16. November: William B. Preston, US-amerikanischer Politiker (* 1805)
- 17. November: Jacob-Elisée Cellérier, Schweizer evangelischer Geistlicher und Hochschullehrer (* 1785)
- 17. November: Leopold Kupelwieser, österreichischer Maler (* 1796)
- 17. November: Ramsay Richard Reinagle, englischer Landschafts-, Porträt- und Tiermaler (* 1775)
- 17. November: Alexei Werstowski, russischer Komponist (* 1799)
- 28. November: Charles Wimar, deutsch-US-amerikanischer Maler (* 1828)
- 01. Dezember: Agustín Durán, spanischer Literaturwissenschaftler (* 1789)
- 04. Dezember: Charles Dunoyer, Nationalökonom Frankreichs (* 1786)
- 05. Dezember: Aloys Henhöfer, deutscher Theologe (* 1789)
- 06. Dezember: Claiborne Fox Jackson, US-amerikanischer Politiker (* 1806)
- 07. Dezember: Sylvester Churchill, US-amerikanischer Journalist und General (* 1783)
- 10. Dezember: Philemon Dickerson, US-amerikanischer Politiker (* 1788)
- 11. Dezember: Victoriano Castellanos Cortés, Präsident von Honduras (* 1795)
- 13. Dezember: Thomas Reade Rootes Cobb, General der Konföderierten Staaten (* 1823)
- 16. Dezember: Ewald Rudolf Stier, deutscher lutherischer Theologe (* 1800)
- 17. Dezember: Karl Arnold-Obrist, schweizerischer Bischof (* 1796)
- 17. Dezember: Josef Franz Natterer, österreichischer Mediziner, Fotopionier und Forschungsreisender (* 1819)
- 20. Dezember: James Pearce, US-amerikanischer Politiker (* 1805)
- 25. Dezember: Adolph Kullak, deutscher Pianist und Musikschriftsteller (* 1823)

### Genaues Todesdatum unbekannt
- Joseph-Alphonse Adhémar, französischer Mathematiker (* 1797)
- Carlos Anaya, uruguayischer Politiker (* 1777)
- Bonaventura Carles Aribau i Farriols, spanischer Schriftsteller, Poet und Wirtschaftsgelehrter (* 1798)
- Louis Alfred Becquerel, französischer Physiker und Mediziner (* 1814)
- John Thomas, britischer Bildhauer und Architekt (* 1813)
- Johann Nepomuk Tröndlin, deutscher Klavierbauer (* 1790)